# Guerra de los Cien Años
La guerra de los Cien Años (en francés: Guerre de Cent Ans; en inglés: Hundred Years' War) fue un conflicto armado que duró 116 años, del 24 de mayo de 1337 al 19 de octubre de 1453, aunque de forma intermitente, y tuvo a los reinos de Francia e Inglaterra como principales contendientes aunque en algunas etapas también se vieron involucrados otros territorios como el reino de Navarra o el Ducado de Borgoña. Otros reinos y señoríos europeos también se vieron afectados aunque en menor medida y por menor tiempo. Para algunos historiadores habría sido la primera gran guerra internacional europea.Posiblemente sea el conflicto europeo de mayor duración.
El conflicto fue de naturaleza esencialmente feudal, pues su propósito era resolver quién controlaría las tierras adicionales que los monarcas ingleses habían acumulado desde 1154 en territorios franceses, tras el ascenso al trono de Inglaterra de Enrique II Plantagenet, conde de Anjou. La guerra se saldó finalmente con la derrota de Inglaterra y la consecuente retirada de las tropas inglesas de tierras francesas (salvo de la ciudad de Calais).

## Origen del nombre
Ya a finales del siglo XIV los contemporáneos percibieron la duración excepcional del conflicto, pero el nombre por el que se lo conoce, guerra de los Cien Años, surgió mucho después, en el siglo XIX. El medievalista Philippe Contamine buscó las primeras apariciones de la expresión: apareció por primera vez en la obra Tableau chronologique de l'Histoire du Moyen Âge (Cuadro cronológico de la Historia de la Edad Media) de Chrysanthe Des Michels, publicado en París en 1823. El primer libro de texto que lo utilizó fue el de M. Boreau, que se publicó en 1839 con el título L'Histoire de France à l'usage des classes. La primera obra que empleó la expresión en el título fue la La guerre de Cent Ans de Théodore Bachelet de 1852.

## Bandos enfrentados

### Reino de Francia

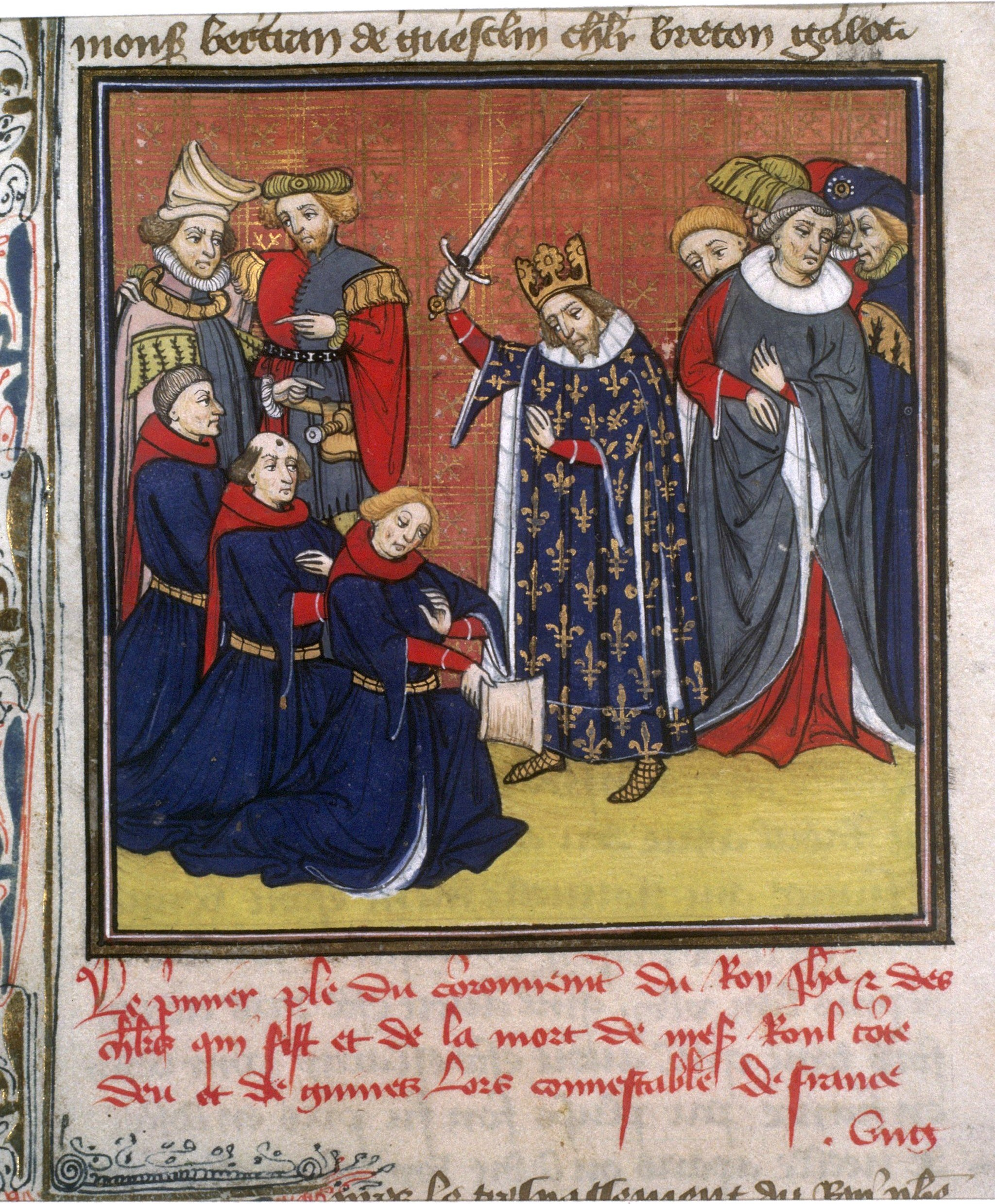
En el reino de Francia existía un sistema feudal en el que la caballería desempeñaba un papel destacado. La miniatura muestra al rey Juan II de Francia armando caballeros a varios hombres.

El reino de Francia a principios del siglo XIV gozaba de una agricultura floreciente, merced a los abundantes ríos que recorrían su territorio y a su clima favorable para esta actividad; contaba por entonces con una población de entre dieciséis y diecisiete millones de habitantes, lo que hacía de él el país más poblado de Europa. Tanto el agro como las ciudades mostraban claros signos de prosperidad en comparación con la Francia de los siglos XI y XII, debida en gran medida a la paz relativa que había gozado el reino durante el siglo XIII y la primera parte del XIV. El aumento de la población había sido general en toda Europa, pero especialmente intenso en Francia. El censo de los hogares de 1328, que abarcó a unas tres cuartas partes de la población, permite conocer aproximadamente la situación del reino en aquel momento. Este contaba con 2 469 987 hogares, lo que equivalía a unos doce millones de habitantes encuadrados en 32 500 parroquias. Tan solo París tenía por sí sola entre ochenta y doscientos mil habitantes, según el censo de 1328; Amiens, entre veinte y treinta mil, y Ruan, unos setenta mil a mediados de siglo. La densidad de población urbana era mayor que en Inglaterra, la península ibérica o la Alemania central. El aumento de la población determinó la tala de gran parte de los bosques del país para extender las glebas, que se explotaban mediante un sistema feudal muy jerárquico. El aumento de la producción agrícola y el gran desarrollo de la energía hidráulica permitían alimentar a la población (las hambrunas cesaron en el siglo XII). El crecimiento en el uso del hierro, la aplicación de nuevas técnicas de trabajo y la sustitución del buey por el caballo como animal de tiro permitieron cultivar tierras poco fértiles o de difícil acceso, cuyas cosechas permitieron alimentar a una población ya densa. Algunas de estas tierras poco productivas se abandonaron luego con la guerra y no volvieron a cultivarse. La situación del campesinado había mejorado, si bien todavía estaba sometida en muchos casos a pesadas obligaciones hacia la nobleza, obligaciones que eran más molestas que opresivas. El aspecto del campo era similar al de la Francia del siglo XIX antes del comienzo de la mecanización, con pequeños cambios en los tipos de cultivos. La defensa de la tierra quedaba como labor esencial de la nobleza.

Francia en vísperas del comienzo de la guerra (1328). Las tierras administradas por el rey abarcaban casi la mitad del reino y las que gestionaban sus familiares eran también extensas:
Tierras de realengo y señoríos eclesiásticos franceses
Infantados de los hijos de Luis IX
Feudos del rey de Inglaterra en Francia (1328)
Otros feudos del reino de Francia

A la pujanza del campo se sumaba el de la única industria de la Europa occidental medieval: la textil, dominada por las ciudades flamencas (primero Arrás, luego Douai y más tarde Ypres, Gante y Brujas, Lille y Tournai), por entonces parte de Francia, a las que se sumaron otros lugares (Ruan, Amiens, Troyes o París). Los productores flamencos solían vender sus ricos paños a los comerciantes italianos en las ferias de Champaña, a cambio fundamentalmente de productos de lujo venidos de los países musulmanes (especias, seda, cueros, joyas...), aunque estas estaban en decadencia a finales del siglo XIII. Otras ferias de diversas partes del reino florecieron también antes del comienzo de la guerra.
El reino no solamente era imponente por su crecida población, sino también por su extensión: en el momento del advenimiento de Felipe VI de Valois, Francia se extendía de norte a sur del Escalda hasta los Pirineos, y de oeste a este del océano Atlántico al Ródano, al Saona y al Mosa. Se tardaba veintidós días en recorrer el país de norte a sur y dieciséis en hacerlo de este a oeste, según afirmó Gilles Le Bouvier en el siglo XV. En total, el reino abarcaba unos 424 000 km². Contaba con unas sesenta regiones, muy dispares en idioma, cultura, historia e incluso, en algunos momentos, religión (un ejemplo de esto habían sido los cátaros del sur). En el norte del reino se empleaba la lengua de oïl. Era la zona en la que había surgido la dinastía capeta, una región de ricas tierras agrícolas y abundante población (unos catorce hogares por kilómetro cuadrado en la Isla de Francia y unos veintidós en las bailías de Senlis y de Valois, si bien la media era de 7,9) la hacía netamente diferente de la zona meridional del reino. En el sur, por el contrario, se hablaba la lengua de oc u occitano, y la cultura de la región estaba influida por la antigua presencia romana. La zona era más pobre en agricultura que el norte, pero más rica en ganadería, y tenía una densidad de población menor que este (unos cuatro hogares por kilómetro cuadrado en los condados de Bigorra y de Béarn, por ejemplo). Era una zona más autónoma respecto del poder real, que en la región ejercían algunos poderosos vasallos con cuyas opiniones el soberano debía contar. Ello no impedía que el monarca se inmiscuyese en los asuntos internos de sus vasallos, pues sus poderes habían crecido desde el siglo XII. Era ya para entonces la cúspide del sistema piramidal feudal al que los niveles inferiores debían fidelidad.
El clero desempeñaba un papel principal en la organización social de la época. Los clérigos sabían leer y escribir y eran los que administraban las instituciones; gestionaban las obras de caridad y las escuelas. Las fiestas religiosas hacían de ciento cuarenta días al año jornadas inhábiles. También desde el punto de vida religioso existían diferencias entre el norte y el sur: en este el renacimiento carolingio y las órdenes religiosas habían tenido menor peso y destacaban más algunas ciencias como la medicina sobre la filosofía y la teología, al contrario que en el septentrión. Dos ciudades plasmaban este contraste: París y Montpellier; la primera contaba con una de las universidades más respetadas del mundo cristiano en cuanto a estudios teológicos, mientras que la segunda contaba con una de las facultades de medicina más prestigiosas del Occidente europeo a la que acudían incluso estudiantes de Oriente Próximo y África septentrional.
La nobleza unía riqueza, poder y gallardía en el campo de batalla: vivía del trabajo campesino, al que debía compensar con su valentía en la guerra y lealtad. La Iglesia había tratado de acabar con los caballeros entregados al bandidaje desde finales del siglo X: ya en el concilio de Charroux del 989, se había rogado a los guerreros que se entregasen al servicio de los pobres y de la Iglesia y fuesen milites Christi («soldados de Cristo»). Desde el siglo XIII, el rey había logrado que se admitiese que su poder, basado en el derecho divino lo facultaba para crear nobles. La nobleza se diferenciaba del resto de la sociedad por su sentido del honor, la necesidad de mostrar su espíritu caballeresco, de proteger al pueblo y de impartir justicia, a cambio de lo cual disfrutaba de una situación material privilegiada. Su situación social debía justificarla en el campo de batalla, en el que debía vencer al enemigo en combate heroico. El ejército real se estructuraba en torno a la caballería, que era la más poderosa de la Europa de la época; era una caballería pesada que atacaba frontalmente y reñía en combate singular con el enemigo. A la voluntad de descollar en los campos de batalla se sumaba la costumbre de hacer cautivos, que luego se liberaba a cambio de un rescate, que hacía de las guerras negocios lucrativos para los buenos guerreros, mientras que la posibilidad de percibir un rescate hacía más interesante apresar enemigos que matarlos. En realidad y pese a la pretensión de los caballeros de tener el monopolio de las armas, la realidad era muy distinta y el estilo de combate caballeresco estaba cada vez peor adaptado a la guerra real.
Los reyes capetos habían tratado de afianzar su poder frente a la gran nobleza y al papado apoyándose en el pueblo llano, mediante la creación de villas, la concesión de fueros y la reunión de los Estados generales de Francia. El equilibrio social dependía de la aceptación de un poder real fuerte por parte del pueblo llano que compensara las arbitrariedades de los señores feudales, y de una administración cada vez más centralizada que mejorase sus condiciones de vida. Este sistema estaba entrando en crisis en vísperas del comienzo de la guerra de los Cien Años, pues el crecimiento de la población desde el siglo X estaba originando un exceso de población en el campo y solicitudes de mayor autonomía en las ciudades. El tamaño de las parcelas menguaba, los precios agrícolas descendían y las recaudaciones de la nobleza disminuían; la reducción de los ingresos de los nobles hacía que tratasen de descollar en los combates para obtener mercedes con las que acrecentar las rentas.
Los reyes capetos lograron en tres siglos consolidar su autoridad y ampliar sus tierras a costa de los Plantagenêt. Las tierras de realengo abarcaban casi la mitad del reino, los infantados en manos de parientes del rey eran amplios y de los antiguos grandes feudos a principios del siglo XIV solamente quedaban cuatro, en los extremos del reino: el condado de Flandes y los ducados de Borgoña, Guyena y Bretaña. El prestigio de la monarquía francesa era inmenso y en tiempos de Felipe IV las alianzas del reino se extendían hasta Rusia. Contaba además con el respaldo del papado al menos desde la elección, precisamente en Lyon, ciudad francesa, del papa Juan XXII, antiguo obispo de Aviñón que fijó en esta su residencia y que favoreció netamente a Felipe VI tanto política como económicamente. Fue el segundo de una larga serie de papas franceses. No obstante, pese a las confiscaciones de tierras a los sucesivos soberanos ingleses por parte de Felipe II, Luis IX y Felipe IV, aquellos habían conservado el ducado de la Guyena y el pequeño condado de Ponthieu, que hacía de ellos vasallos del rey de Francia.
La autoridad real abarcaba el reino merced a una Administración Pública relativamente especializada. Dos aspectos resultaban, sin embargo, débiles en caso de que el reino emprendiese una guerra: la escasez de las rentas del rey, que incluso en tiempos de paz apenas cubrían los gastos ordinarios y dependían esencialmente de las tierras que administraba directamente, y la falta de un buen ejército. Los gastos extraordinarios requerían ingresos irregulares (diezmos cedidos por el papa, préstamos forzosos, transformación del servicio militar en servicio obligatorio, creación de subsidios) que se obtenían de manera desordenada, con notable reticencia de los contribuyentes, y exigían la concesión de amplias concesiones y promesas por parte del soberano. El reino carecía de un sistema para procurarse los copiosos medios necesarios para librar una guerra larga. El rey tampoco contaba con un ejército regular: dependía del servicio de armas que le debían los vasallos, que estaba limitado en el espacio y en el tiempo y no convenía para contiendas dilatadas. A partir de Felipe IV, el rey tenía derecho a hacer levas, en las que debían participar todos los hombres libres con una edad comprendida entre los quince y los sesenta años, tanto nobles como campesinos, sin importar su riqueza, en caso de que el reino fuese invadido. Esta nueva potestad regia hizo que hacia 1340 Felipe VI pudiese contar con unos treinta mil hombres de armas y otros tantos peones. Estas eran cifras enormes para la época y el coste de reunir tal ejército era elevadísimo, pero tenía un inconveniente añadido: era un ejército heterogéneo e indisciplinado.

### Reino de Inglaterra

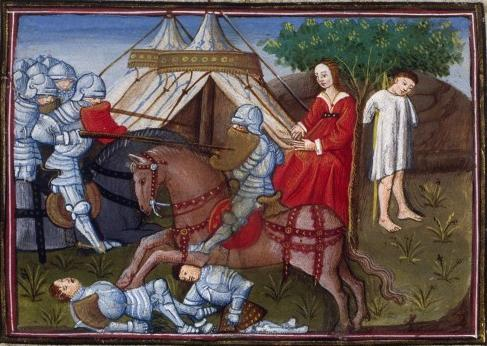
Yvain socorre a una doncella en una miniatura de Lanzarote del Lago del siglo, muestra del ideal de lealtad y valentía en el combate que debía guiar a los caballeros medievales.

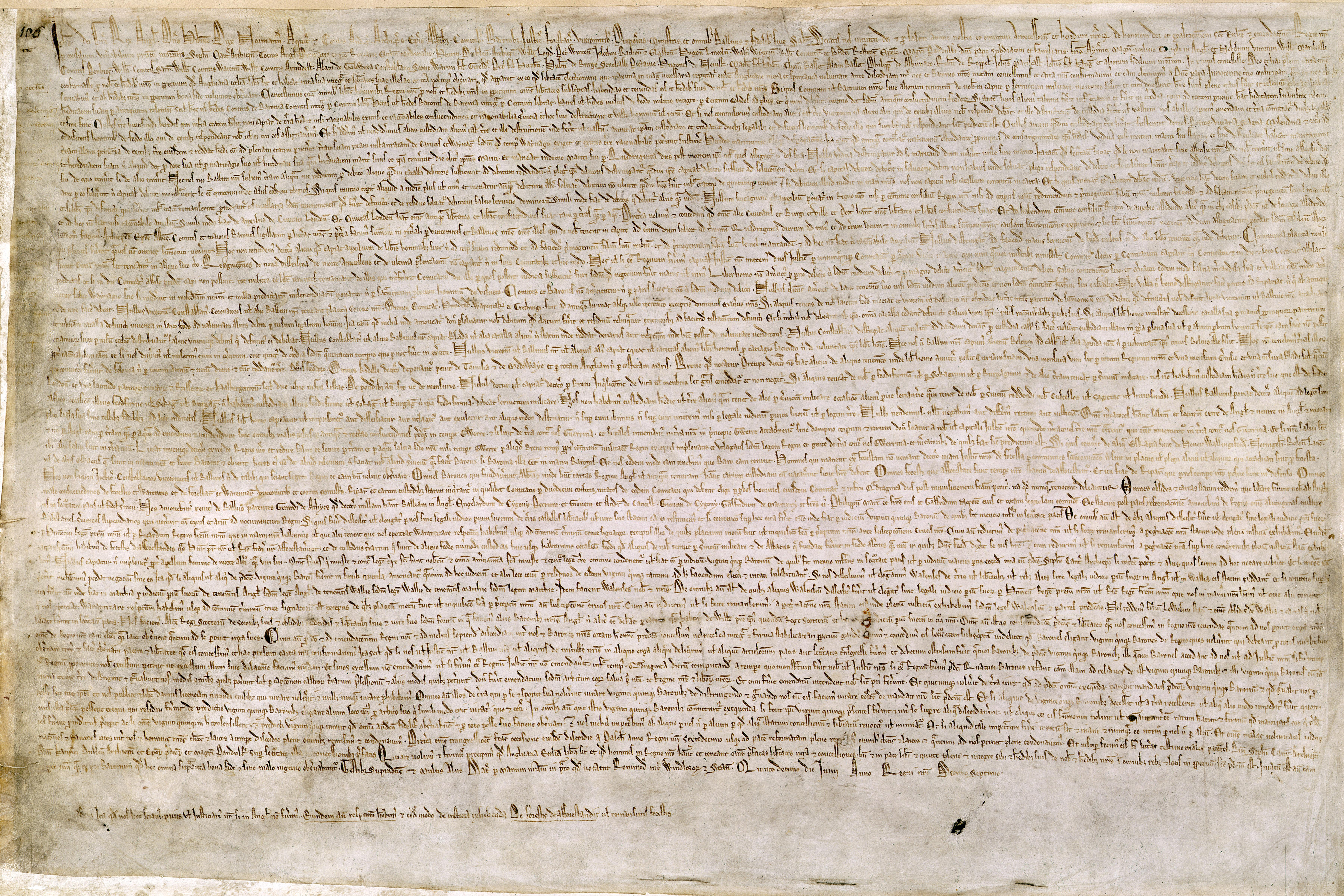
La Magna Carta.

El reino de Inglaterra contaba con una población mucho menor que la francesa: cuatro millones de habitantes; sufría por entonces la llamada «Pequeña Edad de Hielo» europea, que había comenzado en el siglo XIII y que acabó con algunos productos agrícolas del reino, como el vino, que anteriormente se había producido en el sur y que a partir de entonces solo se hacía en la Guyena. Su extensión era también menor que la del reino francés, incluso con Gales, que acababa de conquistar completamente Eduardo I de Inglaterra. Solo contaba con una gran ciudad: Londres, con unos cuarenta mil habitantes hacia 1340; York y Bristol apenas alcanzaban los diez mil. El resto de poblaciones principales eran meros pueblos grandes, en general independientes de la nobleza por haber comprado la exención de servicios.
El campesinado en general disfrutaba de una posición tan buena como el de Francia y existía ya incluso un grupo de campesinos libres de tutela señorial. El país hubo de especializar su economía y fomentar el comercio, que a principios del siglo XIII seguía fundamentalmente en manos de mercaderes extranjeros (flamencos, alemanes y franceses del norte). El clima lluvioso y los abundantes pastos favorecían el desarrollo de la ganadería, especialmente la ovina, que a su vez acrecentó la producción de lana que favoreció la industria textil (la lana de las ovejas inglesas es especialmente fina y de gran calidad y se hila fácilmente). Esto determinó la pujanza del comercio y de las ciudades, cuyos habitantes necesitaban libertad para montar negocios y una tributación limitada (gran parte de los ingresos estatales provenían de los impuestos a la lana) Por su parte, los terratenientes (barones y clero) se oponían al aumento de los impuestos, destinados a financiar la guerra contra Felipe Augusto, sobre todo cuando esta, como fue el caso durante el reinado de Juan sin Tierra, se plasmaba en una serie de derrotas y pérdidas territoriales. Juan hubo de conceder la Carta Magna en 1215 que dio al Parlamento cierto control fiscal.
El comercio hacía Inglaterra era muy dependiente de Guyena, donde se producía gran parte y el mejor vino inglés, de Flandes, cuyos pañeros compraban la lana inglesa y de la Bretaña, origen de la sal indispensables para la conservación de los alimentos. Allí se hallaba además otra gran ciudad: Burdeos, que debía de tener entre veinte y treinta mil habitantes. De la Guyena partían en ciertas fechas fijas grandes escuadras en conserva con mercancías para Gran Bretaña, que en ocasiones reunían hasta doscientas naves. Los vínculos comerciales entre la Guyena y Gran Bretaña eran estrechos y antiguos. Guyena casi carecía de lana y cereal y se había especializado en la producción de vino, tintes (añil) y hierro, materias todas ellas que Gran Bretaña importaba de la provincia continental, a la que vendía telas y alimentos. Guyena era el segundo destino de las exportaciones textiles inglesas, tras Alemania.
La unidad del reino era, sin embargo, mayor que la francesa. No habían surgido grandes principados como en el reino vecino y la debilidad pasajera que había sufrido la Corona desde Ricardo I a Enrique III se había esfumado durante el posterior reinado de Eduardo I. Los derechos y posesiones de la Corona estaban claros desde los tiempos de este último rey, la justicia estaba bien organizada y la Administración local, muy diferente de la de Francia, contaba con la participación de la población, lo que daba cohesión y fuerza al reino. La imposición de nuevos tributos dependía de la aprobación de los súbditos, cuya representación iba creciendo en el embrionario Parlamento, que precisamente a comienzos de la guerra de los Cien Años adquirió su forma definitiva de dos Cámaras: la Alta, que reunía a los obispos y grandes señores feudales, y la Baja, que agrupaba a los caballeros y a los procuradores de las ciudades y burgos. Como en el caso de Francia, el rey de Inglaterra tampoco contaba con medios para disputar una guerra larga, dependía de la aprobación parlamentaria para imponer tributos nuevos y recurrió, como ya había hecho Eduardo I en sus campañas, a diversas fuentes de ingresos, desde los préstamos —de los banqueros «lombardos», que dominaban a cambio el comercio de la plata— a la contribución o incluso la confiscación de la lana.
Hacía dos siglos que la soberanía del oeste de Francia, desde el ducado de Aquitania al rico y poderoso condado de Flandes, originaba conflictos en intrigas entre las dinastía rivales de capetos y Plantagenêt. La disputa había comenzado a mediados del siglo XII y por entonces los Plantagenêt contaban con amplia ventaja sobre sus contrincantes, pues dominaban Anjou, Normandía, Maine, Poitou, Aquitania y Limousin; estos territorios fueron confiscados por el rey de Francia durante la primera parte del siglo XIII. El vasto imperio Plantagenêt quedó reducido a una parte de Aquitania: la costa gascona con Burdeos, la Guyena, en virtud de la paz de París de 1259. Esta paz, que debía haber puesto fin a las largas desavenencias entre Plantagenêt y capetos, fue fuente de posteriores conflictos por la diferente interpretación de la situación de la región por las dos Coronas: un feudo más del rey para la francesa y un territorio cuasi independiente para la inglesa, que contaba tanto con la lealtad de la población como con estrechos vínculos económicos con ella. La larga guerra fue un reflejo de los intereses ingleses en Francia y la continuación de los anteriores conflictos entre Plantagenet y capetos que había comenzado a mediados del siglo XII. Los reyes ingleses gozaron de notables apoyos en el continente a sus reivindicaciones territoriales y dinásticas, entre los que destacó el de Burdeos.
Las clases privilegiadas inglesas hablaban anglonormando, esencialmente el antiguo normando con influencias del dialecto angevino, en tiempos de los Plantagenêt y, en mucha menor medida, del anglosajón; la situación continuó hasta el decreto de 1361 de Eduardo III. El pueblo llano, por su parte, siguió empleando el anglosajón. La guerra con Francia aceleró la adopción gubernamental del inglés, que empezó a usarse con normalidad en las sesiones parlamentarias en 1362 y en 1413 se consideraba ya el idioma de la corte. El francés empezó a considerarse el idioma del enemigo.
El servicio militar dependía de la renta y dividía a los hombres de dieciséis hasta sesenta años en grupos con armamento diferente según sus ingresos. Aquellos que no deseaban participar en las expediciones al continente podían hacerlo pagando cierta cantidad de dinero. Los comisarios reales recorrían el reino para completar el ejército con los reclutas que consideraban mejores. El principal cambio en los ejércitos feudales de las décadas 1310-1330 fue la reducción de la proporción de caballeros, especialmente de caballería pesada respecto del resto de combatientes. La principal causa fue la disminución del número de terratenientes que se podían costear el caro equipo del caballero. Se amplió por ello el número de reclutas de clases sociales menos pudientes, que se armaban con menos coste; estos formaban la infantería, en la que se incluían arqueros y ballesteros. Cada parroquia debía proveer cierto número de hombres, entrenados y equipados, a los que solamente se pagaba una soldada si habían de combatir en el extranjero; el rey podía exigir a todo terrateniente con rentas superiores a cuarenta libras esterlinas que acudiese a servir militarmente y, como en Francia, tenía potestad para movilizar a la población entera. La infantería se nutría esencialmente de hombres con rentas inferiores a quince libras, que servían como arqueros o armados de espada. Los peones provenían de las capas altas del campesinado, pues debían equiparse por su cuenta y aportar asimismo la jaca que empleaban para desplazarse: era una infantería montada, muy móvil. La caballería ligera también la formaban en general terratenientes; sus miembros portaban peto de cuero, un casco y guanteletes de hierro, espada, puñal y lanza. Los arqueros de a caballo también solían ser terratenientes, llevaban un arco largo, de dos metros de longitud, muy eficaz y mortífero en las batallas de la guerra de los Cien Años. Solían colocarse en prietas filas en los flancos del ejército, protegidos por empalizadas de estacas, carretas u otros obstáculos; eran capaces de lanzar seis flechas por minuto, que solían diezmar a la caballería enemiga. Estos grupos de arqueros sustituyeron entre 1320 y 1330 a los ballesteros, que también combatían a pie, pero que solamente podían disparar un virote por cada tres flechas del arquero. Las demás clases sociales eran las que suministraban el grueso de los arqueros a pie, lanceros y espadachines. El ejército inglés estaba mejor preparado para la defensa que para el ataque.
En cuanto a las flotas, eran necesarias tanto para los combates en el mar como para transportar soldados a Francia. El rey tenía derecho a exigir a los armadores el uso militar de sus naves, sin pagar por ello. Mientras que los soldados embarcados, que solían ser igual en número a los marineros, eran generalmente voluntarios a sueldo, los marinos participan en las operaciones obligados por el derecho real a reclamar su servicio. El rey contaba con sus propios navíos y la obligación de servir de otros, pero la mayoría de los que servían en la guerra francesa eran mercantes requisados para las operaciones. También se usaban barcos extranjeros, contratados para operaciones especiales, como el traslado de grandes ejércitos al continente.

Situación en 1154.

## Orígenes del conflicto
Es difícil establecer unas causas claras y definidas del origen de este largo conflicto. De hecho, fueron cambiando a lo largo del mismo ya que se libró de forma intermitente y fueron cambiando también los protagonistas principales.

### Causas remotas

Conquistas de Felipe II de Francia entre 1180 y 1223

La rivalidad entre Francia e Inglaterra provenía de la batalla de Hastings (1066), cuando la victoria del duque Guillermo de Normandía le permitió adueñarse de Inglaterra. Ahora los normandos como reyes de una extensa nación, con amplios dominios a ambos lados del Canal de la Mancha, exigían del rey francés un tratamiento paritario, de igualdad, mientras que desde el punto de vista de Francia primaba la condición del ducado de Normandía, ducado de Bretaña y ducado de Aquitania como vasallos del monarca galo, quitando relevancia al ascenso a un trono real de los normandos que no les eximía del preceptivo y tradicional homenaje de vasallaje que los titulares de tales ducados debían prestar a la corona de Francia. El dominio angevino durante los siglos XII y XIII llegaba desde la frontera de Escocia e Irlanda hasta los Pirineos. Ya Felipe II de Francia lograría mermar este dominio tras la anexión del ducado de Anjou y de Normandía a la Corona francesa (1199-1217).

### Causas políticas inmediatas

#### Derechos dinásticos
Tras los vaivenes sucesorios en el trono francés tras el reinado de Felipe IV de Francia y Juana I de Navarra. Su primer hijo, Luis X de Francia, I de Navarra (1316) dejaba un efímero heredero, Juan I de Francia y de Navarra, el Póstumo, que en pocos días también desaparecía. Desde Hugo Capeto, en el año 987, no se había planteado un problema sucesorio similar. A pesar de que Luis tuvo más descendientes, Juana II de Navarra, ninguno de sus hermanos, Felipe V de Francia y II de Navarra (1316-1322) y Carlos IV de Francia y I de Navarra (1322-1328), cedieron el paso al trono a su sobrina, aún menor por entonces, y se sucedieron en el mismo. Se argumentó para tal rechazo, entonces, las dudas sobre la legitimidad de Juana tras el escándalo de la torre de Nesle que implicaba a Margarita de Borgoña. Sin embargo, si la sucesión femenina no era en sí mismo el problema, tras los reinados de otros dos hermanos más de Luis X, Felipe V y Carlos IV, ambos sin descendientes varones, habría tenido derecho igualmente al trono la hermana de todos ellos, Isabel, casada con Eduardo II de Inglaterra. Ello hubiera supuesto la unión bajo el mismo trono, de los dos reinos. Algo análogo ya había sucedido entre Francia y Navarra, con el matrimonio de Felipe IV y Juana I, con la importante salvedad que Navarra en sí misma era un territorio menor al inglés insular aunque también mantenían anejo al trono el señorío sobre varios territorios condales franceses. En definitiva, con los hijos de Felipe IV y Juana I se extinguía la línea masculina de la dinastía capeta. Y, puestos a aceptar la línea femenina, Eduardo III de Inglaterra presentaba mayores derechos que Carlos II de Navarra, hijo de Felipe de Evreux y Juana II que también presentará sus aspiraciones y derechos al trono aunque siempre reconociendo la precedencia del inglés. La fusión, además, bajo su corona de Navarra y el condado normando de Evreux, servirá de acicate para que ingleses y navarros, al menos durante la primera etapa, vayan a una contra el monarca francés.
Además, confluye en el momento, y por razones similares, la sucesión en el Ducado de Borgoña y de Flandes donde los mismos actores, por las mismas razones, mantienen sus aspiraciones y derechos a la sucesión.

### Causas culturales, demográficas, económicas y sociales del conflicto

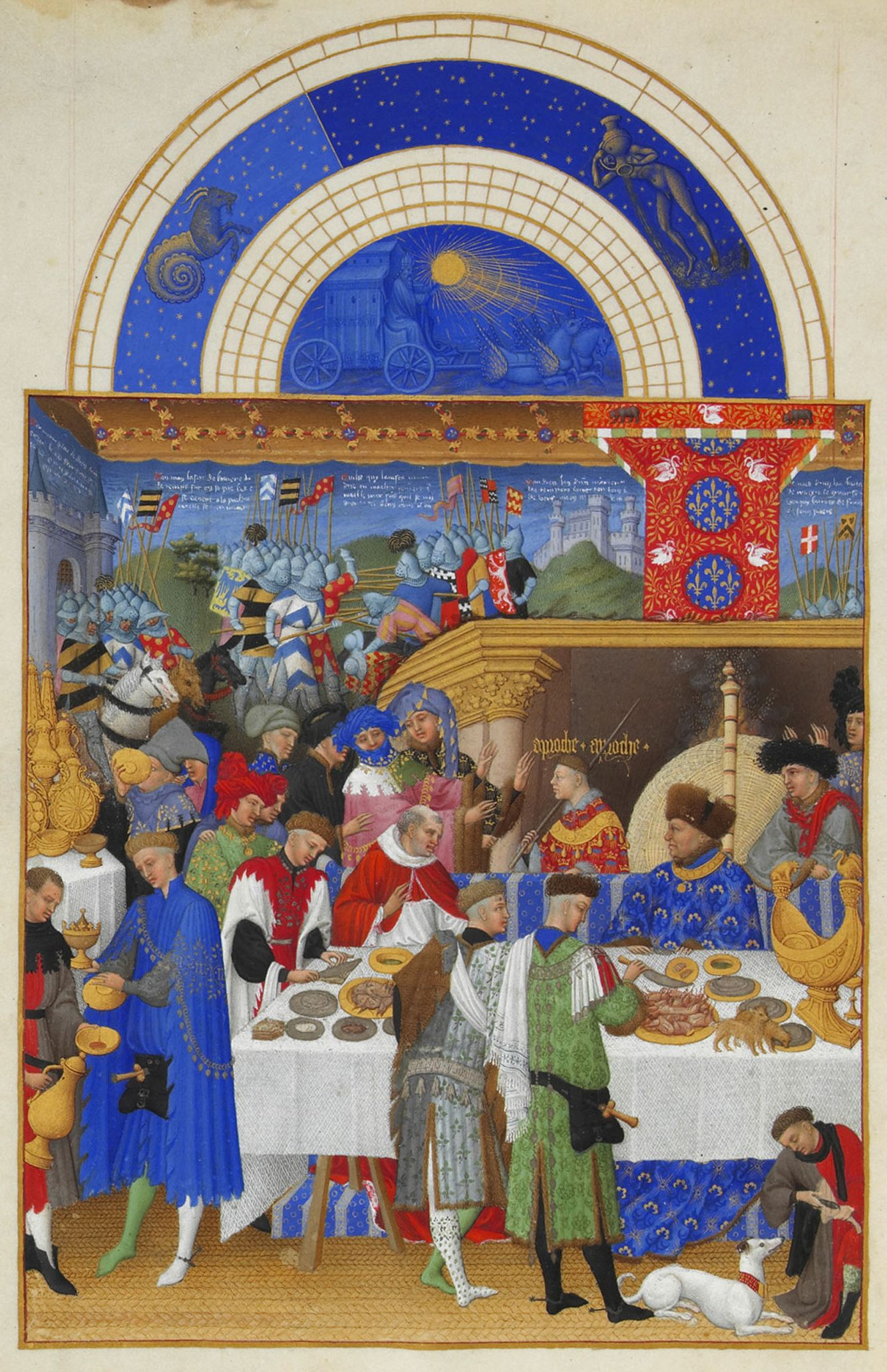
Tabla de Juan I de Berry, hacia 1411-1416. En el siglo, el vino y la carne son alimentos de la nobleza.

El progreso económico europeo medieval se frenó a comienzos del siglo XIV. Los avances técnicos y los desbroces de los bosques permitieron crecer a la población desde el siglo X en Europa occidental, pero en algunas regiones la producción dejó de bastar para alimentar a sus poblaciones a partir de finales del siglo XIII. La división de las parcelas conducía al minifundio: la superficie media de los predios menguó en dos tercios entre 1240 y 1310. Algunas regiones como Flandes estaban superpobladas, en especial por la escasa productividad de alimentos; en este caso, se trató de ganar tierras cultivables al mar, al tiempo que se desarrollaba una economía comercial que permitiese importar los alimentos que no se producían allí. El 46 % de los campesinos ingleses tenían en 1279 terrenos inferiores a cinco hectáreas, que se consideraba la extensión mínima para poder alimentar a una familia de cinco miembros. La situación era muy similar en Francia: en Garges, población próxima a París, en 1311 dos tercios de los habitantes tenían menos de treinta y cuatro áreas, incluida la planta de la casa, que ocupaba casi veinte. En esta situación, cualquier catástrofe natural podía arruinar a las familias. La población rural se empobrecía, el precio de los productos agrícolas menguaba y los ingresos de la nobleza disminuían, al tiempo que crecía la presión fiscal, lo que atizó la tensión entre la población del agro.
Muchos campesinos buscaron trabajos estacionales en las ciudades, por salarios míseros, lo que a su vez originó tensiones en los medios urbanos. La Pequeña Edad de Hielo también perjudicó a las cosechas lo que, dada la presión demográfica, causó hambrunas como no se veían desde el siglo XII en el norte de Europa en 1314, 1315 y 1316: Ypres perdió el 10 % de la población y Brujas, el 5 % en 1316. El crecimiento de las ciudades agudizó la falta de alimento; el abastecimiento dependía del comercio. Por otra parte, los consumidores que se habían habituado a un nivel de vida superior al anterior debido a la prosperidad general, exigían alimentos más variados y abundantes; la nobleza se habituó al consumo de vino y todas las clases sociales se habituaron a un companagium (alimento que acompañaba al pan) más variado y rico. El enriquecimiento de la sociedad y las nuevas demandas de productos más caros hicieron que los campesinos diversificasen la producción agrícola. Los viñedos crecieron con la demanda de vino, en especial en el norte y el este de Francia. Los soberanos ingleses, a los que solamente les quedaba la Guyena en Francia, aumentaron también el cultivo de esta planta en el ducado, mientras que los duques de Borgoña favorecieron la producción y exportación de los vinos de Beaune. Pero la diversificación de la producción también tuvo un efecto nocivo: redujo la producción de los productos básicos agrícolas.
La incapacidad del Estado para imponer tributos ante la oposición de las asambleas territoriales y de conseguir créditos hizo que emplease el cambio de ley de la moneda para equilibrar el presupuesto, lo que suponía reducir la deuda estatal a cambio de devaluar la moneda. La Corona aplicó devaluaciones de varias ocasiones durante la guerra con Inglaterra: 1318-1329, 1337-1343, 1346-1360, 1418-1423 y 1426-1429; la moneda inglesa, por el contrario, se mantuvo bastante estable. La penúltima devaluación fue muy intensa: el delfín Carlos aumentó el valor de la moneda en un tres mil quinientos por cien. Esto a su vez comportó la reducción de las rentas de los terratenientes, fijadas por contrato. La guerra se presentó como medio para que la nobleza compensase la mengua de sus rentas: el cobro de rescates de cautivos, el pillaje y el aumento de los impuestos con la justificación de costear la contienda suponían ingresos adicionales. Esto hizo que la nobleza en general y la inglesa en particular, más perjudicada por la mengua de las rentas obtenidas de los campesinos, adoptase una actitud belicista. Por su parte, un conflicto también pareció al rey francés Felipe VI un buen medio para mejorar la situación del erario, pues permitía recaudar impuestos extraordinarios.

### Zonas de influencia económica y cultura francesa e inglesa

Zonas de influencia y principales ejes comerciales del reino de Francia en 1337.
Posesiones de Juana de Navarra
Estados pontificios
Territorios dominados por Eduardo III de Inglaterra
Francia hasta 1214
Adquisiciones francesas a costa de Inglaterra (1180-1330)

La modernización del sistema jurídico que había empezado en el reinado de Luis IX atrajo a la órbita cultural francesa numerosos territorios colindantes. La influencia se debió tanto a la cercanía lingüística como a la debilidad de los emperadores que sucedieron a Federico II Hohenstaufen en la segunda mitad del siglo XIII y la munificencia de los reyes franceses, dispuestos a conceder pensiones a ciertos señores colindantes del imperio. En el vecino Sacro Imperio Romano Germánico, las ciudades del Delfinado o el condado de Borgoña recurrieron a la justicia real francesa para resolver litigios; así, el rey envió al baile de Mâcon a Lyon a resolver ciertas diferencias y al senescal de Beaucaire a Vivier y a Valence en misiones similares. Los reyes franceses se atrajeron a la nobleza de estas regiones concediéndoles rentas y vinculándolas al reino mediante hábiles matrimonios. El homenaje que los  condes de Saboya rindieron al rey de Francia a cambio de la concesión de pensiones, la muerte heroica en Crécy del rey de Bohemia Juan de Luxemburgo, suegro de Juan el Bueno, y la venta del Delfinado al nieto de Felipe VI por el conde Humberto II, arruinado por ser incapaz de recaudar impuestos y sin herederos tras la muerte de su único hijo son paradigmas de este fenómeno. Por el contrario, a los reyes ingleses les suponía un problema ser vasallos de los soberanos franceses en virtud de la posesión que tenían de la Guyena, pues cualquier desacuerdo con estos se dirimía en París y, por ello, generalmente en su contra.
El crecimiento económico hizo que ciertas regiones comenzasen a depender de algunos de los dos reinos. Por entonces la vía principal de transporte de mercancías era la fluvial o la marítima. El condado de Champaña y Borgoña abastecían París por el Sena y sus afluentes y eran, en consecuencia, profranceses. Normandía estaba dividida, pues era el borde de la región económica parisina y la lindante con el canal de La Mancha, zona mercantil cada vez más importante merced a las mejoras técnicas navales que permitieron a las naves italianas circunnavegar la península ibérica cada vez con mayor facilidad. El Ducado de Aquitania, que exportaba vino a Inglaterra, Bretaña, que exportaba sal, y Flandes, que importaba la lana inglesa, se hallaban en consecuencia de ello en la zona de influencia inglesa.
Los flamencos, que deseaban librarse de la presión fiscal francesa, se rebelaron varias veces contra el rey de Francia, lo que originó una serie de batallas: la de Courtrai (1302), Mons-en-Pévèle (1304) y Cassel (1328). Colaboraron con el rey de Inglaterra y en 1340 reconocieron a Eduardo III como legítimo rey de Francia.
Tanto Francia como Inglaterra buscaban ampliar sus territorios para acrecentar los ingresos fiscales y mejorar el estado de sus erarios. Las intrigas de los correspondientes monarcas por hacerse con el dominio de Guyena, Bretaña y Flandes desataron la larga guerra entre los dos reinos, que duró ciento dieciséis años.

### La cuestión dinástica

Descendencia de Felipe III, rey de Francia de 1270 a 1285 y la cuestión dinástica de la guerra de los Cien Años

El problema dinástico que surgió en 1328 se originó realmente una década antes: Luis X de Francia falleció en 1316, tan solo dieciocho meses después que su padre Felipe el Hermoso; su fallecimiento marcó el fin de la larga época denominada del «milagro capeto», que había durado de 987 a 1316 y durante el cual los sucesivos reyes siempre habían tenido un hijo varón al que dejar el reino en herencia. La existencia de un primogénito varón con experiencia de gobierno por haber estado asociado a la gestión estatal en vida de su padre había dado gran estabilidad a la política francesa durante tres siglos. La tradición había asentado la sucesión de los capetos al trono, de varón a varón, si bien no existía un sistema definido de sucesión. Los reyes no habían llegado a definir legalmente el sistema de transmisión de la corona ni existían precedentes de reyes que solamente hubiesen dejado hijas para sucederlos. Por el contrario, Luis X solo tuvo una hija con su primera esposa, Margarita de Borgoña, condenada por infidelidad: Juana de Navarra. Ya difunto el rey, su segunda mujer había tenido un hijo (13 de noviembre de 1316): Juan el Póstumo, que apenas sobrevivió cuatro días al parto.
Por primera vez, el heredero de la Corona francesa era una mujer, Juana de Navarra. La decisión que se tomó entonces sirvió de precedente a la posterior de 1328: la infidelidad de la reina Margarita sirvió de mero pretexto para privar del derecho de sucesión a Juana y entregar el trono al hermano del difunto Luis, Felipe V, que había sido regente durante el embarazo de su cuñada y dio un golpe de Estado que, pese a la protesta de algunos nobles, fue aprobado por una asamblea de barones, burgueses y profesores de la Universidad de París. La usurpación y la ruptura con la tradición feudal que hubiese hecho reina a Juana disgustaron a poderosos señores del reino, que se ausentaron de la coronación de Felipe en Reims (9 de enero de 1317), pero no lo suficiente como para animarlos a tomar las armas contra él; Felipe logró acallar poco a poco a los adversarios. En realidad, la elección de Felipe y el arrumbamiento de su sobrina se debieron al temor de que esta acabase desposando a un extranjero que pudiese terminar por hacerse con el poder en el reino. Los capetos habían aumentado sus posesiones haciendo que aquellas de sus vasallos muertos sin herederos varones pasasen a la Corona. Felipe IV precisamente había incluido una «cláusula de masculinidad» poco antes de morir, que hizo que el infantado de Poitou pudiese volver a la Corona en caso de que su señor careciese de heredero varón. No fue la ley sálica la que se aplicó para escoger al nuevo rey; esta apareció como justificación treinta años después, hacia 1350, en la obra de un fraile benedictino de la abadía de Saint-Denis que redactó la crónica oficial del reino y que la mencionó como justificación de advenimiento de Felipe V, en medio de la lucha propagandística que este libraba por entonces con Eduardo III de Inglaterra. La ley databa de tiempos de los francos y excluía a las mujeres de la «tierra sálica», adjetivo que proviene del río Sala, el moderno IJssel de los Países Bajos, lugar de asentamiento de los francos salios. Fue recuperada y empleada como argumento de peso en favor de la legitimidad del rey en las disputas de la época, aunque hacía ya tiempo que la herencia femenina de los feudos se aplicaba sin problemas. Los juristas de la Corona que la hicieron electiva al estilo de la imperial o la papal en realidad rompieron con la tradición feudal que permitía la herencia femenina y causaron gran escándalo.
Felipe V reinó poco tiempo y falleció también sin heredero varón, por lo que heredó el trono su hermano menor, el benjamín de la familia, Carlos IV, aprovechando el precedente que había sentado Felipe en 1316; fue coronado en 1322. Había sido uno de los más firmes defensores de su sobrina Juana, pero en esta ocasión no solo apartó a Juana del trono, sino también a las hijas de su hermano Felipe, recién fallecido. Esta vez el traspaso del poder no suscitó quejas. Su reinado fue también breve, de seis años, y antes de morir, dado que su tercera esposa estaba embarazada encargó a la nobleza que hiciese rey a su hijo si resultaba ser varón y que escogiese por sí misma al nuevo soberano en caso de ser mujer. El recién nacido resultó ser mujer, por lo que fue apartada de la sucesión.
Carlos, tercer hijo de Felipe el Hermoso que había ceñido la Corona francesa, murió también sin dejar heredero varón el 1 de febrero de 1328 dejando la situación sucesoria de la siguiente manera: Isabel de Francia, última hija de Felipe el Hermoso, tenía un hijo, Eduardo III, rey de Inglaterra y gran señor feudal francés en tanto que duque de Guyena y conde de Ponthieu, que se postuló para el título, pese a que los precedentes de los últimos años no dejaban claro si los derechos que no podía ejercer la madre podían pasar al hijo; otro aspirante era un primo hermano de los últimos tres reyes, Felipe de Évreux, rey de Navarra y esposo además de Juana, la hija de Luis X preterida en 1316; la nobleza, sin embargo, prefirió a Felipe VI de Valois, otro primo hermano de los últimos tres reyes. Este era hijo de Carlos de Valois, hermano menor de Felipe el Hermoso y heredero por tanto por línea masculina de los capetos, si bien de forma menos directa que Eduardo. Los tres pretendientes tenían firmes derechos al trono, pero los dos primeros tenían por desventaja el ser mucho más jóvenes que el tercero, que era además natural del reino y ostentaba ya la regencia. Los pares de Francia se negaron a entregar la corona a un rey extranjero, siguiendo el mismo criterio que ya habían empleado diez años antes o quizá temieron que si elegían a Eduardo el gobierno quedase en mano de su intrigante madre, odiada en Francia y que por entonces dominaba el de Inglaterra; Eduardo era, por añadidura, un Plantagenet, y por ello sospechoso de ser un vasallo levantisco y tendente a entrar en conflicto con la Corona. Felipe, que había sido nombrado primero regente por los nobles, fue reconocido como rey tras el nacimiento de la hija póstuma de Carlos el 1 de abril. La elección no suscitó quejas en Francia: el nuevo rey tenía cierta experiencia, disfrutaba del apoyo de la nobleza y era conocido de la corte. La coronación se hizo el 29 de mayo. Felipe compensó a Juana de Évreux con el reino de Navarra, cuya corona habían ostentando los tres reyes franceses que le habían precedido, si bien se guardó para sí Champaña, que tenía el mismo origen y a cambio le cedió los condados de Angulema y Mortain —de valor inferior— y ciertas rentas; en realidad, dado que tanto en Navarra como en Champaña el que heredase una mujer era algo firmemente establecido, los dos territorios hubiesen debido pasar a Juana. Esta era entonces menor de edad, pero cuando alcanzó la mayoría en 1336, refrendó el acuerdo hecho en su nombre años atrás.
Eduardo III prestó homenaje a Felipe, si bien con notable reticencia y tardanza, tras varios apremios, por su ducado de Guyena y por el Ponthieu, después de que lo amenazasen con una nueva confiscación del ducado. El rey de Inglaterra se había reconocido vasallo de Felipe VI en junio de 1329 y había hecho incluso concesiones en la Guyena, sin dejar por ello de reservarse el derecho a reclamar los territorios confiscados arbitrariamente por los monarcas franceses. Esperaba por ello que a cambio Felipe no se entrometiese en el conflicto anglo-escocés, pero no sucedió así. Felipe confirmó la ayuda francesa a David Bruce. Ante tal actitud, Eduardo III volvió a proclamar sus derechos a la Corona francesa, que sirvieron de pretexto para desencadenar la guerra contra Felipe. En realidad, la disputa dinástica fue un motivo secundario de la contienda hasta los tiempos de Enrique V de Inglaterra, un mero argumento de Eduardo III para reforzar su posición, pues el verdadero objetivo no era la corona de Francia, sino la soberanía sobre ciertos territorios franceses.

### La disputa por la Guyena: el problema de la soberanía

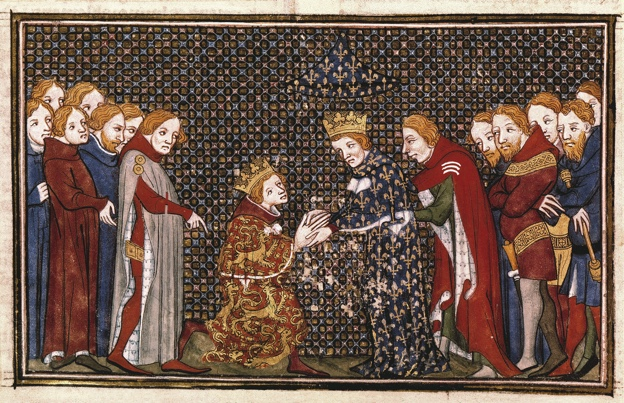
Eduardo III de Inglaterra haciendo pleito homenaje a Felipe VI de Francia por sus feudos de la Guyena y Ponthieu.

La disputa por la Guyena tuvo un papel más relevante incluso que la cuestión dinástica como detonante de la guerra. La región era un problema notable para los reyes de Inglaterra y Francia: el primero era vasallo del segundo en virtud de la posesión de este territorio, en principio de soberanía francesa. Esto permitía en teoría apelar contra un dictamen dado en la región ante el tribunal de París y no en Londres, cosa que hacían los vasallos del ducado cuando recibían fallos con los que no estaban conformes y que los agentes del rey de Francia alentaban. Esto le permitía al rey francés anular las decisiones jurídicas que su homólogo inglés tomase en Aquitania, algo totalmente inaceptable para los ingleses, que buscaban administrar el territorio sin intromisión francesa. La soberanía del territorio quedó en disputa entre las dos Coronas durante varias generaciones y fue el motivo principal de la guerra.
La primera confiscación francesa del territorio al rey inglés se produjo ya en 1294, cuando Felipe IV se la arrebató temporalmente a Eduardo I, al que se la devolvió en 1297. El padre de Felipe VI había ocupado en 1323 una bastida inglesa en Saint-Sardos durante una expedición emprendida por orden del entonces rey Carlos IV; el lugar se encontraba en pleno ducado de Guyena, lo que había suscitado infructuosas, pero vehementes quejas y recursos de Eduardo II de Inglaterra y del señor feudal de la zona, Raymond-Bernard de Montpezat. Este último decidió tomar las armas el 16 de octubre de ese año, mientras el procurador del soberano Francés se encontraba en Saint-Sardos para firmar una alianza. Se presentó al frente de sus huestes y reforzado por soldados ingleses ante el castillo, que atacó, y arrasó el pueblo anejo. Pasó por las armas a la guarnición y ahorcó al representante de Carlos IV. La agresión sirvió de pretexto para que el Parlamento parisino confiscase el ducado de Guyena en julio de 1324, arguyendo que su señor no había prestado el debido homenaje al rey. Seguidamente, el monarca francés invadió casi toda Aquitania con facilidad, como ya había sucedido la vez anterior, si bien la devolvió a regañadientes en mayo de 1325, a petición del papa Juan XXII y de su propia hermana, reina de Inglaterra. Eduardo II había tenido que transigir para lograr que le devolviesen el ducado: había tenido que enviar a su hijo, el futuro Eduardo III, a que rindiese homenaje y pese a ello Carlos pretendía amputar a la Guyena restituida el Agenais y el Bazadais. La evacuación real del ducado se había retrasado primero por los problemas dinásticos ingleses y luego por la falta de pago de las cantidades acordadas tanto por el cambio de señor del ducado como la indemnización bélica. Las dos confiscaciones pasajeras habían servido para someter a la obediencia a un vasallo considerado por la corte francesa demasiado autónomo, pero la facilidad de la conquista dio la errónea impresión de que el gesto se podría repetir cuando fuese necesario.
La situación pareció distenderse en 1327 con el advenimiento al trono inglés de Eduardo III, que recuperó el ducado a cambio de prometer pagar una compensación de guerra. Los franceses se resistieron pese a ello a devolver las tierras arrebatadas, para obligar al nuevo rey inglés a rendir pleito homenaje, que este se avino a hacer el 6 de junio de 1329. Felipe VI hizo consignar durante la ceremonia que el acto de vasallaje no incluía las tierras separadas del ducado por Carlos IV (en especial el Agenais). Eduardo, por su parte, consideró que el pleito homenaje no le privaba de reclamar las tierras perdidas, como en efecto hizo en los años siguientes. Para entonces la Guyena había quedado reducida a una franja costera en la que los agentes reales franceses no dejaban de actuar.
Eduardo se halló en una posición débil durante los primeros años de su reinado, hasta que una conjura de barones descontentos le permitió en noviembre de 1330 ajusticiar a Mortimer, desterrar a un remoto castillo a su madre y hacerse con el poder. Ello lo obligó a mantener una actitud conciliadora con Felipe VI, al que el 9 de marzo de 1331 confirmó que el homenaje que había hecho por sus posesiones francesas era ligio. Los dos reyes se reunieron secretamente algunas semanas después para resolver los problemas pendientes (trazado de las fronteras de Guyena, tratamiento de los nobles exiliados por mantenerse fieles a Eduardo durante la confiscación del ducado, fijación de posibles indemnizaciones bélicas...), que no llegaron a solventarse pese a las largas negociaciones que siguieron.

### Los frentes periféricos

#### Escocia
Inglaterra hubo de afrontar la segunda guerra de independencia de Escocia, que la libró entre 1332 y 1357. Las guerras entre los dos reinos lindantes eran continuas desde finales del siglo XIII. El reino vecino había sido sometido a vasallaje en 1296, aprovechando la muerte sin herederos varones de Alejandro III, mediante matrimonio. Escocia estaba ligada a Francia por la «vieja alianza» desde el 23 de octubre de 1295 y Roberto Bruce aplastó a la caballería inglesa en la batalla de Bannockburn (1314), muy superior en número a las huestes del escocés, al frente de un ejército de hombres de armas desmontados protegidos de las cargas enemigas por una fila de piqueros. Los ingleses copiaron este sistema de combate: disminuyeron el tamaño de la caballería y aumentaron el número de arqueros y de hombres de armas que combatían a pie, que se protegían de las cargas de caballería mediante estacas clavadas en el suelo; los soldados se desplazaban a caballo para viajar más velozmente, pero combatían fundamentalmente a pie. La guerras escocesas también permitieron al ejército inglés ganar experiencia y solidez.
Eduardo III empleó esta nueva manera de luchar en las guerras escocesas en las que sostuvo a Eduardo Balliol contra David II, hijo de Roberto Bruce. Este falleció en 1329 cuando su hijo David era aún un niño de siete años, lo que animó a Eduardo III a intervenir en Escocia con su propio candidato, Balliol, primero de manera indirecta, con dinero y soldados, y luego en 1333, abiertamente. La nueva táctica les permitió a los ingleses vencer en varias batallas importantes, entre ellas la de Dupplin Moor de 1332 y la de Halidon Hill de 1333. David II fue vencido, huyó de Escocia y se refugió en Francia, donde le dio amparo Felipe VI. Eduardo Balliol fue coronado rey de Escocia, en calidad de vasallo de Inglaterra, a la que cedió las tierras al sur del fiordo de Forth, con escaso respaldo popular. El papa Benedicto XII trató de conciliar a los reyes inglés y francés, pero no pudo impedir que Felipe ayudase económica y militarmente a David II a recuperar el trono escocés, al que despachó en la primavera de 1336 algunas de las tropas que había reunido para emprender una cruzada que finalmente no se llevó a cabo. Los preparativos franceses para sostener a los apurados partidarios de David II preocuparon a Inglaterra, que temió incluso una invasión francesa de Gran Bretaña. Los combates se reanudaron de nuevo en la frontera anglo-escocesa en 1342, atizados por el monarca francés.
La campaña de Escocia le permitió a Eduardo III formar un ejército moderno y habituado a las nuevas tácticas militares, también a las que empleaba la caballería: la cabalgada de saqueo en la que un contingente recorría grandes distancias dedicada a devastar el territorio enemigo se había empleado también en Escocia.

#### Artois

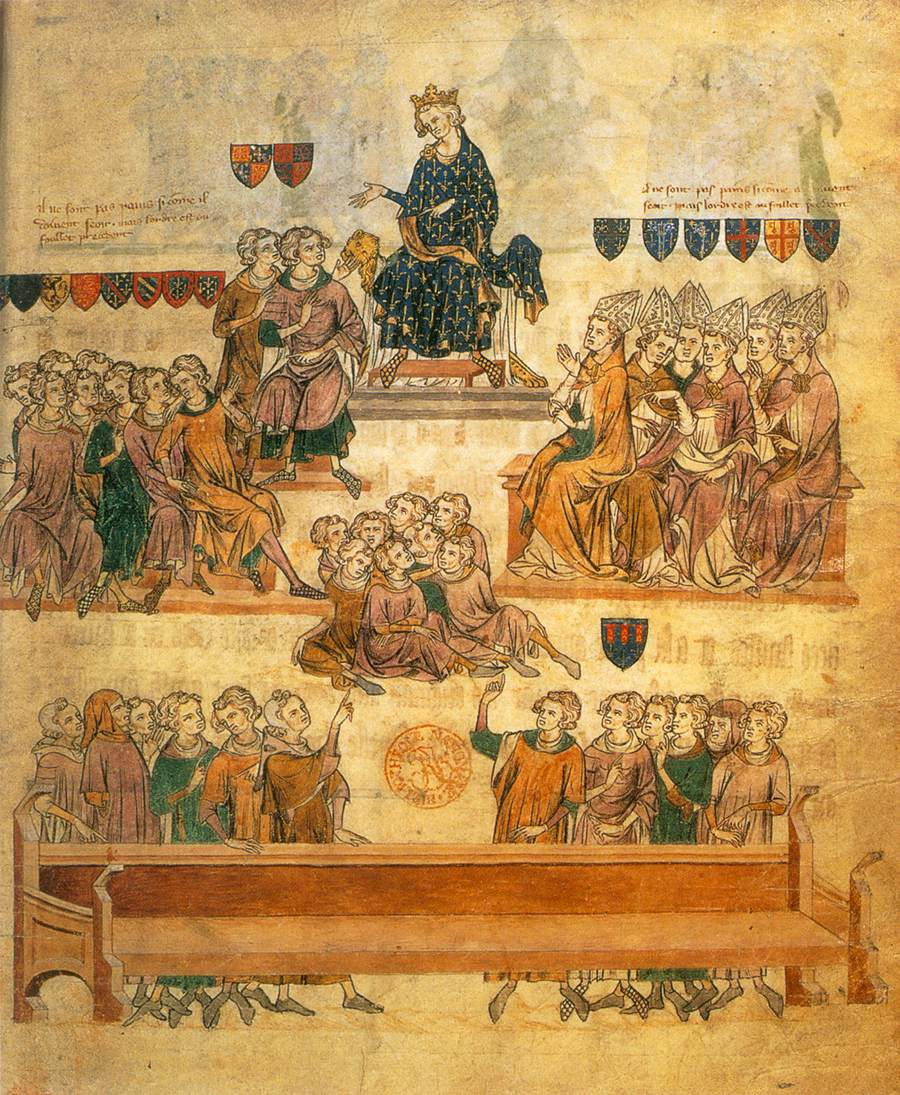
Felipe VI en la sesión que condenó a Roberto de Artois.

En el condado de Artois surgió una de las crisis sucesorias habituales en aquella época: el conde Roberto II falleció en 1302 sin dejar herederos varones. Heredó el feudo su hija Matilde, esposa de Otón IV de Borgoña y suegra de Felipe V y Carlos IV de Francia. Sin embargo, el nieto del difunto Roberto, se sintió postergado y mal compensado y reclamó varias veces, aunque en balde, que se le entregase el condado. Matilde falleció inopinadamente en noviembre de 1329 cuando el Parlamento de París estaba revisando una nueva reclamación de Roberto y algunos acusaron a Roberto de haberla envenenado. A las pocas semanas falleció también la hija y heredera de Matilde y el condado pasó al hermano de la reina, el duque de Borgoña. La documentación que presentó Roberto para respaldar sus pretensiones era falsa y el Parlamento finalmente falló en su contra en 1331. Se comenzó a investigar a Roberto, que huyó a sus tierras y luego desapareció, rehusando comparecer ante sus investigadores. Finalmente se le desposeyó de sus propiedades en abril de 1332, año en que huyó a refugiarse con el duque de Brabante, que lo acogió durante tres años hasta que los demás nobles de la región lo obligaron a expulsarlo. Roberto acabó huyendo y se refugió en Inglaterra, a cuyo rey reconoció también como soberano de Francia. Este sometimiento hizo esperar a la corte inglesa que otros grandes señores franceses siguiesen su ejemplo y reconociesen por rey a Eduardo III.

#### Flandes
Flandes se hallaba a comienzos del siglo XIV en gran tensión, en equilibrio inestable entre el poder del conde y la autonomía de las grandes ciudades industriales como Brujas, Gante o Ypres y entre la dependencia política de Francia, a la que pertenecía el condado, y la económica de Inglaterra, cuya lana abastecía la industria textil. Una revuelta político-social había estallado en Brujas en junio de 1323, que se extendió por toda la costa del condado, atrayendo sobre todo al campesinado acomodado, que se encuadró en unidades con sus propios capitanes, expulsó a los recaudadores de impuestos del conde y destruyó algunas casas de la nobleza. El burgomaestre de Brujas solicitó el auxilio de Eduardo III.
El conde carecía de ejército propio, ya que el no pudo sofocar por sí mismo el alzamiento. Acudió a hacer pleito homenaje por el condado a Felipe VI en 1328 y aprovechó el viaje para solicitar ayuda inmediata al nuevo rey contra los rebeldes. Los conflictos sociales hicieron intervenir militarmente a la Corona francesa, que en agosto de 1328 aplastó a los rebeldes campesinos y artesanos en la batalla de Cassel, en la que once mil de ellos perecieron a manos de la caballería francesa. La intervención militar estrechó los lazos entre Felipe VI de Francia y el conde Luis de Nevers, que había recuperado el condado merced a la intervención del rey y lo conservó mediante el terror, y socavó la influencia inglesa.

### Primeras desavenencias

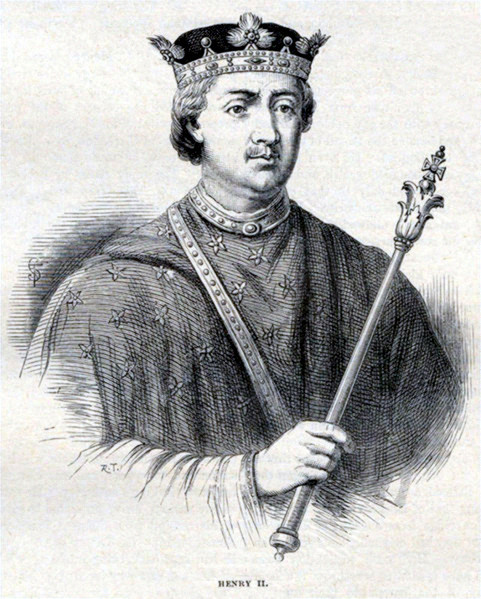
Enrique II Plantagenet.

A mediados del siglo XII, a los duques normandos sucedió la dinastía Anjou, condes poderosos que poseían territorios en el oeste de Francia. El duque angevino Enrique Plantagenet, casado con Leonor de Aquitania, accedió al trono inglés como Enrique II de Inglaterra, aportando así al reino británico sus posesiones y las de su mujer, el ducado de Aquitania.
Felipe II de Francia, en su lucha por limitar el poder de los soberanos ingleses, apoyó la rebelión de algunos de los hijos de Enrique II y la madre de ellos, Leonor de Aquitania, aunque la rebelión acabó no teniendo éxito. Ricardo Corazón de León, uno de los hijos que participó en la fracasada rebelión, sucedió en el trono a su padre en 1189.

### Tratado de París
Enrique III de Inglaterra (1207-1272) heredó el trono con solo nueve años, lo que trajo consigo un período de zozobras y temores que desembocó en el desfavorable Tratado de París en 1259. Enrique abdicaba desde lo formal al rey francés Luis IX todas las posesiones de sus antepasados normandos y a todos los derechos que pudieran corresponderle. Esto incluía la pérdida de Normandía, Anjou y todas sus demás posesiones salvo Gascuña y Aquitania, que había heredado por vía materna. Estas dos regiones quedaban sometidas al homenaje, una especie de pago, renta o tributo que Enrique otorgaría al rey francés para conservarlas.

### Eduardo I
Eduardo I de Inglaterra, hijo de Enrique III, no se conformó con esta situación de sometimiento: construyó una base de poder militar y económico muy superior a la de su padre y quiso colocar de nuevo a su corona en una posición de fuerza en el continente. Inició hostilidades contra la Francia de Felipe III (que duraron cuatro años: de 1294 a 1298) pero, más dedicado a consolidar su poder en el interior de la propia Inglaterra, no hizo nada más respecto de Francia.
Cuando falleció, otro lapso de convulsiones azotó a Inglaterra. Una Escocia fuerte, motivada y organizada, liderada por Robert the Bruce, venció a los ingleses en varias ocasiones, derrotando al sucesor de Eduardo, Eduardo II, y logrando la ansiada independencia.

### La guerra de San Sardos y Eduardo III
Entre 1324 y 1325 se produjo una nueva guerra entre Inglaterra y Francia, conocida por los historiadores como guerra de San Sardos por el poblado donde tuvieron lugar las principales acciones. La Corona inglesa pasó pronto a manos de Eduardo III, que era solo un niño, pero a pesar de todo no estaba dispuesto a dejarse vencer con tanta facilidad. El rey de Francia, Carlos IV murió, como sus antecesores, sin dejar heredero varón.

### La maldición de los Capetos

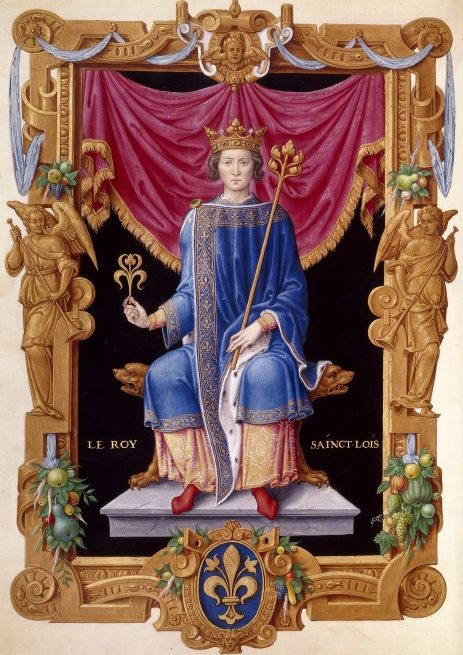
Luis IX de Francia, conocido como San Luis.

La muerte de Carlos IV era el fin de la poderosa y prolongada dinastía de los Capetos. Había sido fundada por Hugo Capeto en 987, y había dado una larga serie de poderosos monarcas que incluía a Luis VI, Luis VII y Luis VIII, todos ellos comandantes en las Cruzadas. Tras la muerte del rey siguiente, san Luis, orientador y capitán de la cruzada contra los cátaros, la dinastía Capeto tuvo aún otro poderoso rey: Felipe el Hermoso. Con él comenzó la decadencia: Felipe destruyó a la antigua y noble Orden del Temple, llevando al juicio y a la hoguera a muchos de sus dirigentes, en especial a su último Gran Maestre Jacques de Molay. La tradición cuenta que De Molay, de pie sobre las llamas que lo consumirían, maldijo a Felipe el Hermoso, al Papa y a la familia Capeto, profetizando su pronta extinción y olvido.
En efecto, Felipe IV murió en 1314, en el curso del mismo año de la ejecución de los templarios. Tenía tres hijos. El mayor, Luis X el Obstinado, fue coronado en agosto de 1315 y murió a los pocos meses, mientras su esposa estaba embarazada. El niño recién nacido iba a ser coronado con el nombre de Juan I; en razón de su corta edad, fue nombrado regente el hermano mediano de su padre, Felipe. El pequeño murió siendo un bebé, por lo que se lo conoce como Juan el Póstumo. Así, su tío Felipe debió ser coronado de inmediato bajo el nombre de Felipe V el Largo. Este rey, aunque enérgico e inteligente, era débil de salud y falleció solo cinco años después, dejando cuatro hijas que no podían heredar en virtud de la Ley Sálica que él mismo invocó para poder suceder a su sobrino. Le sucedió entonces el tercer hijo de Felipe el Hermoso (y por tanto hermano pequeño de Luis X y Felipe V): Carlos Capeto, que reinó bajo el nombre de Carlos IV.
La supuesta maldición de los templarios terminó de cumplirse el 1 de febrero de 1328 al fallecer este rey, dejando solo dos hijas (una póstuma) y ningún varón para heredar. En apenas catorce años, y luego de cuatro breves reinados, la dinastía de los Capetos se había extinguido.

### Intrigas y declaración de guerra (1330-1337)
La tensión entre los dos soberanos aumentó, atizada por la actitud belicosa de la nobleza de ambos reinos, y acabó desatando la guerra en 1337.
El rey de Francia colaboraba con los escoceses en la lucha que estos sostenían contra Inglaterra, actitud de larga tradición de los reyes capetos, plasmada en la llamada «antigua alianza» (Auld Alliance). Eduardo III había expulsado a David Bruce de Escocia en 1333; Felipe VI lo había acogido en el castillo Gaillard y rearmaba a sus partidarios, preparando la vuelta del escocés a su reino. Felipe convocó en 1334 a los embajadores ingleses, entre los que se encontraba el arzobispo de Canterbury, para comunicarles que Escocia también debía estar incluida en la paz general que estaban negociando Francia e Inglaterra y que parecía a punto de firmarse. En 1335, David Bruce atacó las islas Anglonormandas con una flota que pagó el rey francés. La ofensiva fracasó, pero hizo temer a Eduardo III que fuese un mero preludio de la invasión de su reino.
La intervención francesa en Escocia, aunque pequeña, convenció a Eduardo de que la guerra con Francia era inevitable. El Parlamento se reunió en Nottingham en septiembre de 1336 para condenar las acciones del monarca francés y aprobar los subsidios para costear los gastos de la nueva guerra que se avecinaba. Seguidamente el Gobierno abandonó York, donde había pasado los cuatro años anteriores debido a las guerras escocesas, y volvió a Londres, donde comenzaron los preparativos bélicos. Se despacharon tropas a la Guyena y se apostó una escuadra en el canal de La Mancha, al tiempo que Felipe hacía lo propio en Normandía y Flandes.
La reanudación del conflicto aquitano, que las negociaciones no lograron solucionar, y el apoyo de los Valois a los adversarios escoceses de Eduardo III hicieron que este volviese a esgrimir sus derechos de sucesión al trono francés. Felipe VI le había confiscado la Guyena el 24 de mayo de 1337, acusándolo de felón. Esta tercera confiscación resultó intolerable a Eduardo III, que reaccionó a su vez reclamando para sí la Corona francesa: despachó al obispo de Lincoln a París el 7 de octubre de ese año para arrojar el guante como desafío a Felipe, gesto con el que dio comienzo la contienda, si bien ya había habido choques en los meses anteriores. Los dos bandos hacía tiempo que se estaban preparando para la guerra, buscando aliados y aprestando ejércitos. La tercera confiscación de la Guyena fue el detonante de la guerra abierta.

## Principales fases del conflicto
La guerra de los Cien Años tuvo una estructura simétrica en la que se repitió una secuencia de etapas: entre 1337 y 1380 se dieron por primera vez las tres etapas que se repitieron luego. Estas fueron un hundimiento del poderío de la monarquía francesa, seguido de un período de crisis y luego de otro de recuperación. Estas mismas etapas se repitieron entre 1415 y 1453. Entre ambos períodos temporales hubo una larga tregua debida a los conflictos internos que sufrieron los dos bandos.
Cada uno de los dos grandes períodos de combates se puede subdividir a su vez en dos:

Territorios controlados por los franceses
Territorios controlados por los ingleses
Territorios controlados por el duque de Borgoña

- De 1337 a 1364, el genio táctico de Eduardo III de Inglaterra le permitió obtener una serie de victorias sobre la caballería enemiga. La nobleza francesa quedó totalmente desacreditada por las sucesivas derrotas y el país se sumió en la guerra civil. Los ingleses se adueñaron de gran parte del reino francés en virtud del Tratado de Brétigny.
- De 1364 a 1380, Carlos V llevó a cabo una lenta recuperación de territorios, confiando en vencer merced al sentimiento nacional de la población. Permitió que los ingleses devastasen los campos en sus cabalgadas y evitó los desmanes de las Grandes compañías contra la población envíandolas a combatir a Castilla. Evitó las batallas campales, que habían resultado desastrosas para los franceses en la etapa anterior del conflicto y se dedicó a recobrar plazas fuertes mediante asedios. Así, a Eduardo III no le quedaban en el continente más que Calais, Cherburgo, Brest, Burdeos, Bayona y algunos castillos del Macizo Central en 1375.
- De 1380 a 1429, la minoridad y luego la locura de Carlos VI de Francia permitió que los grandes señores del reino se hiciesen con el poder, que desató la rivalidad entre los sucesivos duques de Borgoña y el de Orleans, transformada finalmente en guerra civil. Enrique V de Inglaterra la aprovechó para recobrar territorios. Los franceses fueron vencidos de manera aplastante en la batalla de Azincourt. El asesinato en 1419 de Juan I de Borgoña hizo que los borgoñones se coligasen con los ingleses y se desbaratase el partido armañac. Enrique V desposó a la hija de Carlos VI en virtud del Tratado de Troyes de 1420, devino heredero de este y acumuló en sí los títulos de rey de Inglaterra y regente de Francia. El delfín Carlos fue desheredado. Enrique VI de Inglaterra sucedió a su padre, muerto inopinadamente, cuando aún contaba con pocos meses de edad, pero ya se le concedieron los títulos de rey de Inglaterra y de Francia.
- De 1429 a 1453, los ingleses fueron expulsados de Francia paulatinamente. Juana de Arco representó el sentimiento nacional e hizo coronar a Carlos VII pese a lo acordado en Troyes. Los ingleses, sin grandes apoyos entre la población, fueron perdiendo territorios progresivamente. El Tratado de Arrás de 1435 puso fin a la liga anglo-borgoñona e inclinó la suerte del conflicto definitivamente en favor de Francia. Los ingleses solo conservaban Calais en 1453, tras la derrota que sufrieron en Castillon, aunque la paz tardó todavía: se firmó en 1475, ya en tiempos de Luis XI de Francia y Eduardo IV de Inglaterra.

## La guerra
Entre los hijos de Felipe IV el Hermoso estaba Isabel (llamada la "Loba de Francia"), que era la madre de Eduardo III de Inglaterra. El joven rey, de tan solo dieciséis años, pretendió reclamar su derecho al trono de Francia, consideró que la Corona francesa debía pasar a su madre. Aun así, si la tesis inglesa tuviese acogida, las hijas de Luis X, Felipe V y Carlos IV tendrían mayor derecho de transmitir la corona, por sobre su tía Isabel de Francia.
Francia no estaba de acuerdo, por lo tanto invocaron la ley sálica, que impedía la transmisión de la corona a través de la línea femenina, y por ello decidieron que la corona recién abandonada por los Capetos pasara al hermano menor de Felipe el Hermoso (y tío de Luis X, Felipe V y Carlos IV): Carlos de Valois. Pero corría 1328, y Carlos había muerto tres años antes. De ese modo, correspondió según la teoría francesa coronar al hijo de este, Felipe de Valois, bajo el nombre real de Felipe VI. Este fue el primer monarca de la dinastía Valois, que reinó en Francia sin que Eduardo III pudiese hacer nada para evitarlo. Ahora, correspondía que Eduardo rindiera (y pagase) homenaje al orgulloso Felipe por sus exiguas posesiones, las pocas que aún conservaba en Francia.

### Las victorias de Eduardo III (1337-1364)

#### La guerra indirecta

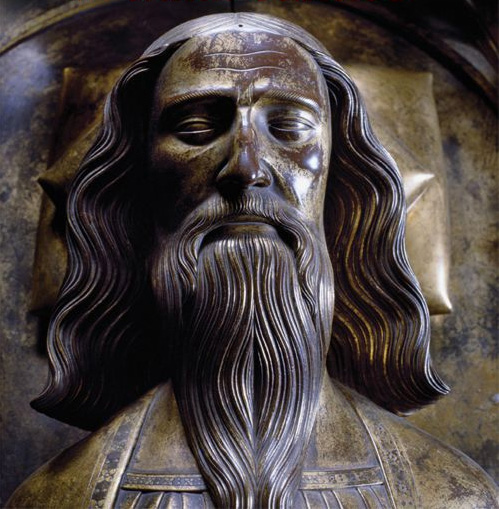
Efigie funeraria de Eduardo III de la abadía de Westminster.

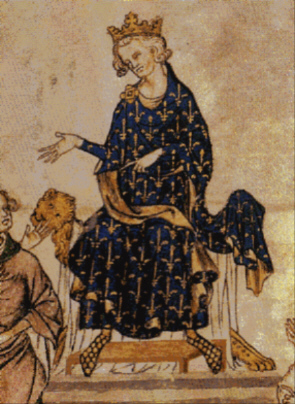
Felipe VI de Valois, rey de Francia, en una miniatura de Le procès de Robert d'Artois.

Al comienzo del conflicto el objetivo de Eduardo era reivindicar para sí la corona de Francia en tanto que era nieto de Felipe el Hermoso, mientras que para Felipe VI la meta era la recuperación de la Guyena y el desbaratamiento de las pretensiones reales de su enemigo inglés.
Los combates no comenzaron inmediatamente después de la declaración de guerra de 1337 a causa de la penuria financiera de los dos reyes, que los obligó a solicitar la aprobación de los impuestos necesarios para sufragar la contienda a los respectivos parlamentos y asambleas locales, a menudo a cambio de la confirmación de privilegios, la concesión de otros nuevos o de exenciones. Fue entonces cuando surgieron en Francia los Estados, asambleas aún poco organizadas en las que los contribuyentes regateaban su apoyo financiero a los representantes reales. La falta de dinero hizo que se aceptase la suspensión de hostilidades propuesta por el papa para los seis primeros meses de 1338. La lucha comenzó indirectamente, mediante el choque de aliados de los dos reyes enfrentados: Eduardo III de Inglaterra sostuvo a Juan de Montfort contra Carlos de Blois, pariente de Felipe VI en la guerra de Sucesión de Bretaña. Por su parte, Felipe apoyó a los escoceses en la guerra que estos libraban contra los ingleses.

#### Operaciones navales
Los primeros años de la guerra fueron favorables a Francia en el mar. Los navíos franceses y los de sus mercenarios italianos recorrieron el canal de La Mancha, se apoderaron de las Islas Anglonormandas y saquearon incluso algunos puertos enemigos tanto en Gran Bretaña como en Francia. Los normandos prepararon incluso una invasión de Inglaterra en 1339, que finalmente no se llevó a cabo, aunque los preparativos hechos permitieron enviar una gran flota a Flandes en 1340, que debía evitar que Eduardo pasase al continente.

#### Alianzas alemanas de Eduardo y combates en Flandes (1336-1345)
El soberano inglés intrigaba mientras en Flandes: su matrimonio con Felipa de Henao le permitía establecer vínculos con el norte de Francia y con el Sacro Imperio. Por añadidura, Roberto de Artois estaba refugiado en Londres desde 1336. Eduardo había comprado la alianza del conde de Henao —conde de Holanda y Zelanda también, y suegro de Eduardo— y la del emperador Luis IV de Baviera (26 de agosto de 1337) por trescientos mil florines y tanto el duque de Brabante como el conde de Güeldres le eran favorables.
Eduardo III reaccionó prohibiendo la exportación de lana en agosto de 1336 y la importación de paño en febrero de 1337, lo que dejó en el paro a gran parte de los operarios de la industria del paño, muchos de los cuales emigraron. Luis de Nevers arrestó a los comerciantes ingleses en Flandes, y Eduardo a los flamencos que se hallaban por entonces en Inglaterra. La crisis económica que desató el embargo de lana hizo que la burguesía buscase la colaboración inglesa a cambio de reconocer la autoridad de Eduardo III. La amenaza económica hizo que la región se rebelase contra los franceses en 1337. El rey inglés sostuvo al mismo tiempo la nueva industrial textil de Brabante, territorio con el que estaba coligado, e invitó a los tejedores flamencos desempleados a Inglaterra para que ayudasen a desarrollar una industria inglesa. Así, si Flandes permanecía neutral o tomaba partido por Felipe VI, Inglaterra podía arruinar su economía cortando el suministro de lana. El conflicto afectó intensamente a los pañeros flamencos, que se rebelaron contra su conde Luis I de Flandes, acaudillados por Jacob van Artevelde, rico burgués de Gante, quien, tras hacerse con el poder en la región, se coligó con el rey inglés. Felipe trató infructuosamente de contener la rebelión en Flandes, permitiendo incluso que el condado permaneciese neutral con la guerra con Inglaterra. El cabecilla rebelde fue extendiendo su control sobre el condado desde Gante durante los primeros meses de 1338; la comisión de representantes de ciudades que presidía tenía autoridad desde Bailleul al sur hasta Termonde en el norte. El conde Luis, por su parte, sopesó hacer asesinar a Van Artevelde e intentó apoderarse por sorpresa de varias de las principales ciudades con la colaboración de la nobleza de la región, sin conseguirlo; frustrado, se refugió en la corte francesa en febrero de 1339. Los rebeldes mientras pactaron con Inglaterra la reanudación del comercio de la lana y firmaron un acuerdo comercial en junio de 1338; en julio hubo un primer envío limitado de lana. Sin embargo, los rebeldes, más contrarios a la mala administración de su conde que partidarios decididos del rey inglés, evitaron durante dos años ligarse demasiado estrechamente a Eduardo. Este visitó Amberes y a su aliado el duque de Brabante en julio de 1338 para tratar de que las ciudades flamencas pasasen de la neutralidad pactada en los meses anteriores a la alianza con Inglaterra, pero no lo logró. Por el momento, los rebeldes flamencos se limitaron a adoptar una neutralidad favorable al monarca inglés. El viaje sirvió, sin embargo, para estrechar lazos con el emperador: Eduardo visitó al emperador Luis de Baviera en Coblenza el 5 de septiembre y este lo nombró vicario imperial y reconoció sus derechos a la Corona francesa, a cambio de dinero. El cargo traspasaba al soberano inglés los poderes imperiales en el norte de la antigua Lotaringia. El emperador hizo prometer a los señores alemanes de la región que ayudarían a Eduardo en su guerra con Felipe, a lo que él mismo se comprometió durante siete años. Eduardo hizo acudir a rendirle homenaje a todos los señores de los Países Bajos —solamente el obispo de Lieja se ausentó de las sucesivas ceremonias—, que sirvieron para acrecentar su poder aparente, pero también para impedir las operaciones militares antes de que llegase el invierno de 1338-1339. Las dificultades financieras de Eduardo para sostener las onerosas alianzas alemanas y neerlandesas eran cada vez mayores.
Los dos beligerantes tuvieron problemas para reunir tropas, por lo que la campaña de 1339 comenzó tarde, entrado ya el otoño. El rey inglés había pasado desde julio a finales de septiembre esperando en vano la llegada de las tropas de sus supuestos aliados alemanes. Intentó vanamente apoderarse de Cambrai, que defendía una guarnición francesa. Penetró en Picardía y trató de librar una batalla campal con el enemigo, pero este lo evitó y el soberano inglés acabó retirándose al norte a finales de octubre. Los quince meses de estancia en los Países Bajos, la alianza de numerosos príncipes de la región y la obtención de la vicaría imperial se habían saldado con una campaña de magros resultados.
Eduardo pasó a tratar con los flamencos tras haber sido abandonado por los príncipes alemanes en la campaña de 1339. Hasta entonces, se había negado a hacer sustanciales concesiones económicas a los insurrectos flamencos para no perjudicar a sus aliados brabanzones. La liga entre el conde Luis I de Flandes y el rey francés indignaba y atemorizaba a los flamencos, disgustados también con el aumento de la presión fiscal y temerosos que el cercano ejército francés sirviese de nuevo para aplastar su levantamiento contra el conde, como había sucedido en 1328. La amenaza francesa hizo a Van Artevelde más dispuesto a pactar con Eduardo, cuyas tropas necesitaba para protegerse. La reanudación del conflicto con Francia hubiese supuesto, sin embargo, el pago de una onerosa indemnización al papa, que podía excomulgar al conde o incluso lanzar el interdicto contra las ciudades flamencas. Para sortear la negativa de las ciudades flamencas a rescindir su juramento de lealtad al rey de Francia, Eduardo aceptó tras titubear presentarse como tal, de manera de los rebeldes pudiesen ligarse más estrechamente a él sin quebrantar en apariencia su fidelidad al rey francés, que a partir de entonces sería él. La alianza final se alcanzó el 3 de diciembre de 1339, con gran coste para los ingleses: traspaso del centro exportador de lana de Amberes a Brujas, devolución de las castellanías del sur entregadas al rey francés en tiempos de Felipe IV, concesión de un subsidio de ciento cuarenta mil libras para mejorar la defensa y ayuda naval y terrestre en caso de ataque francés. Los flamencos se comprometían a ayudar militarmente a Eduardo, al que reconocían como rey de Francia. Eduardo III se presentó en Gante en enero de 1340, donde juró respetar los privilegios de las ciudades y firmó tres tratados fundamentalmente comerciales con los flamencos. El monarca inglés sorteó el temor flamenco a la excomunión prometiendo el envío de sacerdotes ingleses, que dirían la misa pese a la prohibición papal. Seguidamente volvió a Inglaterra para recabar fondos con los que pagar a sus acreedores neerlandeses, a los que dejó en prenda a su mujer y a sus hijos menores. Entonces fue cuando nació, en Gante, su tercer hijo (llamado por ello «Juan de Gante»), Juan, luego duque de Lancaster.
Los flamencos reanudaron el tráfico con Inglaterra, por lo que los franceses enviaron la flota a La Esclusa, en la embocadura del canal que une Brujas con el mar del Norte y único buen puerto del condado flamenco, con el fin de imponer un bloqueo naval a la región. Eduardo llegó a la zona con la flota inglesa en junio de 1340, tras cuatro meses de preparativos; era algo mayor que la enemiga y estaba mucho mejor mandada. El descalabro de la flota en la batalla de la Esclusa del 24 de junio de 1340, que había sido reforzada por navas bretonas puso fin al dominio naval francés y dio comienzo al inglés, que duró varios años. La grave derrota desbarató los planes de enviar tropas francesas a Escocia y permitió a Eduardo III reanudar el comercio de lana con Flandes. A continuación, Eduardo se encaminó directamente contra Tournai, primer punto del dominio regio francés en la zona, a orillas del Escalda, al frente de unos treinta mil soldados, propios y de sus aliados flamencos.
No logró apoderarse de Tournai, que sitió durante dos meses con Artevelde y el duque de Brabante, por lo que acabó pactando una tregua (septiembre de 1340) que duró hasta junio de 1342. La falta de una victoria clara de cualquiera de los bandos, la llegada del invierno y las dificultades financieras que aquejaban a los dos los impelió a suscribir la tregua, propuesta por los emisarios del papa. Eduardo huyó secretamente de la zona, donde lo acosaban los acreedores, y volvió a Inglaterra. Sus deudas arruinaron a varios bancos italianos que habían contribuido a sufragar sus dos campañas fracasadas de 1339 y 1340. La escasez de subsidios ingleses desmoronó a continuación las costosas alianzas de Eduardo en el Sacro Imperio. Eduardo perdió el apoyo del emperador Luis de Baviera y de los señores alemanes, poco interesados en una contienda que no les había reportado ingresos como habían esperado. El emperador despojó a Eduardo de su cargo de vicario imperial y se reconcilió con Felipe VI durante la primavera de 1341. Los arzobispos de Maguncia y Tréveris siguieron su ejemplo y los duques de Brabante y Güeldres renovaron las treguas que tenían pactadas con el soberano francés. La agudización del enfrentamiento entre el emperador y el nuevo papa Clemente VI (elegido en 1342), hizo que a partir de entonces aquel se desentendiese del conflicto anglo-francés para concentrarse en el que le oponía al papa.
La reanudación del comercio de lana no bastó, empero, para terminar con la crisis en Flandes, lo que socavó paulatinamente la autoridad de Jacob van Artevelde. El condado se sumió en una serie de continuas disputas internas entre partidarios y contrincantes de Van Artevelde, entre ciudades e incluso entre oficios. Por añadidura, el papa Clemente VI había excomulgado a los flamencos, acusados de perjuros a su señor, lo que facilitó la vuelta de Luis II al condado en 1342 y obligó a Jacob van Artevelde a radicalizar su posición. Este se negó a reconocer la autoridad de Luis y ofreció el condado a Eduardo de Woodstock, hijo del rey de Inglaterra, luego apodado el «Príncipe Negro». El proyecto no llegó a fructificar: Van Artevelde fue asesinado durante una revuelta el 17 o el 24 de julio de 1345, al poco de haberse presentado Eduardo con una flota, que zarpó tras conocer el asesinato de su aliado. Flandes abandonó la liga con Inglaterra para retomar la que había tenido con Francia.

#### Sucesión de Bretaña
El ducado de Bretaña era un territorio francés que conservaba netos particularismos, entre ellos la lengua celta traída por los inmigrantes de la Gran Bretaña. El duque Juan III falleció el 30 de abril de 1341 sin heredero directo. Se disputaron la herencia una sobrina del difunto, Juana de Penthièvre y el hermano de Juan, Juan de Montfort, que negó la posibilidad de que el ducado quedase en manos de una mujer, pese a la costumbre bretona lo permitía. Fundamentalmente, la Bretaña celta favoreció a Juan mientras que la francesa (el sur y este del ducado), prefirió a Juana y su esposo. Felipe VI debía dirimir la cuestión aceptando el homenaje del nuevo señor del feudo, pero Juan temía que lo hiciese en favor de su rival, que era a la sazón esposa de Carlos de Blois, sobrino del soberano francés. En consecuencia, intentó adueñarse del ducado por la fuerza: ocupó las principales plazas fuertes por sorpresa entre mayo y julio de 1341, pero no logró el respaldo del alto clero ni de gran parte de la nobleza, que llamaron en su auxilio al rey Felipe. Juan había marchado con un séquito a Inglaterra, donde se entrevistó con Eduardo III en julio, que prometió ayudarlo. A la vuelta acudió a París, donde el tribunal de los pares juzgaba la herencia bretona, pero, viendo que el rey le era hostil, huyó disfrazado de la ciudad y regresó a Bretaña. El tribunal falló en contra de Juan el 7 de septiembre. Felipe, tras recibir el homenaje del nuevo duque Carlos, despachó al delfín al frente de un ejército que se presentó ante Nantes y prendió a Juan en noviembre, tras un asedio de la plaza. La disputa parecía zanjada, pero duró en realidad casi veinticinco años, en parte por la ausencia casi continua de los pretendientes a la corona ducal, que dejaron los combates en manos de sus partidarios, que dilataron la guerra, que era a la vez su forma de vida y su pasatiempo.
Juan contaba con el respaldo de las ciudades, de parte de la pequeña de la nobleza y una sección del campesinado, además del vigor de su esposa Juana de Flandes, que se hizo la cabeza de su partido. Juana reconoció a Eduardo como rey de Francia para obtener su apoyo. La disputa sucesoria se transformó en conflicto civil, al que se sumaron los ingleses en 1342, cuando acudieron en ayuda de Juana de Flandes, cercada por Carlos de Blois en Hennebont, donde se había defendido con gran brío. Dos contingentes ingleses más desembarcaron a lo largo del verano de 1342; en uno de ellos llegó Roberto de Artois, que fue herido de muerte en un combate. Eduardo llegó en octubre, tras haber combatido con los escoceses y cercó Vannes, donde se había refugiado Carlos tras abandonar el sitio de Hennebont. El duque de Normandía acudió en su socorro a mediados de diciembre y luego se sumó a la campaña el propio Felipe VI. El mal tiempo hizo que los dos bandos aceptasen la mediación de dos cardenales, legados pontificios, que lograron que se firmase una nueva tregua de dos años el 19 de enero de 1343, la Tregua de Malestroit. Juan de Monfort fue liberado a cambio de que no volviese a Bretaña, aunque lo hizo, y su esposa y su hijo evacuaron el ducado con los ingleses. Eduardo ocupó distintos puntos estratégicos en nombre de Monfort, al tiempo que obtenía la tutela su hijo y el de Juana de Flandes, que se había vuelto loca. Eduardo dominaba en la práctica los asuntos del ducado a finales de 1345. El ducado quedó dividido en dos: Carlos de Blois dominaba la zona francesa, la Alta Bretaña y Nantes, mientras que los Monfort tenían Léon, Cornualles y casi toda la Baja Bretaña, posiciones que cada bando conservó esencialmente durante toda la guerra sucesoria. Esta se libró mediante una serie de asedios, combates singulares y escaramuzas desorganizadas.
La tregua de 1343 se renovó en varias ocasiones, pero el fracaso de los parlamentos de Aviñón, en los que quedaron clara las posturas de los beligerantes (exigencia inglesa de una Guyena independiente y crecida y negativa francesa a ceder la soberanía de ningún territorio del reino) hizo que se dejase caducar en marzo de 1345. Thomas Dagworth emprendió al punto una ofensiva en Bretaña, donde se adueñó de varias ciudades. Juan de Monfort murió en 1345, lo que dejó a Carlos de Blois como único pretendiente a la corona ducal de Bretaña. Este cayó en poder del enemigo cuando trataba de recobrar la plaza de La Roche-Derrien en junio de 1347.
Los franceses contaban con superioridad naval, merced en parte a los mercenarios genoveses, lo que permitió a la flota francesa atacar repetidamente los puertos ingleses. Los franceses sopesaban cortar las conexiones marítimas entre el continente y Gran Bretaña, para privar a Inglaterra del vino de la Guyena y de la sal de Bretaña y Poitou, de gran importancia para el enemigo. Interrumpieron en efecto el comercio de lana con Flandes y el de vino de Burdeos, lo que perjudicó gravemente las finanzas inglesas.

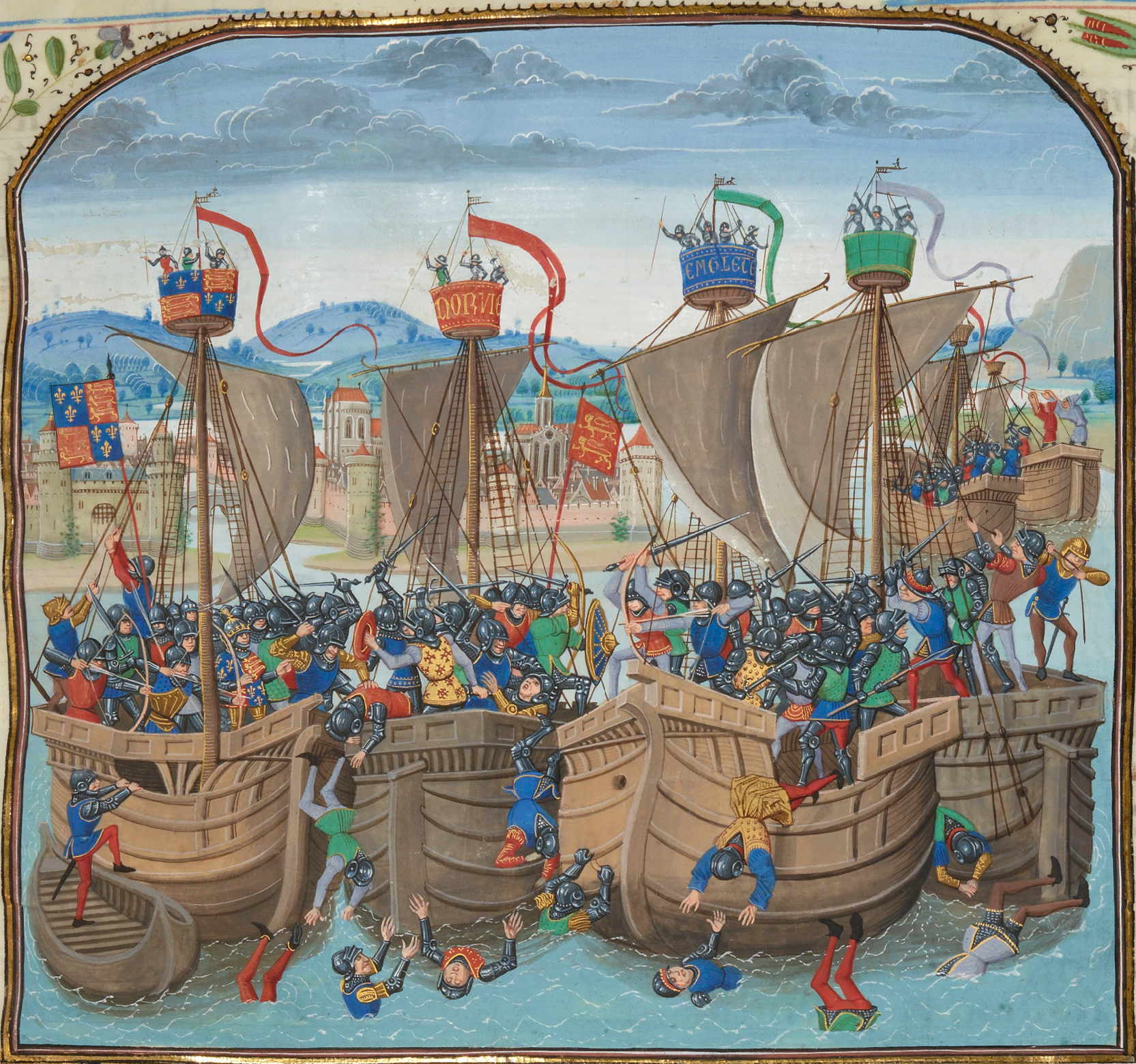
La batalla de la Esclusa en una miniatura de las Crónicas de Froissart.

#### Situación en Navarra
Felipe IV y Carlos IV habían sido reyes de Navarra además de serlo de Francia; administraron el pequeño reino ibérico mediante gobernadores con amplios poderes. Sin embargo, la asamblea de ricos hombres, caballeros y villanos decidió en 1328 escoger un heredero diferente al elegido en París: se decidió por unanimidad reconocer como reina a Juana, la hija de Luis X postergada de la sucesión francesa en 1316, que era esposa de Felipe de Évreux, el frustrado aspirante al trono francés. La proclamación se hizo el 5 de marzo de 1329 en Pamplona. Los dos reinos quedaban formalmente desligados en cuanto sus soberanos (que eran primos), pero el navarro siguió muy interesado en la política francesa. Felipe pereció combatiendo el Algeciras en favor de Alfonso XI de Castilla y Juana quedó como soberana durante los seis años que sobrevivió a su marido. Luego la corona pasó a Carlos II de Navarra.

#### Fracaso escocés
Felipe VI empezó a temer una invasión inglesa del reino, por lo que convenció a los aliados escoceses para que atacasen Inglaterra desde el norte, confiando en que la concentración de las huestes inglesas en el sur del reino hubiese dejado casi inerme la frontera septentrional. La ofensiva escocesa debía servir además para debilitar el estrecho cerco al que por entonces Eduardo III estaba sometiendo a Calais. David II emprendió la invasión el 7 de octubre de 1346 al frente de doce mil hombres, rodeó Durham y alcanzó un pequeño pueblo cercano, Neville's Cross. El arzobispo de York, encargado de la defensa fronteriza, venció y apresó a David en la batalla de Neville's Cross (17 de octubre), remedo de Crécy por el hábil uso de los arqueros. El rey escocés pasó los siguientes once años preso en la Torre de Londres. La victoria sobre los escoceses dejó a Eduardo III libre de poder invadir Francia sin preocuparse de la seguridad del reino.

#### Cabalgadas inglesas e ineficaz defensa francesa

Primera fase de la guerra:
Principales batallas

Eduardo III necesitaba el apoyo de los poderosos y con él el del Parlamento para sostener la contienda. Para granjeárselo, optó por emprender una serie de vigorosas ofensivas en Francia, pese a la palmaria desventaja de población entre los dos reinos (Francia contaba por entonces con unos veinte millones de habitantes, cinco veces más que los que poblaban Inglaterra). Ante la potencia de la caballería francesa, el soberano inglés descartó las conquistas permanentes en el continente, que hubiese tenido que defender frente al enemigo, arriesgando con ello reputación y quizá la vida. Las diversas batallas de la época se debieron fundamentalmente a las circunstancias de las campañas y no a un deseo del monarca inglés de enfrentarse tan directamente con el enemigo. La estrategia de Eduardo fue, por el contrario, la del pillaje, que además permitía financiar las expediciones. Una de las cabalgadas más famosas de la época la que Eduardo abordó en 1346, ejemplifica este tipo de incursiones: un ejército de reducido tamaño, pero capaz de desplazarse velozmente, marchó devastando todo a su paso, sin miramientos para con la población de la que Eduardo pretendía ser soberano legítimo.
Felipe VI contaba con unos cincuenta mil soldados en 1347, justo antes de que se extendiese por la zona la peste negra, un ejército mucho más numeroso que el enemigo, en parte debido a la mayor población del reino. Sin embargo, la estrategia bélica inglesa obligó al monarca francés a sufragar onerosas defensas. Por su parte, el ejército inglés se movilizaba apenas unos meses, y costeaba sus gastos merced al saqueo. La capacidad de la flota inglesa también limitaba la cantidad de soldados que se podían enviar al continente: Eduardo tenía entre veinte y treinta mil soldados, pero no llevaba consigo a Francia más que a la mitad, si bien los mejores. Felipe VI experimentó dos estrategias defensivas infructuosamente: la defensa de castillos y ciudades amuralladas y la persecución del enemigo. La primera permitía a los ingleses verificar sus correrías mientras los franceses se limitaban a defender las plazas fuertes, ciudades o fortalezas. Ello comportaba considerables gastos en guarniciones que se añadían a lo perdido por los estragos ingleses en los campos y al descrédito en que incurría el rey por mostrarse pasivo. La segunda requería la lenta movilización de un gran ejército para perseguir a un enemigo veloz, que podía escoger cuándo y donde plantar cara a los franceses y que solía tener tiempo de talar la campiña antes de que el ejército perseguidor pudiera juntarse.

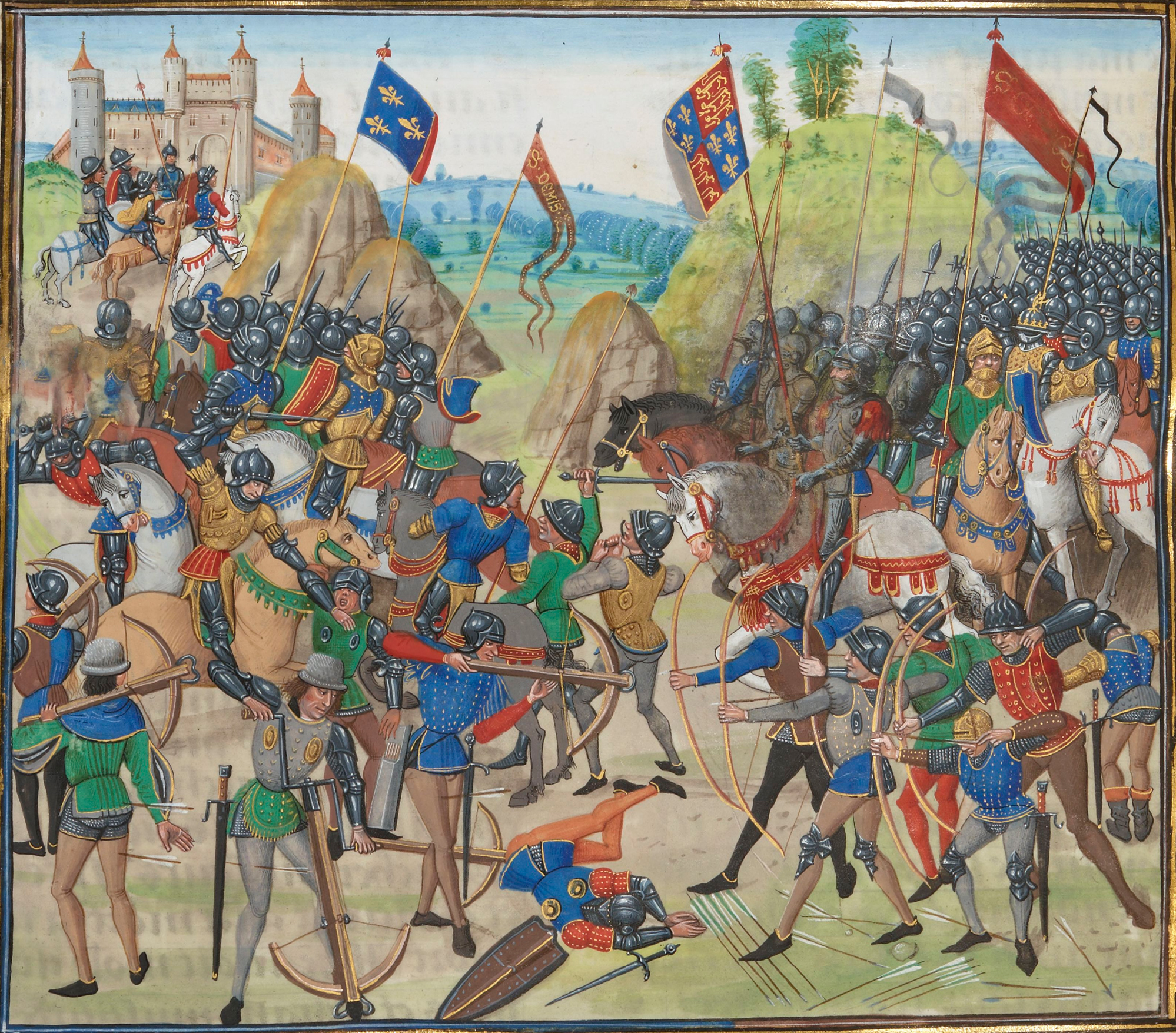
La batalla de Crécy en una miniatura de las Crónicas de Froissart.

Las incursiones de Eduardo III tenían varios objetivos, entre los que no se contaba apoderarse del reino vecino. Debían minar la autoridad de Felipe VI evidenciando su incapacidad para defender al pueblo y, a largo plazo, lograr la soberanía plena de la Guyena, a ser posible ampliada en territorio; la renuncia a la reclamación de la Corona francesa en el Tratado de Brétigny demostró que el interés de Eduardo era más el dominio de la Guyena que el de todo el reino.

#### Primeras cabalgadas inglesas (1339-1347): Crécy y Calais
La primera cabalgada de Eduardo III en Francia la hizo en 1339 con entre diez mil y quince mil soldados, de los cuales unos mil seiscientos eran hombres de armas (caballería pesada), mil quinientos arqueros montados, mil seiscientos cincuenta arqueros de a pie y ochocientos neerlandeses y alemanes. El ejército avanzaba en tres columnas, recorriendo entre diez y veinte kilómetros diarios en un frente de unos veinte kilómetros de ancho, buscando las ciudades peor protegidas. El ejército talaba concienzudamente el territorio que atravesaba, mataba el ganado y destruía las instalaciones productivas como molinos y hornos. La cabalgada de ese año arrasó más de doscientos pueblos.
Las incursiones francesas en el Bordelesado hicieron que Eduardo III expidiese al conde de Derby y a Walter de Mauny a defenderlo en 1345. Estos emprendieron una veloz campaña que los llevó hasta Angulema. Otra cabalgada penetró hasta el Languedoc. El heredero de la Corona francesa, Juan, duque de Normandía, contraatacó en la primavera de 1346 y, aunque recobró algunas plazas perdidas, se atascó ante Aiguillon, que no logró tomar antes de tener que retirarse en agosto cuando se conoció el descalabro que había sufrido su padre en Crécy.
La cabalgada inglesa de 1346 resultó más productiva para los ingleses y más destructiva para los franceses; culminó en la Crécy del 26 de agosto de 1346, que enfrentó a los dos ejércitos. Eduardo desembarcó en la península de Cotentin en julio gracias a la ayuda de un noble normando enemistado con el rey francés. Cruzó Normandía sin encontrar casi resistencia y haciendo copioso botín y se acercó a París, que no se atrevió a asediar al no contar con los medios para ello, en un momento que el enemigo estaba reuniendo un gran ejército para hacerle frente. Se replegó hacia el norte, perseguido por las huestes de Felipe, que lo alcanzaron en Crécy-en-Ponthieu, una modesta localidad en la que se había apostado el ejército inglés. El francés era mayor, contaba con más caballería y atacó a los copiosos arqueros y peones enemigos. Las tácticas de los dos ejércitos fueron un reflejo de las organizaciones sociales de los dos reinos. La nobleza feudal francesa, necesitada de probar su valor caballeresco en el campo de batalla para justificar sus privilegios de supuesto origen divino, buscó el combate frontal y la captura de nobles, a los que podía luego solicitar rescate para libertarlos. Los ingleses, por su parte, cada vez más dedicados al comercio y la artesanía y curtidos en las guerras escocesas, adoptaron una táctica distinta, en la que los caballeros tuvieron una importancia menor que en el campo enemigo. La ventaja numérica hizo confiar a los franceses en la victoria y los nobles esperaban obtener de la batalla copiosos rehenes por los que poder cobrar rescate en un momento en el que sus rentas agrarias habían menguado. Deseosos de apresar cuanto antes al mayor número de cautivos posible, los nobles desobedecieron las órdenes del rey y arremetieron contra el enemigo. Los ballesteros mercenarios genoveses, batidos ya por los arqueros enemigos, y los peones estorbaron la carga de los caballeros franceses. Los sucesivos embates de la caballería francesa colina arriba acabaron en desastre y evidenciaron la incompetencia militar de Felipe VI, arrastrado al combate por la nobleza desobediente; los dardos ingleses herían sin problema a las monturas francesas, por entonces escasamente protegidas, mientras los arqueros que diezmaban la caballería francesa permanecía bien protegida por las estacadas. Los caballeros quedaban casi indefensos ante la infantería una vez caídos del caballo debido a sus pesadas armas, que estorbaban sus movimientos. El choque diezmó al ejército francés y lo privó de la iniciativa durante largo tiempo.

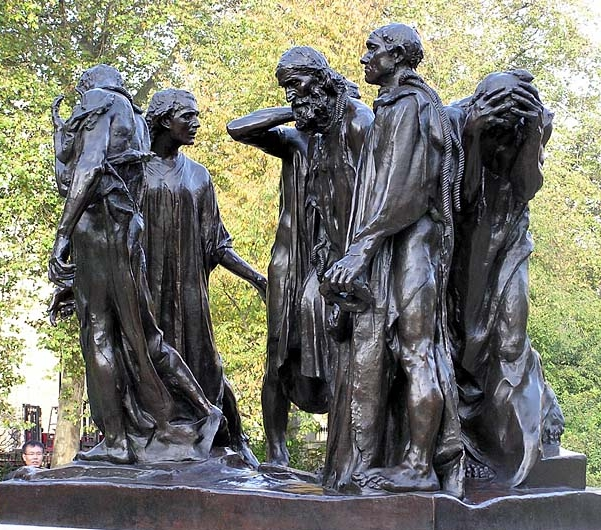
Estatua de Auguste Rodin en la que aparecen representados los burgueses de Calais.

Eduardo III prosiguió la marcha tras haber aniquilado a la caballería enemiga en Crécy: se encaminó al norte, a cercar Calais, que debía servir de puerto en el que embarcar de vuelta a Inglaterra. La plaza contaba con recias defensas y determinación de resistir, pero en septiembre quedó estrechamente cercada. Felipe VI acudió a socorrer la plaza con un nuevo ejército en julio de 1347, pero finalmente no se atrevió a dar batalla nuevamente a Eduardo. Los burgueses de Calais entregaron finalmente las llaves de la ciudad al monarca inglés en agosto ante el hambre que atenazaba la ciudad y la falta de socorro; comenzó con ello el largo período de dominación inglesa de la ciudad, que duró hasta el siglo XVI. El puerto sirvió en adelante como excelente punto de desembarco de tropas y abastos para los ingleses. Felipe VI se avino a firmar una tregua con el enemigo, que concedió a Eduardo la posesión plena de la ciudad recién conquistada. El rey inglés volvió a Gran Bretaña victorioso, cargado de botín y con la inesperada posesión de Calais, que no había sido un objetivo original de la expedición. Su enemigo francés, por el contrario, quedó humillado por su probada incapacidad para defender su reino.
Por su parte, el Príncipe Negro había emprendido casi simultáneamente una ofensiva fulgurante en el suroeste.

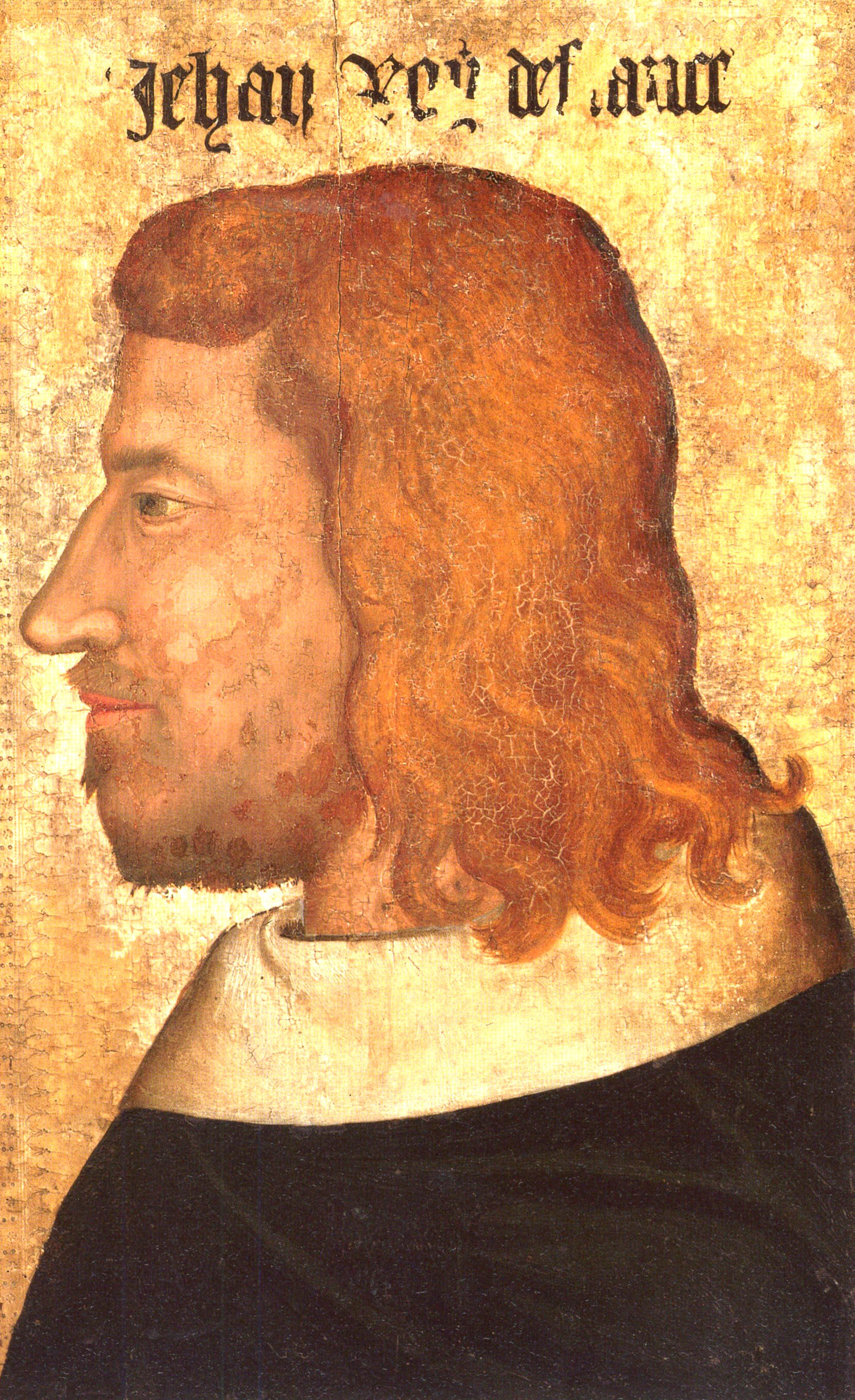
Juan el Bueno, rey de Francia de 1350 a 1364.

#### Tregua forzada: la gran peste negra (1348-1349)
La peste negra de 1349 obligó a los bandos a suspender temporalmente los combates, hasta 1355; la epidemia se interpretó como un castigo divino. La enfermedad llegó a Francia por el Languedoc a finales de 1347, se extendió rápidamente por las vías comerciales. Llegó a su apogeo en 1348, luego amainó, pero rebrotó varias veces durante el resto del siglo. Se calcula que, tanto en Inglaterra como en Francia, pereció entre un octavo y un tercio de la población. Se abandonaron las tierras menos productivas, tanto por la mengua de la demanda por la reducción de la población como por la reducción de la mano de obra. Se redujo también el pago de las rentas a los señores y los Estados reaccionaron para defender los intereses de estos frente a las crecientes demandas de los supervivientes, que exigían mayores pagos por su trabajo. Se reforzó asimismo la servidumbre, para obtener mayores prestaciones de los campesinos que habían sobrevivido a la peste. Se aprobaron leyes para fijar a los trabajadores a sus oficios e impedirles cambiar a otros con mejores condiciones.
El principal combate de estos años se disputó en el mar y entre ingleses y castellanos: la batalla de Winchelsea, en la que Eduardo destruyó la mitad de una escuadra castellana que volvía de Flandes y afianzó la superioridad naval de la que gozaba desde la derrota francesa en La Esclusa.

#### La crisis de los Valois
Felipe VI debía la corona a los votos de los pares de Francia, que lo habían preferido a Eduardo III y Felipe de Évreux, pero su vergonzosa derrota y huida de Crécy ante un ejército claramente inferior en número puso en tela de juicio su derecho divino a reinar. El descalabro socavó notablemente la autoridad de los Valois. El reino se sumió en el desorden, con el que el sucesor de Felipe, Juan el Bueno, —Felipe falleció en 1350— no pudo acabar. La economía empeoró y, para evitar el aumento de impuestos, cada vez más impopulares y rechazados por los Estados, el Gobierno prefirió reducir la ley de la moneda, lo que determinó que perdiese gran parte de su valor (un 70 % en seis años). El comercio menguó drásticamente, lo que hizo que los mercaderes y artesanos exigiesen mayor autonomía para las ciudades y una moneda estable. Los mercenarios despedidos, muy utilizados durante la dilatada contienda, formaban bandas, conocidas como las «grandes compañías», dedicadas al saqueo y el terror de la población rural. La inseguridad aquejó a los campos y los caminos, sin que la nobleza acabase con ella como se suponía que era su labor en el sistema social feudal.
Los intentos de reforma de Juan II, político mediocre, testarudo y puntilloso defensor de las normas de la caballería, fracasaron ante la debilidad económica del reino y los estragos causados por la peste. Los primeros años del reinado fueron de relativa calma en cuanto a la contienda con Inglaterra, pues ninguno de los bandos acometió grandes ofensivas, y el principal problema del nuevo rey francés fue la amenaza de Carlos II de Navarra.

#### Influencia del rey de Navarra
El rey Carlos II de Navarra, apodado «el Malo», era nieto de Luis X. Su madre era Juana, a la que sus tíos habían privado de la Corona francesa, que luego había pasado a los Valois; conservó, empero, la corona de Navarra. Había perdido otras de sus tierras, Brie y Champaña y había transmitido su gran resentimiento a su hijo Carlos, que heredó el reino navarro cuando falleció su madre en 1349. Carlos se consideraba heredero legítimo del trono francés y desde 1353 se enfrentó al rey. Además de las tierras navarras, poseía los condados de Mortain y Évreux, y varios enclaves en el valle del Sena y en Normandía. Había esperado que le fuese entregado además el condado de Angulema en virtud de su matrimonio con una de las hijas del soberano francés, pero este se lo concedió a su nuevo favorito y condestable, Carlos de la Cerda. Fue un motivo más que acrecentó el resentimiento del rey navarro hacia su suegro.
Carlos II hizo asesinar en enero de 1354 al favorito del rey y se acogió a la protección de Eduardo III, como había hecho años antes Roberto de Artois. Juan II no deseaba rescindir la tregua con los ingleses y se avino a firmar el Tratado de Mantes el 22 de febrero de 1354, en virtud del cual el rey navarro ampliaba sus tierras en Normandía merced a la obtención de varios vizcondados y otros feudos, los de Beaumont-le-Roger, Breteuil, Conches, Pont-Audemer, Orbec, Valognes, Coutances y Carentan. A cambio, este se avino a abandonar sus pretensiones sobre Champaña y a proclamar públicamente su arrepentimiento por el asesinato del condestable. Pero Juan II retrasó la aplicación del tratado y trató mientras de asesinar a Carlos y sus hermanos en una cena. Carlos II volvió a Pamplona, reunió un ejército y se coligó con el duque de  Lancaster. Los dos pactaron un reparto del reino francés: el navarro obtendría grandes regiones, mientras que Eduardo III se quedaría con el resto del territorio y con la corona. Carlos II volvió a Cherburgo en agosto de 1355 con un gran ejército, al tiempo que la amenaza inglesa obligaba a Juan II a cumplir finalmente lo acordado en Mantes. Juan rubricó el nuevo Tratado de Valognes el 10 de septiembre y entregó al soberano navarro las tierras que se le habían prometido en el anterior.
Para entonces había fracasado en borrador de paz pactado en abril de 1354 entre franceses e ingleses. Aunque estaba prevista la firma de la paz en Aviñón, las grandes concesiones territoriales a Inglaterra, que equivalían al resurgimiento del imperio Plantagenet, hicieron que finalmente los franceses rehusasen suscribir el acuerdo. El fracaso de las negociaciones determinó la reanudación de los combates en 1355.

#### Incursión del Príncipe Negro en el sur, convocatoria de los Estados Generales y prisión de Carlos de Navarra (1355-1356)
Los ingleses aprovecharon la coyuntura para intervenir en Francia. La primera expedición fue la que Eduardo III hizo desde Calais a Amiens, que se retiró ante el gran ejército que había reunido Juan II. Sin embargo, la campaña principal la hizo su hijo en el suroeste durante el otoño de 1355: asoló sin impedimentos el Languedoc y llegó a las puertas de Montpellier. El Príncipe Negro había aplastado brutalmente la rebelión en el condado de Chester, lo que le granjeó la confianza paterna y la lugartenencia de Gascuña, en la que preparó la primera cabalgada de las que emprendió en Francia. Partió de Burdeos en 1355 al frente de un contingente de caballeros gascones, entre los que descollaba Amanieu de Albret, señor de Langoiran, y atravesó los condados de Julliac, Armañac y Astarac, saqueando el territorio a su paso. Evitó Tolosa, donde se había refugiado su adversario el conde de Armañac y el 2 de noviembre alcanzó Carcasona. Sus soldados cometieron atrocidades en la comarca. La vanguardia llegó incluso a Beziers y alarmó a toda la región. El ejército emprendió el regreso a la Guyena el 10 de noviembre, por otro camino, y concluyó la incursión en diciembre. De camino, el príncipe firmó una alianza con Gaston Febo, conde de Foix, y vizconde de Bearne, enemigo de los Valois. La larga expedición dejó en evidencia el sistema defensivo francés.

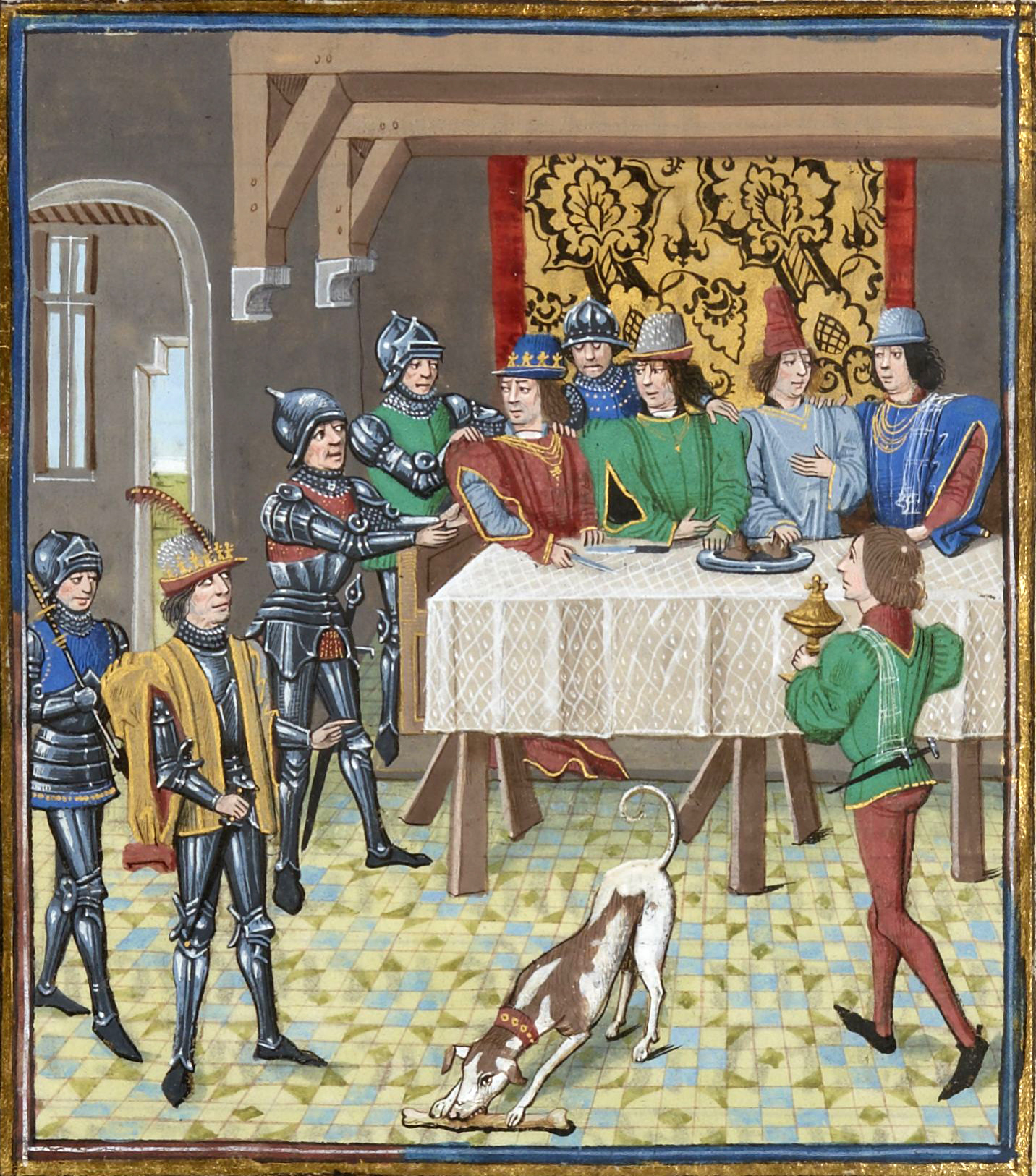
Detención de Carlos II de Navarra, en una miniatura de las Crónicas de Froissart.

La persistencia de la amenaza inglesa hizo que Juan II convocase los Estados generales del Languedoil en octubre de ese mismo año, para poder reunir un ejército de treinta mil soldados con los subsidios que esperaba que aprobasen las asambleas. Juan reclamó dinero a los Estados para afrontar la campaña de 1356, pues no se habían hecho preparativos para la reanudación de la guerra y la Corona carecía de medios para pagar a los soldados. Los representantes de los estados desconfiaban de la gestión del erario, decepcionados por la devaluación monetaria que habían comportado las reducciones de la ley en la moneda, no aceptaron la imposición de un impuesto sobre la sal salvo que pudiesen controlar el empleo de los fondos que produjese. Los Estados de Languedoil se reunieron en París en octubre de 1355 y lograron que el soberano accediese a confiarles tanto la recaudación del subsidio que se recaudaría como el pago de las tropas; sin embargo, la población seguía reacia a pagar, tanto a los agentes de la Corona como a los representantes de los Estados. Por añadidura, los funcionarios encargados de la recaudación debían ser nombrado por los estados y diez diputados de estos debían ingresar en el consejo real para supervisar la hacienda del reino.

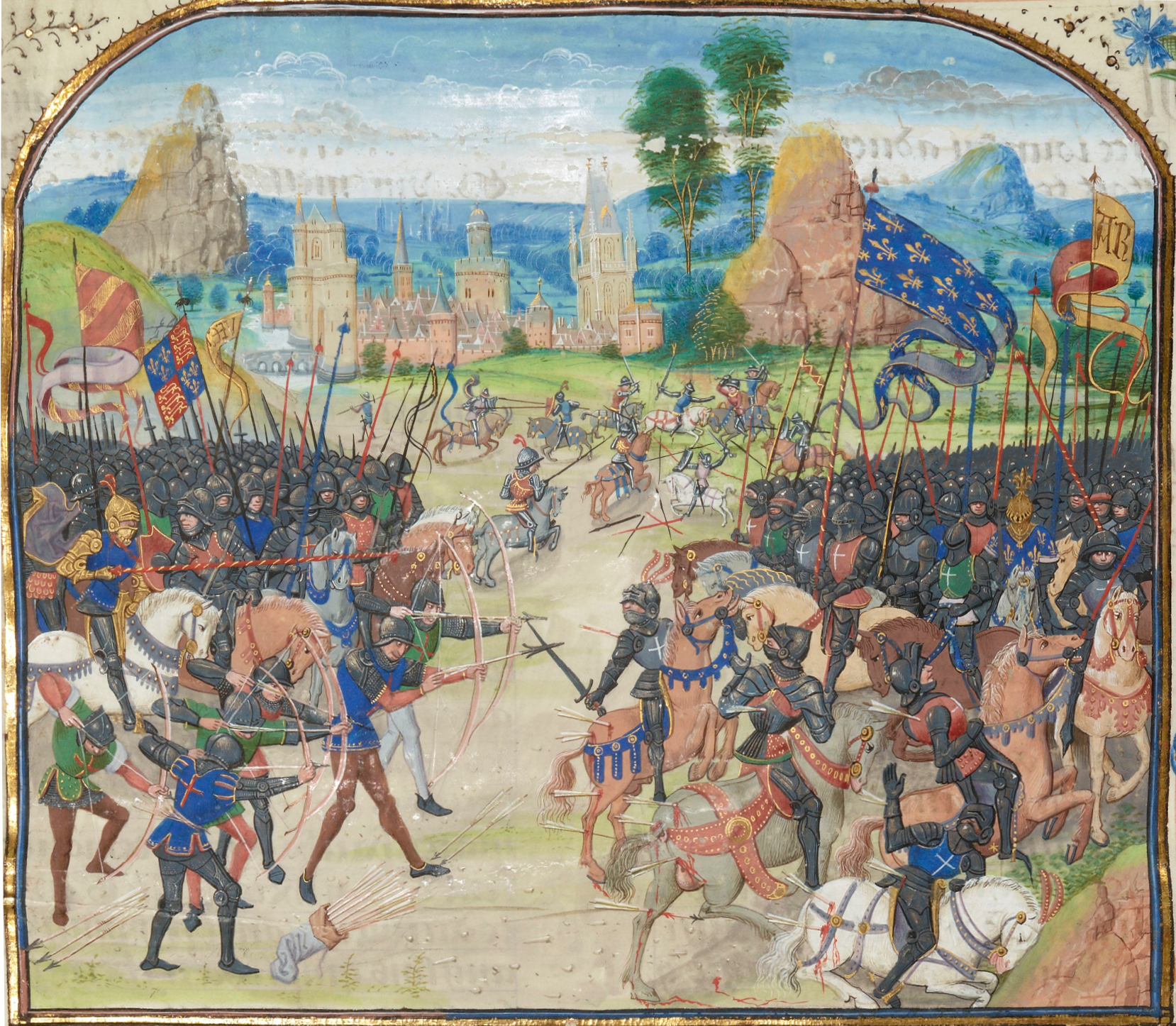
La batalla de Poitiers, en una miniatura de las Crónicas de Froissart.

Normandía, región rebelde, se negó a pagar el tributo: el delfín Carlos, que acababa de ser nombrado duque de la región, reunió los estados normandos. Carlos II vio en la recaudación de este nuevo impuesto, muy impopular, una oportunidad para desestabilizar a Juan, cuya autoridad parecía tambalearse, reuniendo en torno a sí a los descontentos. Estuvo presente en las reuniones de los estados en calidad de conde de Évreux y trató de atraerse al delfín, cuñado suyo, afirmando que Juan II deseaba desheredarlo (el delfín era enclenque y, según algunas fuentes, tenía deformada la mano derecha, lo que le impedía lucirse en los campos de batalla, un contratiempo importante ante los ideales caballerescos que tenía el rey Juan). Algunos autores, sin embargo, niegan que Carlos II tratase de malquistar al delfín con su padre. El delfín convidó a todos los grandes señores normandos a su castillo de Ruan el 5 de abril de 1356. En medio de la fiesta, apareció Juan II, que acababa de hacer prender al rey navarro. La oposición de este, yerno del rey Juan —Carlos II estaba casado desde 1352 con la hija de Juana de Francia—,) y los rumores de que se estaba concertando con los ingleses habían colmado la paciencia del rey francés, ya muy disgustado con él desde el asesinato de su favorito el condestable Carlos de la Cerda. Juan hizo decapitar al punto a los compañeros del rey navarro y aprisionó a este. Felipe de Navarra, hermano del cautivo, desafió a Juan II el 17 de abril de 1356 y recabó el auxilio inglés. La detención del rey navarro tuvo importantes consecuencias. Los nobles navarros y normandos se pasaron en bloque al bando inglés y en junio de 1356, Felipe de Navarra emprendió una temible cabalgada por Normandía, antes de rendir pleito homenaje a Eduardo III.

#### Derrota y prisión de Juan II: el descalabro de Poitiers
Enrique de Lancaster acababa de emprender por entonces una cabalgada con un pequeño ejército que partió de Bretaña y se internó en Normandía, con la colaboración de los seguidores de Carlos de Navarra. Por su parte, en el suroeste el príncipe de Gales llevó a cabo una cabalgada desde Guyena en julio de 1356: se internó en Poitou tras varios choques entre ingleses franceses que no dejaron un vencedor claro y trató de cruzar el Loira para unir fuerzas con el de Lancaster. No logró apoderarse de Bourges, pero sí de Vierzon, cuya guarnición fue pasada por las armas. Ninguno de los ejércitos ingleses era lo suficientemente grande como para presentar batalla al del rey Juan, que emprendió la persecución del ejército anglogascón, que empezó a retirarse estorbado por el gran botín que llevaba. El ejército real alcanzó al enemigo en septiembre cerca de Maupertuis, al oeste de Poitiers. Tres días de combates culminaron con el descalabro francés el 19 de septiembre. En principio, la cabalgada del príncipe tenía por meta aliviar el acoso que sufría Guyena por parte de Juan de Armañac, pero resultó una de las más brillantes incursiones de la guerra. La confusión desanimó al grueso de las tropas francesas, que emprendió la huida; tanto el rey como uno de sus hijos menores, Felipe fueron apresados en lo que resultó un nuevo cataclismo de las armas francesas, calco de Crécy.

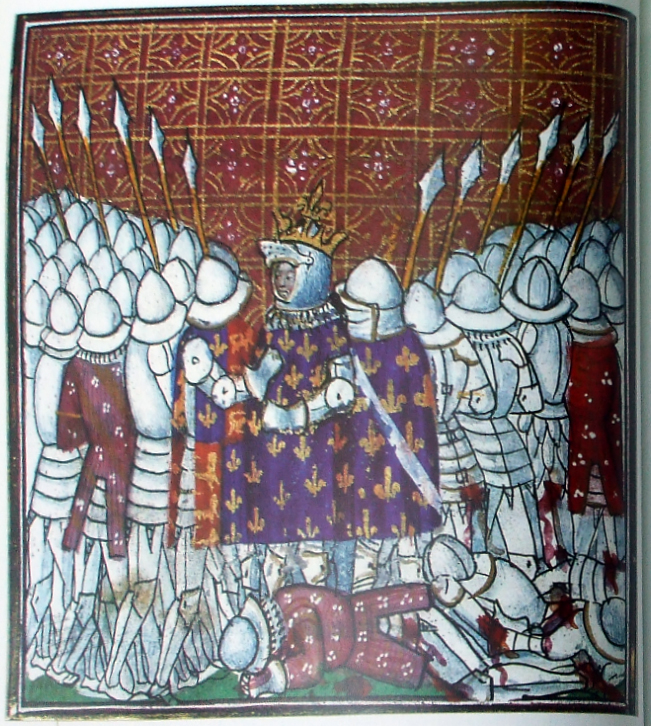
La captura de Juan II de Francia en la batalla de Poitiers.

La batalla no mejoró la situación militar inglesa, pero sí comportó ventajas políticas: el apresamiento del rey francés dejó al reino descabezado, pues el primogénito de Juan, el joven delfín Carlos, fue incapaz de hacerse con las riendas del poder. La desorganización del poder central del reino obligó a traspasar la defensa a las regiones. La captura de Juan II desató todo el descontento contenido hasta ese momento, lo que sumió al reino en una grave crisis, si bien la revuelta contra los que se tenía por culpables de la derrota se limitó a dos focos: París y las ciudades de la Isla de Francia y los labradores del Beauvesis. Eduardo III gozaba entonces de tal ventaja que podía exigir grandes concesiones territoriales y financieras al enemigo.

#### Turbulenta regencia del delfín Carlos (1356-1360)

##### Intentos de reforma
Las derrotas de Crécy y Poitiers habían desprestigiado a la nobleza, a la que se acusaba de las graves derrotas militares. También a los consejeros del rey y a ala administración real en su conjunto, a la que se creía incapaz de plasmar en victoria los sacrificios económicos de la población. La derrota de Poitiers marcó el comienzo de dos años de crisis constitucional en la que la administración monárquica quedó amenazada por los descontentos.

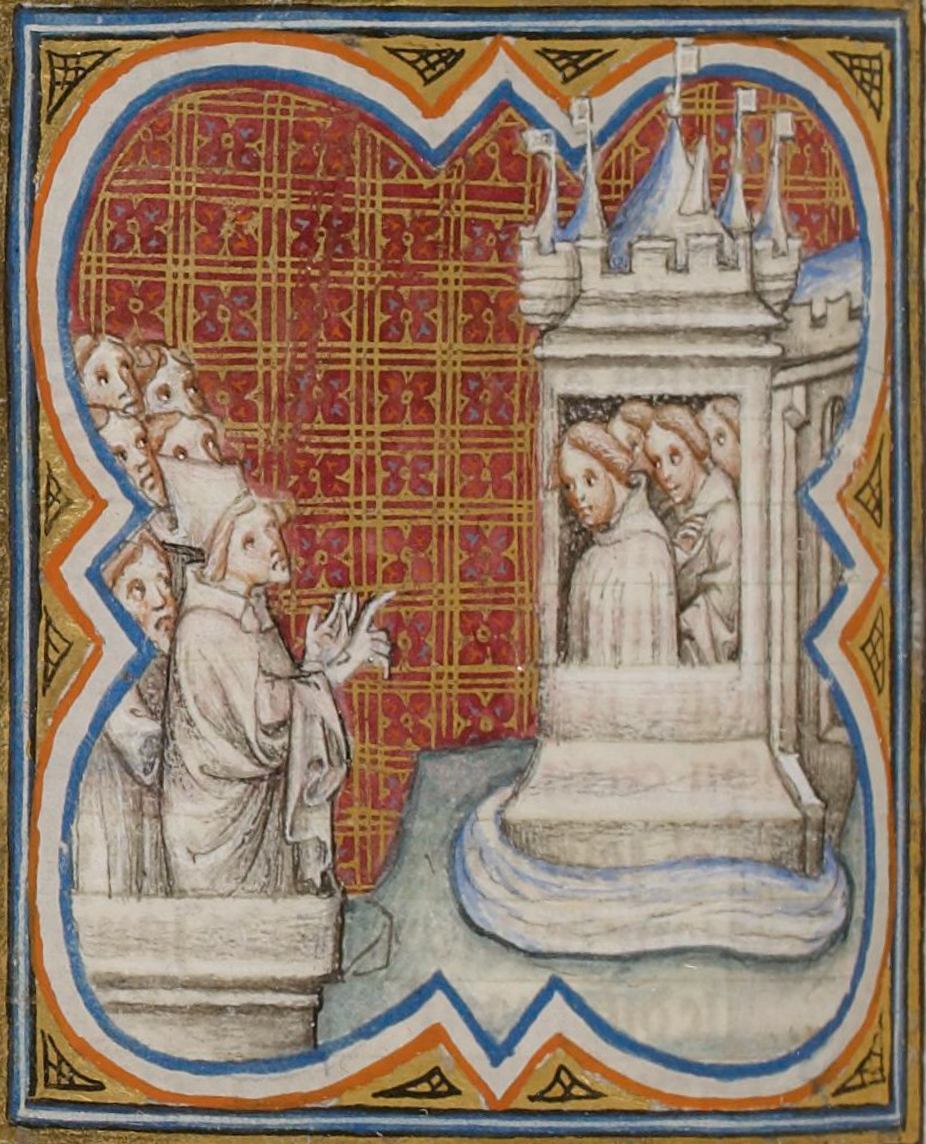
Robert Le Coq en una diatriba contra los funcionarios reales. Miniatura de las Grandes Chroniques de France de Charles V.

La derrota de Poitiers y el apresamiento del rey Juan II dejaron el gobierno a su hijo Carlos, joven enfermizo de dieciocho años con escasa experiencia política, que había huido de la catástrofe de Poitiers, a diferencia de su padre. El delfín Carlos reunió a los Estados Generales el 15 de octubre de 1356 por la necesidad de obtener fondos para evitar la bancarrota. Étienne Marcel, preboste de los mercaderes de París y vástago de una rica familia de mercaderes de paños, creyó que la reunión podría servir para implantar una reforma administrativa y un consejo supervisor del delfín; representaba a la burguesía, preocupada por el quebranto del comercio y lo que consideraba mala gestión del gobierno. Se coligó con el partido navarro, que encabezó en las sesiones el obispo de Laon Robert Le Coq, buen orador como él, y logró que el 7 de noviembre de 1356 se aprobase la creación de un comité de ochenta miembros de los Estados que debía facilitar el estudio de los asuntos planteados y, además, apoyar las reivindicaciones de los coligados. Los Estados Generales proclamaron al delfín lugarteniente del rey y defensor del reino en ausencia de su padre y crearon un consejo consultivo con representantes de los distintos estamentos (cuatro obispos, doce caballeros y otros tantos burgueses). El delfín, cercano a las corrientes reformistas, no se opuso a las propuestas, que suponían fundamentalmente el alejamiento de los personajes más desprestigiados por las derrotas militares y la imposición de cierto control en la gestión gubernamental. Pero pronto surgieron serias desavenencias entre él y el nuevo consejo; el príncipe se negó a que se juzgase a los consejeros de su padre que habían participado en las sucesivas y brutales reducciones de las ley de las monedas para mejorar la situación de la Hacienda real, ni a liberar a Carlos II, que gozaba de notables apoyos que podían permitirle incluso hacerse con la corona. El delfín trató de ganar tiempo al verse incapaz de rehusar la exigencia de Marcel y de Robert Le Coq de liberar a Carlos de Navarra, pretextando para ello que habían llegado emisarios de su padre preso; luego despidió a los Estados Generales y abandonó París, mientras su hermano el duque de Anjou se encargaba de gestionar los asuntos corrientes. El 10 de diciembre publicó una ordenanza en la que se daba curso legal a una nueva moneda. La población reaccionó protestando por lo que entendía como un riesgo de nueva devaluación monetaria y de crecimiento de la inflación. Hubo altercados y Marcel acudió primero al duque de Anjou y luego a propio delfín para que revocasen la ordenanza y volviesen a reunir a los Estados Generales. Mientras, Carlos viajó al imperio a tratar infructuosamente de recibir el apoyo de su tío el emperador, si bien oficialmente el viaje se justificó con la necesidad de rendir homenaje por el Delfinado.
Los Estados Generales volvieron a convocarse en febrero de 1357 y el delfín aceptó una nueva ordenanza que se promulgó el 3 de marzo, en la que se dispuso que las finanzas quedasen controladas por los Estados Generales, que se depurase la Administración Pública (en especial, a los recaudadores de impuestos) y que se sustituyese al consejo real por otro de tutela del delfín al que pertenecerían doce diputados de cada estamento de los Estados, si bien logró que se abandonase la pretensión de libertar a Carlos II, que suponía una amenaza para la dinastía de Valois. La nueva ordenanza no solamente suponía una reforma administrativa tendente a supervisar las finanzas estatales, sino también un intento de la burguesía capitalina por reforzar su papel en el gobierno del reino, en perjuicio de las asambleas regionales. Los intentos de reforma fracasaron, tanto por la falta de experiencia política y de estructuras de control de los Estados como por la renuencia del delfín, empeñado en frustrarlos. Las necesidades recaudatorias y la hostilidad al pago de la población, así como una nueva devaluación fueron minando también el prestigio inicial de los Estados. El rey intentó recuperar el poder, suspender la ordenanza de marzo y devolver sus puestos a los consejeros destituidos en las purgas administrativas en julio, pero Esteban Marcel lo impidió.

##### Intervención de Carlos de Navarra

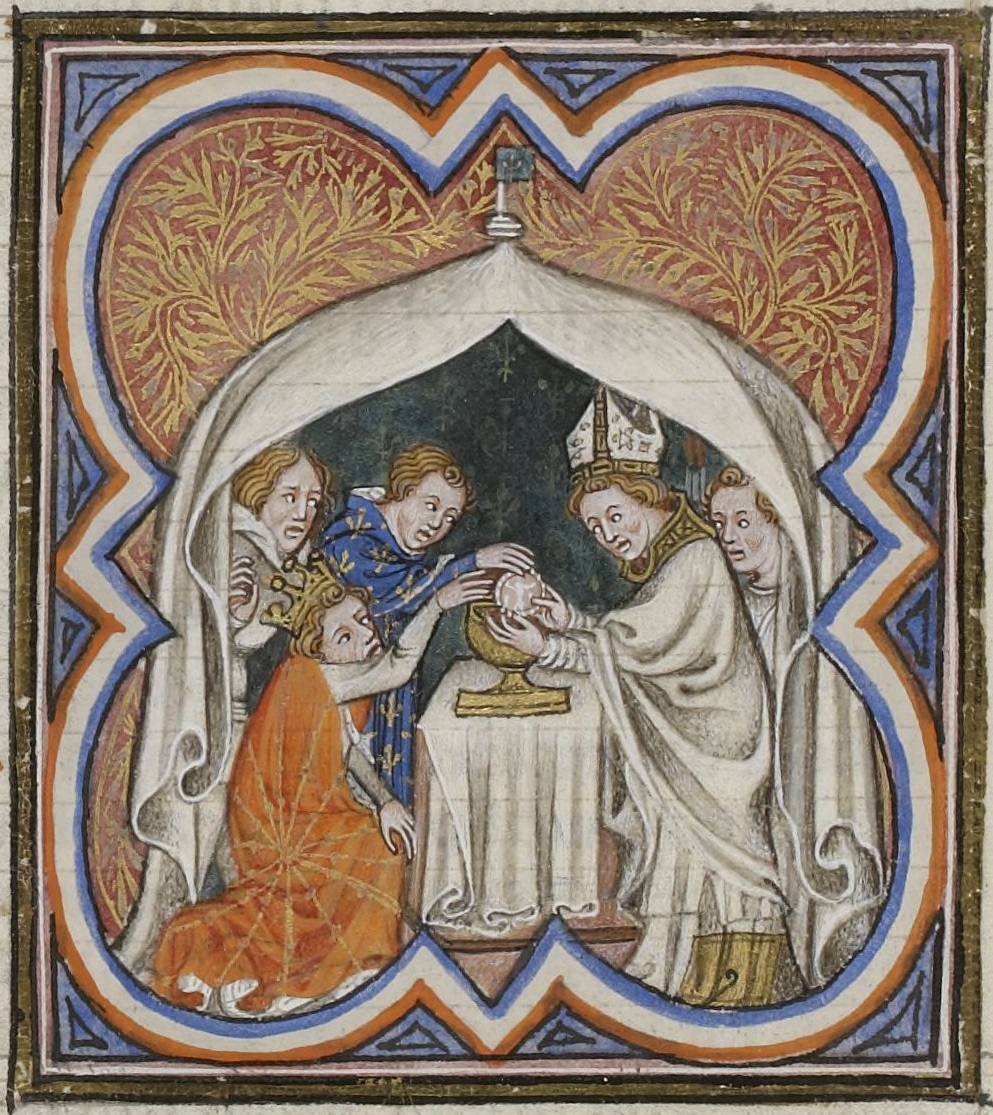
El delfín Carlos no pudo evitar tener que reconciliarse con Carlos II de Navarra, ya liberado.

Por su parte, Carlos II de Navarra había ganado partidarios durante su encarcelamiento. Sus partidarios reclamaban su liberación. Normandía estaba inquieta y muchos de sus barones habían cambiado de bando, prestando juramento de lealtad a Eduardo III. Para estos nobles, el rey Juan había sobrepasado sus prerrogativas al arrestar a un príncipe con el que había firmado la paz. Para los partidarios del navarro, había sido incluso un intento de un rey ilegítimo por deshacerse de un adversario con más derechos que él a la corona de Francia. Jean de Picquigny liberó a Carlos II el 9 de noviembre de 1357 de la prisión de Arleux, instigado por Étienne Marcel y Robert Le Coq. Al recién liberado se lo recibió con honores regios en las sucesivas ciudades por las que pasó, organizados por los Estados, desde Amiens a París; entró en esta con una escolta magnífica y lo recibieron con una procesión tanto el clero como la burguesía. Arengó luego a una multitud que ya le era favorable, a la que señaló que Juan lo había desposeído y encarcelado injustamente, pese a ser de estirpe real. El delfín se encontró ante el hecho consumado de la liberación del rey navarro, que hubo de acceder a la petición de Étienne Marcel y Robert Le Coq de permitir la liberación oficial del preso mientras este volvía lenta y triunfalmente a París. Volvió a París el 29 de noviembre y se dirigió a diez mil personas, reunidas por Étienne Marcel, multitud considerable para la época. Al día siguiente, pronunció un nuevo discurso otras tantas personas, reunidas una vez más por Étienne Marcel en Pré-aux-Clercs. Marcel y un gran grupo de burgueses se presentó el 3 de diciembre en el consejo que debía decidir la rehabilitación de Carlos de Navarra, con el pretexto de anunciar que los Estados Generales reunidos en el convento de los franciscanos habían consentido la recaudación del impuesto que había solicitado el delfín y que solo quedaba que la nobleza accediese también, pues este estamento se reunía por separado de los demás. El delfín hubo de acceder a reconciliarse con el rey navarro y devolverle sus posesiones normandas ante la demostración de fuerza de Marcel. Carlos reclamó además otras provincias como la Champaña, de las que le había privado el rey Juan. El delfín tuvo que acceder a devolvérselas y rehabilitarlo. Una amenaza aún más grave para los Valois era la intención de los Estados Generales de zanjar la cuestión dinástica en su sesión del 14 de enero de 1358, que podía resolverse en su contra. Carlos II pasó el mes que quedaba antes de la celebración de la sesión reforzando su posición de aspirante al trono.

##### Revuelta parisina
Francia se hallaba al borde del caos en enero de 1358: Carlos II volvió a reunir en torno a sí a sus partidarios, que lo consideraban más apto para hacer frente a los ingleses que el enclenque delfín, además de más legítimo soberano. Al mismo tiempo, Étienne Marcel agitaba París. Juan II tuvo que pactar precipitadamente su liberación para acabar con las diversas amenazas a la dinastía y por ello hubo de aceptar las condiciones del Tratado de Londres, que suponían la recuperación por parte de Inglaterra de sus antiguas posesiones en Aquitania y el pago de cuatro millones de escudos en concepto de rescate por el rey. Eduardo III mantenía también su reivindicación al trono francés. Los ingleses buscaban debilitar aún más la posición de Juan, atizar la guerra civil y, en último término, asegurar que Eduardo se hiciese con el trono francés en tanto que nieto de Felipe el Hermoso. Por añadidura, Juan prohibió desde su prisión londinense que se aplicase la gran ordenanza de 1357, lo que desató el conflicto entre Étienne Marcel y el delfín. Fue por entonces cuando se acuñó la primera moneda con el nombre de «franco», en aquel momento en el sentido de libre, por la libertad del rey. Los ingresos ingleses debidos a la victoria de Poitiers permitieron la reconstrucción o remozamiento de muchos castillos. La primera parte de la guerra concluyó así con una derrota francesa casi total.

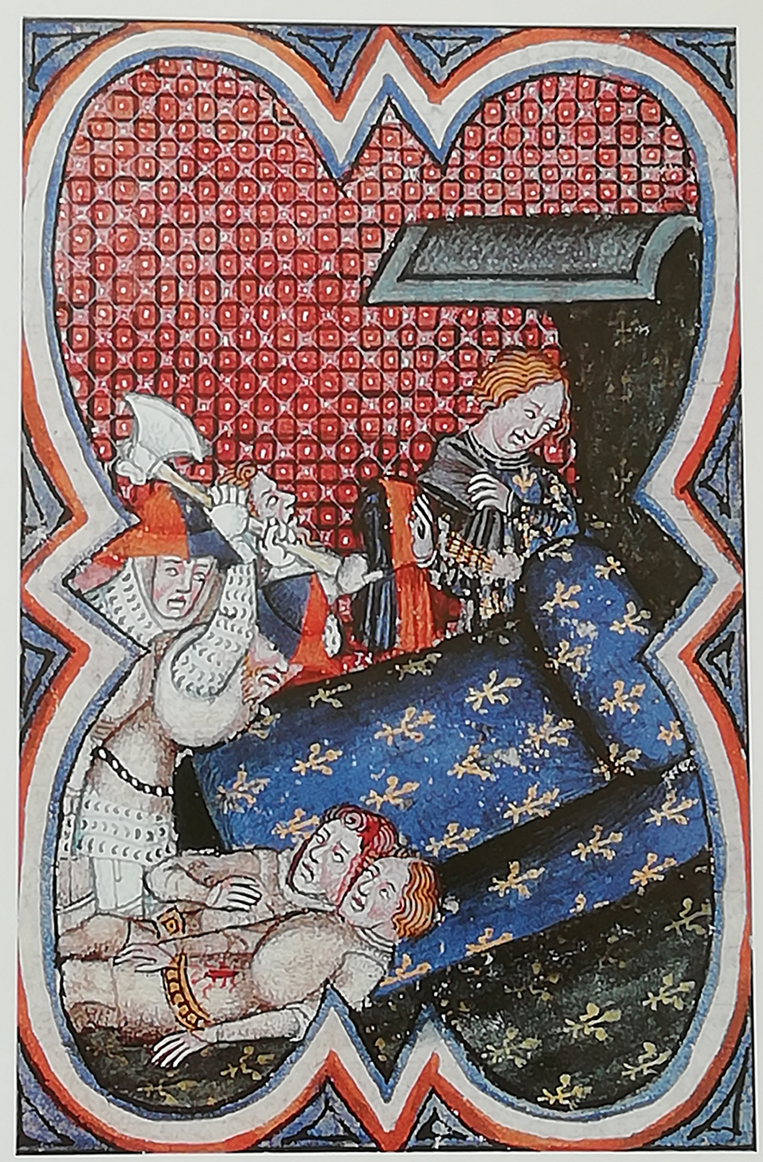
Asesinato de los mariscales a manos de los partidarios del preboste de los mercaderes de París. Al fondo aparece este, Étienne Marcel, tendiendo su caperuza roja y azul al delfín Carlos para que se cubra con ella, símbolo de sus partidarios.

El consejo de tutela volvió a convocar los Estados Generales el 13 de enero de 1358, para entonces constituido ya únicamente por los partidarios de Étienne Marcel. Este decidió vencer la oposición del delfín imponiendo por la fuerza su reforma y llamó en su apoyo a los comerciantes de París. Creó una milicia con el pretexto de emplearla contra posibles acometidas inglesas, pese a que el enemigo se había replegado ya a Burdeos, e hizo reforzar las defensas parisinas. Invadió el palacio real de la Cité, residencia del delfín, el 22 de febrero, al frente de numerosos hombres de armas y de una muchedumbre enfurecida. El mariscal de Champaña Jean de Conflans y el de Normandía Robert de Clermont trataron de interponerse y fueron asesinados ante su señor, que creyó que también iban a matarlo. Marcel lo obligó a cubrirse con la caperuza roja y azul, colores de la burguesía capitalina, y a confirmar la disposición de 1357. Los partidarios de Marcel partieron a continuación a la persecución de sus adversarios; el fiscal general Renaud de Acy, que se había refugiado en una pastelería, fue apresado y degollado. El golpe parisino disgustó en general a las ciudades del reino, de las que solamente Arrás se mostró favorable.
Marcel obligó seguidamente al delfín a aprobar el asesinato de sus consejeros. El príncipe tuvo que aceptar el cambio institucional que le impusieron: se depuró el consejo, cuatro burgueses ingresaron en él; además, tanto el gobierno como la gestión financiera quedó en mano de los Estados. Carlos II recibió el mando del Ejército y dinero para reunir una hueste de mil hombres; el delfín quedó como regente del reino, lo que le permitía actuar sin necesidad de la aquiescencia de su padre mientras este permaneciese cautivo y rechazar sus acciones, entre ellas los posibles acuerdos de paz con los ingleses que le resultasen inaceptables.

##### Revuelta campesina y reacción del delfín
El delfín prefirió evitar el furor parisino, abandonó la ciudad el 25 de marzo, once días después de haber sido nombrado regente, y se instaló en Compiègne, donde acudió a reunirse la nobleza, dejando en París a los otros dos estados; debía aprobar la nueva ordenanza, y deseaba hacerlo lejos de la agitación de la capital. Los de Champaña y Borgoña habían quedado impresionados por el asesinato de sus mariscales y se sumaron al partido del delfín. Este reunió a los Estados del Languedoil el 4 de mayo, sin presencia de delegados parisinos. Hizo que los diputados nobles condenasen solemnemente a Étienne Marcel. Se apoderó además de los castillos de Montereau-Fault-Yonne y de Meaux gracias al sostén de la nobleza. Bloqueó con ello el acceso a París desde el este. Las compañías saqueaban el sur y el oeste, por lo que Étienne Marcel tenía que conservar las comunicaciones con las ciudades flamencas a todo trance y por ello debía acabar con el bloqueo del delfín.

Francia, sometida a las revueltas (jacqueries) y a las compañías mercenarias (1356-1363)
Tierras de Carlos de Navarra
Territorios controlados por Eduardo III antes de Brétigny
Territorios cedidos a Inglaterra en Brétigny

La Grande Jacquerie estalló a finales del mes de mayo de 1358: los campesinos, principalmente los pequeños propietarios, muy descontentos por el aumento de los tributos señoriales en un momento en el que menguaba el precio del trigo, se rebelaron contra la nobleza. Esta, desacreditada por las grandes derrotas militares, había perdido su función de protección del pueblo. Los cronistas de la época describieron la revuelta como extremadamente violenta, si bien posiblemente exageraron en sus narraciones; en las crónicas los rebeldes buscan la muerte de los nobles y saquean y queman sus castillos. Los rebeldes reunieron rápidamente un ejército de cinco mil hombres, acaudillado por un jefe carismático, Guillaume Carl, que recibió pronto refuerzos de Étienne Marcel, que deseaba librar París del cerco al que lo sometía el delfín y recobrar el control de la vía hacia las poderosas ciudades flamencas.
Los hombres del preboste parisino y rebeldes campesinos trataron en vano de apoderarse de la esposa del delfín en Meaux el 9 de junio. Los campesinos fueron dispersados por una carga de caballería cuando se encaminaban hacia el puente de acceso a la fortaleza de la población. El choque principal con las fuerzas de Guillaume Carl se produjo al día siguiente en Mello. Carlos II se puso al frente de la nobleza para aplastar la revuelta campesina, exhortado por los aristócratas y en especial por los Picquigny a los que debía la libertad y a uno de los cuales los jacques acababan de dar muerte; el delfín, por su parte, dejó la represión campesina en manos del soberano navarro, sin intervenir. Carlos contrató mercenarios ingleses, reunió en torno a sí a la nobleza, y apresó a Guillaume Carl cuando este acudió a negociar con él; a continuación, atacó a los rebeldes, privados de su jefe. La acometida acabó con la revuelta campesina, ahogada en un baño de sangre.
Carlos II estrechó vínculos con Étienne Marcel tras el aplastamiento de los campesinos rebeldes, esperando conservar al tiempo el apoyo de la nobleza a la que acababa de acaudillar en el campo de batalla. Sostenía y aconsejaba al delfín desde principios de 1358 y llegó incluso a negociar secretamente con los ingleses. Su momento de mayor popularidad fue el verano de 1358; tras pronunciar un discurso ante una multitud en París, esta lo nombró «capitán de París», esperando que se hiciese con el poder en todo el reino. Pero la nobleza lo acusaba ya de acercarse demasiado al pueblo, al que no había perdonado el asesinato de los mariscales, y tomó partido por el delfín. A los tropas de este se sumaron también las grandes compañías, que esperaban poder saquear París. La debilidad militar de Carlos II hizo que este buscase el apoyo militar inglés, pero los parisinos leales al delfín vieron en ello una traición y se rebelaron contra el navarro y contra Marcel. Este fue ajusticiado el 31 de julio tras intentar franquear el acceso a la ciudad a mercenarios ingleses; el delfín recobró el control de la ciudad, que Carlos II decidió cercar a los pocos días.

#### Tratados de Londres, de Brétigny y de Guérande

Francia en 1365, tras los tratados de Brétigny y Guérande.
Territorios controlados por Eduardo III
Territorio del ducado de Bretaña, coligado con Inglaterra

El delfín había logrado firmar una tregua con Eduardo III, vigente de marzo de 1357 a abril de 1359, mientras afrontaba la grave crisis interna formada por la amenaza a la dinastía que representaba Carlos de Navarra, los movimientos reformistas parisinos y las revueltas campesinas. Mientras acaecía la crisis se había llegado al principio de acuerdo plasmado en el Tratado de Londres de 1358, en la que el rey inglés había reclamado la soberanía total sobre Guyena, Poitou, el Lemosinado, Quercy, Saintonge y Bigorra, además de Calais y Ponthieu; en conjunto, un tercio del reino de Francia. Además, exigió cuatro millones para rescatar a Juan II. Los apuros del delfín hicieron que Eduardo aumentase sus exigencias, que quedaron reflejadas en el segundo Tratado de Londres, el de 1359, en el que reclamó, además de los territorios ya mencionados, Anjou, Turena, Maine y Normandía y autoridad sobre Bretaña. Los Estados generales de Francia se negaron a ratificar los Tratados de Londres, considerado humillante y catastrófico. El delfín se aprestó a combatir de nuevo, como lo hizo también Eduardo III.

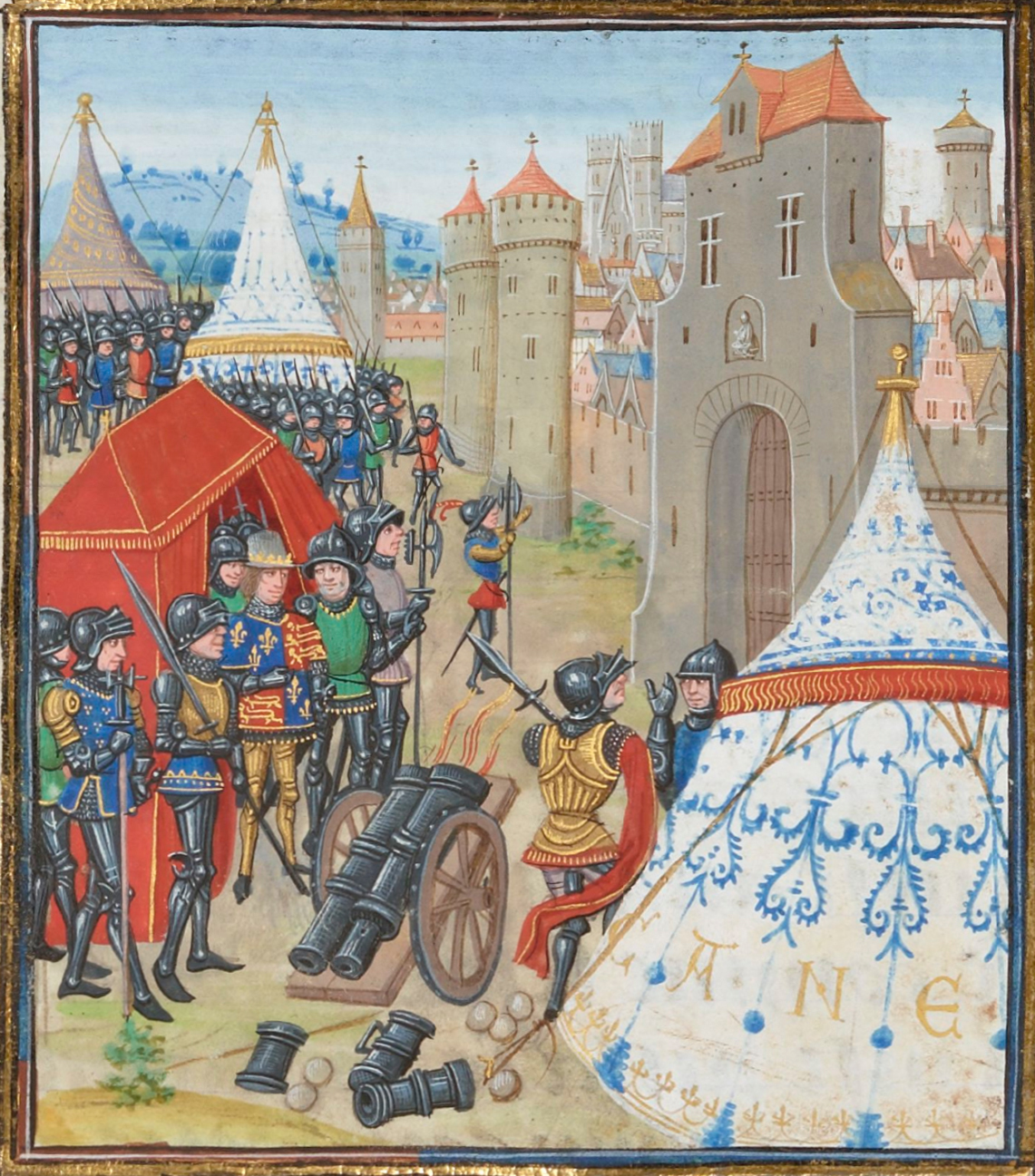
Eduardo III en el asedio de Reims.

El soberano inglés desembarcó en Calais el 28 de octubre de 1359 y emprendió una nueva cabalgada en dirección a Reims, ciudad francesa donde se verificaban las coronaciones de los reyes. Carlos había previsto la operación y había arrasado las tierras que debía atravesar. Ordenó que los habitantes del campo se refugiasen con sus alimentos y aperos, en las ciudades fortificadas, lo que privó al ejército de Eduardo de abastecimiento en su avance. El soberano inglés alcanzó Reims, que no le abrió las puertas; hubo de asediar la ciudad, que se negó a rendirse pese a las exhortaciones de Eduardo. La ciudad permaneció fiel al delfín y el ejército inglés no llevaba máquinas de asedio, por lo que tras un mes hubo de abandonar el cerco.
El revés enfureció a Eduardo, que pretendió reñir con el enemigo en batalla campal; esto lo evitó, limitándose a hostigar al ejército inglés, a cuyos exploradores y rezagados emboscaba continuamente. Eduardo llegó ante París, donde se había refugiado el delfín con la población de la comarca. Los ingleses trataron de provocar al enemigo, pero el delfín prohibió a sus caballeros que aceptasen los desafíos del enemigo, deseando evitar en todo momento una nueva batalla de Poitiers.
Eduardo III hubo de retirarse tras doce días, replegándose a toda prisa ante la falta de víveres y de forraje, que hizo que perdiese a la mayor parte de sus monturas, además de bastantes hombres. Por añadidura, una escuadra normanda había atacado Winchelsea en marzo de 1360, desatando el pánico en Inglaterra. Mientras se retiraba, una gran tormenta se batió sobre el ejército inglés en la Beauce, suceso que se consideró por entonces milagroso que sirvió para reforzar la posición de los Valois, muy debilitada tras los desastres militares de Crécy y Poitiers. La cabalgada de 1359 resultó un fracaso, si bien el que todavía tuviese en su poder al rey Juan reforzaba su posición negociadora.
Esta etapa del conflicto concluyó con la firma del Tratato de Brétigny-Calais, en el que se estipuló:
- el pago de un rescate de tres millones de libras para liberar a Juan II, lo que suponía dos años de ingresos del erario del reino;
- la cesión al rey de Inglaterra de la soberanía total de la Guyena, Gascuña, Calais, Ponthieu, del condado de Guines, Poitou, Périgord, el Lemosinado, Angoumois, Saintonge, Agenais, Quercy, Rouergue, Bigorra y del condado de Gaure.[361]

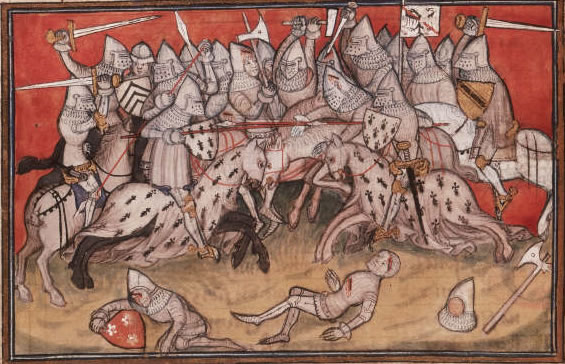
La batalla de Auray, representada en una miniatura de la Chronique de Bertrand Du Guesclin.

El tratado debía resolver los distintos agravios que habían desencadenado el conflicto: Eduardo III renunció por ello a los ducados de Normandía y Turena, a los condados de Maine y Anjou y a su autoridad sobre la Bretaña y Flandes y, sobre todo, a su reivindicación de la Corona francesa.
El pacto no puso fin a la guerra sucesoria en Bretaña: Eduardo siguió apoyando a su antiguo pupilo, Juan IV, y Carlos a su tocayo de Blois. Juan IV volvió a Bretaña en el verano de 1362 y al poco se reanudaron los combates en el ducado. El resultado de la guerra se mantuvo en vilo hasta que Juan IV de Bretaña y John Chandos batieron a Carlos de Blois y Bertrand du Guesclin en la batalla de Auray del 29 de septiembre de 1364. La reanudación de la guerra de sucesión bretona había sido perjudicial para los franceses, pero la decisión de Eduardo de no aprovechar la victoria de Juan IV hizo que las consecuencias negativa para los Valois fuesen limitadas. La batalla dio lugar a la firma del Tratado de Guérande, que entregó el título ducal bretón a Juan IV y permitió que los ingleses conservasen Brest y su comarca, pero mantuvieron el ducado como feudo del rey francés, algo inesperado dado el descalabro de su partido.
Los tratados permitieron que los ingleses se hiciesen con un tercio del reino de Francia, al tiempo que el ducado de Bretaña quedaba en manos de su aliado Juan IV, casado primero con una hermana y luego con una nuera del Príncipe Negro). Sin embargo, las paces dieron tiempo a Carlos V, que heredó la corona a la muerte de su padre el 8 de abril de 1364, para aprestarse a reconquistar los territorios cedidos.

### Estragos bélicos
La primera fase de la larga guerra dejó a Francia debilitada; la autoridad política de los Valois quedó muy quebrantada y el reino en su conjunto sometido a los pillajes del enemigo y al de los bandidos. Incluso en caso de suerte en los combates, la contienda suponía grandes dispendios para los dos bandos. La necesidad de ingresos empujaba a los reyes a intentar aumentar los recursos tanto mediante conquistas como mejorando el aparato fiscal. Se impusieron tanto impuestos indirectos como directos, se confiscaron recursos del clero y se pidieron préstamos, que en algunos casos quedaron sin devolver.

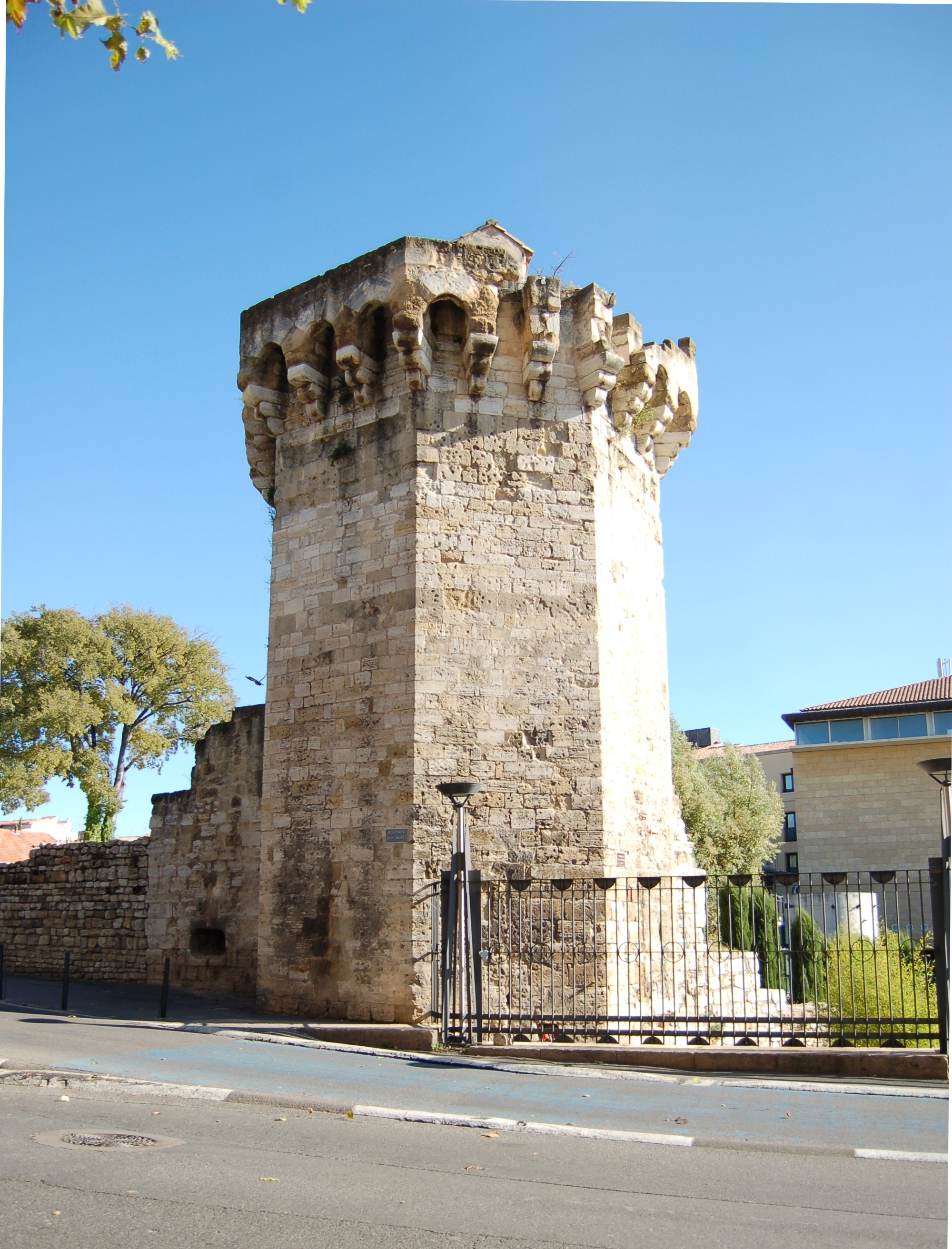
Torre del ángulo de la muralla de Aix-en-Provence, construida para proteger la ciudad de las bandas saqueadoras venidas del norte de Francia que asolaban la Provenza.

La contienda también resultaba costosa al soberano inglés: tan solo el mantenimiento de la guarnición de Calais suponía un quinto de las rentas reales, si bien buena parte de los gastos bélicos se costeaban con el botín de las cabalgadas. El presupuesto de la Corona pasó de los cuarenta o setenta mil libras en torno a 1300 a las doscientas mil de la década de 1330. La imposición de un impuesto de exportación de la lana (el staple) aportó notables ingresos al rey.
Para Francia el conflicto supuso la ruina económica, especialmente en el norte, «granero» del país merced a su gran producción de trigo y zona de importante comercio por las ferias de Champaña. Las incursiones inglesas son además especialmente devastadoras por el cuidado de los ejércitos invasores en destruir las herramientas, matar al ganado y talar los campos para perjudicar la economía del enemigo. Si en 1343, la guerra le estaba costando a Francia casi tres millones de libras, en 1345 ya se alcanzaron los cinco millones de gasto. Una de las maneras de tratar de aumentar los ingresos estatales fue sustituir el servicio militar por el pago de una compensación monetaria. Otra fue reducir la ley de la moneda: el sou tornés pasó de tener acuñarse con cuatro gramos de metal precioso en 1330 a contener tan solo doscientos miligramos en 1360. Este cambio en la ley de la moneda resultó muy impopular. Los intentos de Felipe VI y Juan II por aprobar la imposición de nuevos impuestos no bastaron para acabar con la falta de fondos. La gabela sobre la sal, que se extendió a todo el reino pese a su impopularidad en 1341, se restableció en 1356, como lo fueron también otros tributos. Esta gabela era el principal impuesto indirecto, que gravaba un artículo de consumo general. Estas medidas recaudatorias se sumaron a las derrotas militares para hundir el prestigio de los reyes.
Los mercenarios ingleses despedidos tras la victoria de Poitiers anhelaban la reanudación de las cabalgadas, que conllevaban la obtención de botín; la pequeña nobleza en especial temía volver a la situación anterior a la guerra. El Tratado de Brétigny dejó a muchos de ellos, de los dos bandos, sin trabajo y dedicados al bandidaje, especialmente en los dominios de los Valois, peor controlados que los territorios ingleses. Solían operar en bandas de unos centenares de hombres, que se apoderaban de algunos castillos desde los que esquilmar las tierras circundantes mediante correrías, ventas de «salvoconductos» o requisas a la población campesina. Millares de ellos se agruparon en ocasiones para operaciones mayores en las llamadas «grandes compañías», en realidad grupos de saqueo que aprovechaban la debilidad de la autoridad pública para dedicarse al pillaje, lo que atizaba el descontento de la población. Una de estas grandes compañías llegó incluso a obtener el pago de un rescate del papa a finales de 1361, después de talar las vegas del Saona y el Ródano. Sus atropellos se concentraron en las provincias menos perjudicadas por la guerra, donde podían sostenerse con mayor facilidad: Borgoña, el Languedoc y el Macizo Central. Las compañías de antiguos mercenarios no tenían objetivos políticos o militares, sino el simple enriquecimiento de sus miembros. Francia quedó sometida a sus desmanes entre 1360 y 1390 y los campesinos obligados a pagar por conservar la vida. La capacidad de las compañías para atravesar grandes distancias extendió el azote de su presencia a vastas zonas del reino. En el invierno de 1360, una de las compañías trató incluso de apoderarse del dinero destinado al rescate de Juan II en Aviñón; el ejército real enviado contra ella fue vencido en Pont-Saint-Esprit meses después. También lo fue el ejército de caballeros que el duque de Borbón envió contra otra gran compañía , la de Seguin de Badefol, en 1363. Se intentaron diversos planes para eliminarlas: enviarlas al servicio de las grandes familias nobles italianas, despacharlas a Hungría para que combatiesen a los turcos expedirlas a la península ibérica para participar en la «Reconquista» e incluso excomulgarlas, sin éxito. La falta de acción del Gobierno real, escaso de fondos para sufragar las costosas operaciones contra los bandidos hizo que la defensa recayese en las bailías o los feudos que sufrían sus desmanes, que a menudo se limitaban simplemente a pagar para que este azote se desplazase a otra comarca. La situación empeoró a comienzos del reinado de Carlos V por el fin de la guerra de Bretaña y del conflicto con Carlos II de Navarra, que dejaron sin actividad a más guerreros.

### La reconquista de Carlos V (1364-1380)

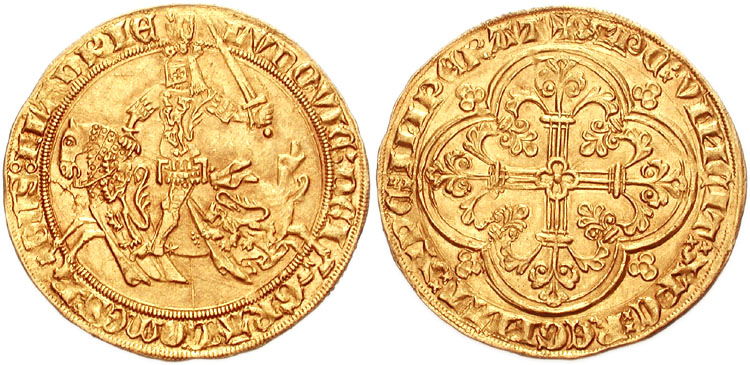
Franco en el que aparece la efigie del rey Juan el Bueno, que tuvo imagen caballeresca entre la población. La acuñación del franco, que valía una libra tornesa, sirvió para reforzar la autoridad real, maltrecha por los anteriores cambios en la ley de la moneda.

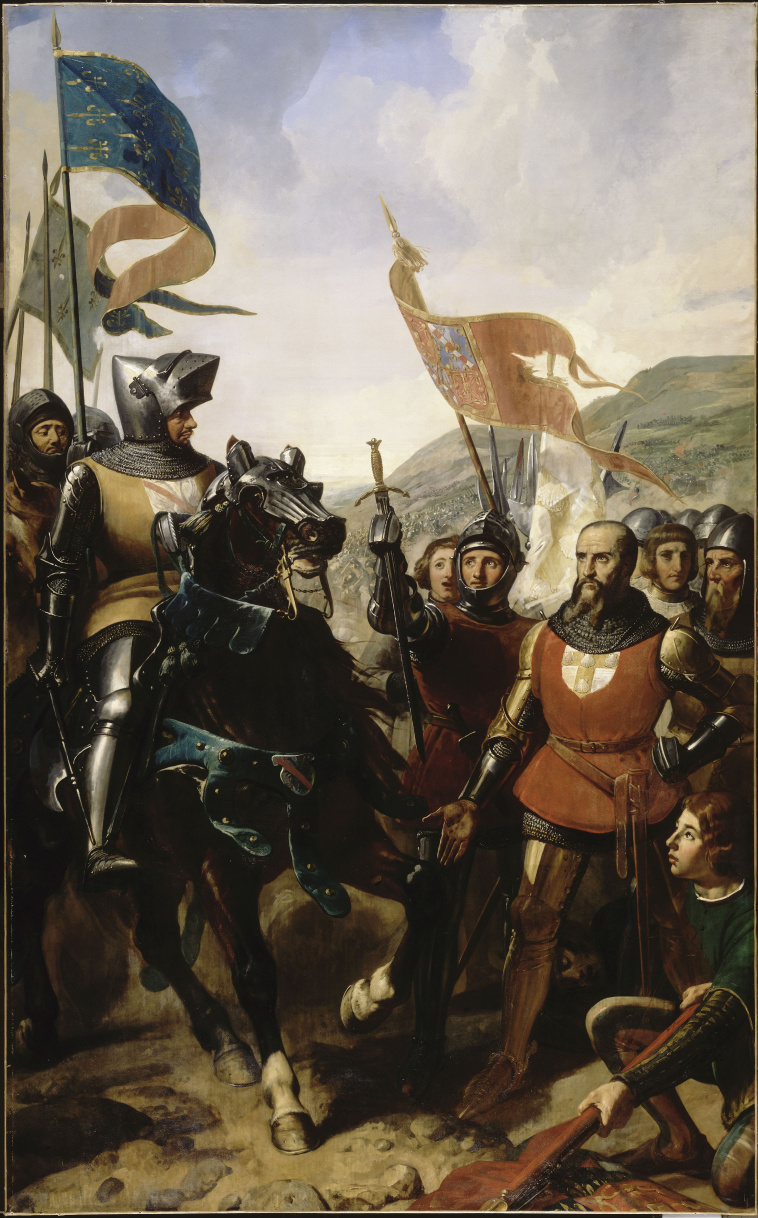
Bertrand du Guesclin en la batalla de Cocherel, según una visión decimonónica (1839). Obra de Charles-Philippe Larivière.

#### Reformas internas y neutralización de Carlos II de Navarra
La derrota bélica había dejado al poder desprestigiado y sin medio económicos. El erario se hallaba falto de fondos. Los levantamientos populares, denominados jacquerie, hicieron comprender a Carlos V, que había presenciado incluso el asesinato en su presencia de dos mariscales por los revoltosos parisinos, que el mantenimiento de la soberanía dependía del apoyo popular, que intentó granjearse. Preparó lenta y concienzudamente la reconquista desde su biblioteca. El Tratado de Brétigny servía además para limitar las opciones inglesas, pues la reanudación de los combates lo hubiese dejado sin efecto; el tratado disponía además, por idea del delfín, que la soberanía del rey de Inglaterra sobre lo adquirido en el tratado solo comenzaría cuando los franceses le entregasen las tierras. Entonces se verificaría también la renuncia de Eduardo III a la Corona francesa. En la práctica, el delfín podía retrasar indefinidamente la entrega de los territorios prometidos a Eduardo, cosa que hizo. También retardó el pago del rescate de su padre, del que solo llegó a desembolsar un tercio. Puso además fin a la crisis monetaria poniendo en circulación el franco, que marcó el fin de los odiados cambios de ley, una medida más para reforzar la posición de la Corona. Por añadidura, impuso un sistema fiscal gestionado por funcionarios reales que debía servir para recaudar tanto los fondos para sufragar los gastos bélicos como el rescate de su padre. Además, elevó a ciertos personajes de la baja nobleza que ocuparon destacados cargos y que colaboraron en la recuperación de los territorios perdidos. En lo militar el rey apenas hizo reformas: se limitó a sistematizar las disposiciones de su padre y de su abuelo y a aprovechar que sus ingresos casi regulares debidos a las imposiciones del rescate que mantuvo durante todo el reinado y la estabilización monetaria le permitieron pagar más regularmente a las tropas. Sí mejoró, pese a todo, la organización de la infantería y se hizo hincapié en la práctica del arco y en la mejora de las fortificaciones. La ordenanza de 1367 dispuso que los castillos sin posibilidad de defensa fuesen demolidos para evitar que sirviesen de refugio a los bandidos y que los demás fuesen remozados y guarnecidos oportunamente.
Juan falleció en cautividad, en Londres, en 1364; había regresado voluntariamente tras la fuga de su hijo Luis de Anjou, rehén que debía garantizar el cumplimiento de lo estipulado en Brétigny. Carlos II, privado en 1353 de la sucesión al ducado de Borgoña en favor de Felipe el Atrevido, deseaba impedir la coronación del delfín Carlos en Reims. Se alzó en armas tras la marcha a Inglaterra del rey Juan y casi cercó París por completo. Bertrand du Guesclin —uno de los miembros de la baja nobleza encumbrados por Carlos V—, al mando del ejército reunido merced a los impuestos aprobados por los Estados Generales en 1363, lo venció en la batalla de Cocherel el 16 de mayo, victoria que puso fin a la guerra civil, restableció la autoridad real a ojos de la población (la victoria militar demostró que los sacrificios tributarios se plasmaban en triunfos bélicos) y permitió la coronación de Carlos V. La derrota del navarro en Cocherel permitió a Du Guesclin arrebatarle varias plazas del Cotentin, aunque no Evreux, ante la pasividad de Eduardo III. El tratado de paz entre las dos partes se firmó finalmente en marzo de 1365: supuso el fin de la amenaza que Carlos II había supuesto para los Valois; el rey navarro perdió su posesiones en el bajo Sena y recibió a cambio parte del señorío de la lejana baronía de Montpellier.
Carlos V encargó a du Guesclin que llevase a las grandes compañías —grupos de mercenarios despedidos que devastaban las provincias— a defender en Castilla las pretensiones de Enrique de Trastámara, que disputaba el trono a su hermano Pedro I. Las simpatías populares por la Corona crecieron con la pacificación del reino y la reducción de los impuestos más onerosos.
Por su parte, Eduardo III, impuso el inglés como lengua nacional en 1361; hasta entonces la lengua cortesana había sido el francés; la medida acentuó la anglofobia en los territorios conquistados en Francia.

#### Flandes y Borgoña
Carlos logró que la anterior hostilidad del Sacro Imperio se transformase en neutralidad benevolente hacia Francia. El nuevo rey tenía estrechos vínculos con su tío materno el emperador Carlos IV, al que rindió pleito homenaje por el Delfinado en 1357. Esta amistad le había permitido a Juan II, vuelto por entonces temporalmente el cautiverio inglés, entregar en infantazgo el ducado de Borgoña a Felipe el Atrevido en 1363, que había estado vacante desde la muerte de Felipe de Rouvre en 1361 y de expulsar del territorio a Carlos II de Navarra.

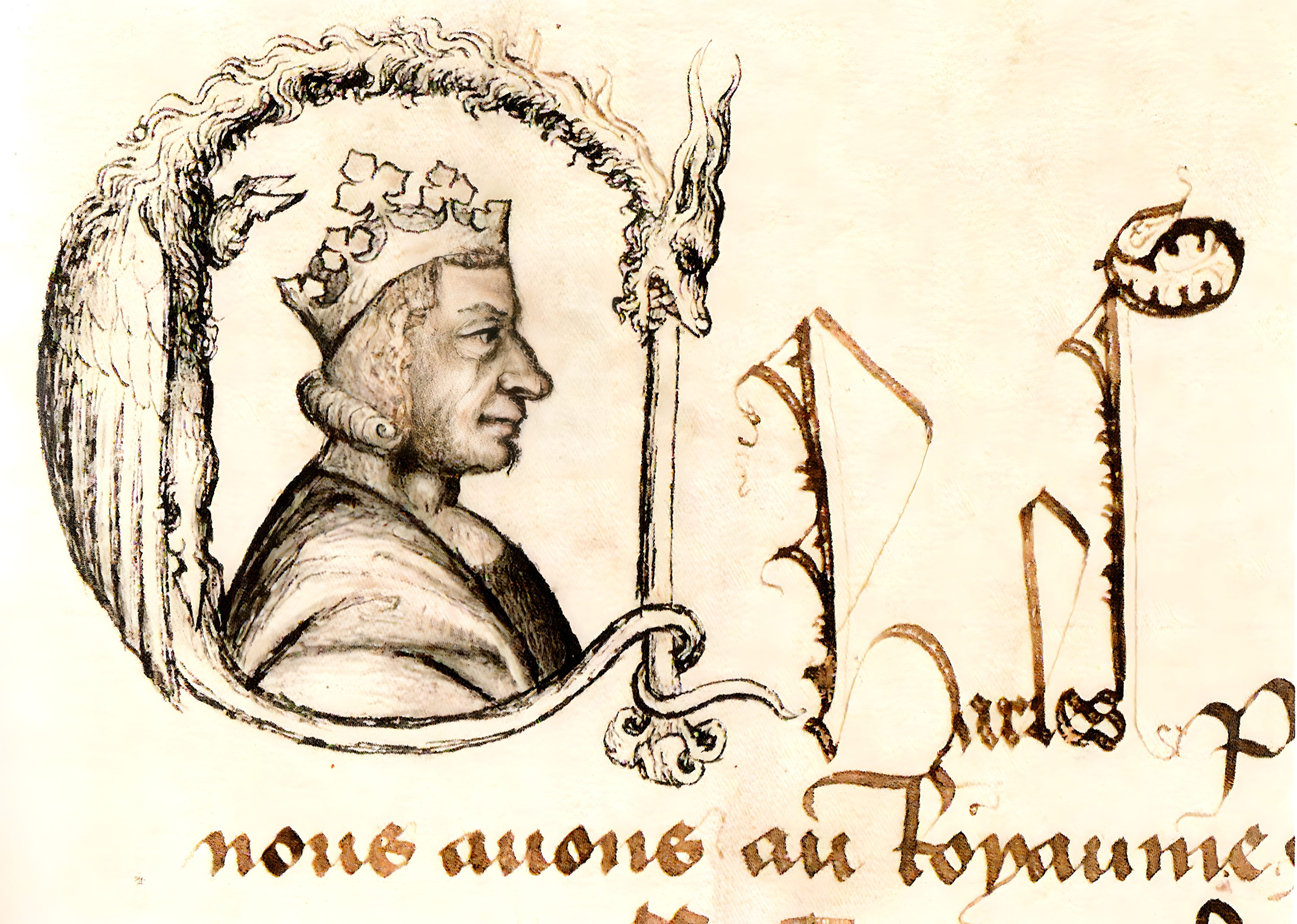
Carlos V en una carta real de 1367.

El sucesor de Luis de Nevers, caído el Crécy, al frente del condado de Flandes fue su hijo Luis de Male, que adoptó una política hostil a los Valois, a diferencia de su padre. Era consciente del importante vínculo económico que sus tierras tenían con Inglaterra y deseaba evitar la hostilidad de las ciudades pañeras, cuyas rebeliones había padecido de joven. Solamente tenía una heredera, su hija Margarita, viuda de Felipe de Rouvre, duque de Borgoña. Acordó desposarla con el cuarto hijo de Eduardo III, Edmundo de Langley, luego duque de York y origen de la dinastía homónima, lo que hubiese concedido a los esposos amplios feudos desde los que dominar, junto con los del príncipe de Gales, toda veleidad bélica de los Valois. Carlos V se apresuró a eliminar la amenaza con la ayuda de la condesa viuda, esposa de Luis de Nevers, y del papa Urbano V, que deshizo el peligroso matrimonio el 18 de diciembre de 1364. Las protestas de Eduardo III resultaron infructuosas y el soberano francés logró incluso desposar a su hermano Felipe el Atrevido, al que Juan II había otorgado el ducado de Borgoña, con Margarita, pese a la férrea oposición del conde de Flandes, que exigió para dar su consentimiento las tres castellanías del Flandes Valón (Lille, Douai y Orchies). La dispensa papal se obtuvo sin problemas en 1367, pero el matrimonio no pudo celebrarse hasta 1369, cuando Luis de Male cedió por fin. Carlos V había hecho firmar un acuerdo secreto a su hermano Felipe, por el cual este se comprometió a devolverle el territorio entregado a Flandes, pero el duque prometió a la vez a su suegro no hacerlo. Pese a esto, el rey francés había conseguido neutralizar la amenaza angloflamenca y que un Valois heredase el estratégico territorio nororiental.
Carlos V negoció asimismo con David II de Escocia y con el rey de Dinamarca, ambos hostiles a Inglaterra y estableció buenas relaciones con Owain de Gales, pretendiente al señorío de Gales.

Reconquista de Carlos V de los territorios cedidos en el Tratado de Brétigny.
Tierras de realengo
Infantados de los hermanos del rey
Conde de Foix-Béarn (autónomo)
Bretaña (coligada con Inglaterra)
Posesiones de Carlos de Navarra (coligado con Inglaterra)

#### Nuevos combates y recuperación territorial
Carlos se sintió suficientemente fuerte en 1368 para desafiar a Eduardo III, aunque dudó en hacerlo. Aceptó la apelación que le hizo el conde de Armañac, por entonces en conflicto con el Príncipe Negro; Eduardo III había desestimado la anterior queja del conde. Por entonces, el Príncipe Negro había impuesto considerables contribuciones a sus súbditos aquitanos con el fin de costear la campaña castellana: cinco años de impuestos extraordinarios que suscitaron la queja de Juan I de Armañac a Carlos V. Las ambición política del príncipe inglés ya lo había obligado a imponer nuevos tributos en su infantado aquitano en 1364, 1365 y 1366, pero la costosa campaña de Castilla, la falta de pago de Pedro I y la necesidad de contentar a los mercenarios para evitar saqueos en Aquitania hicieron que tuviese que pedir nuevas contribuciones en 1368. Los Estados aquitanos las aprobaron, de manera chocante con más facilidad los nuevos territorios cedidos por Francia que los viejos de la Gascuña inglesa, donde el señor de Armañac y el de Albret se negaron a que se recaudasen en sus tierras. Apelaron primero a Eduardo III, pero, sin esperar su respuesta, marcharon a continuación a presentar su reclamación en París ante Carlos V. La aceptación de la apelación de estos suponía la ruptura de lo pactado en Brétigny y la reanudación de la guerra con Inglaterra. La corte francesa fomentó mediante sobornos, privilegios y amenazas el número de litigantes contra el Príncipe Negro: de los dos señores gascones de 1368 se pasó para la primavera de 1369 a entre ochocientos y novecientos; las apelaciones debían servir para reforzar la posición de Carlos V cuando se decidiese a actuar abiertamente.
La Guyena volvió a servir de pretexto para la reanudación de la guerra anglo-francesa, que fue nuevamente confiscada por el rey francés, al tiempo que Eduardo III volvía titularse rey de Francia. El Tratado de Brétigny había otorgado la soberanía plena del ducado a Inglaterra, pero la doble renuncia acordada la de Eduardo a la Corona francesa y la de Juan a la Guyena——, no se había verificado, como tampoco la entrega de tierras prevista. Así, legalmente Eduardo III no podía juzgar un pleito fiscal en tierras que todavía no le habían sido entregadas y que Carlos V confiscó. Los intentos de Eduardo de mantener la paz fueron rechazados por Carlos. Eduardo volvió a proclamarse rey de Francia el 3 de junio de 1369 y Carlos proclamó la confiscación del ducado de Aquitania el 30 de noviembre. La guerra se retomaba, pero con el derecho en favor del hábil soberano francés. La contienda agudizó la división entre las dos naciones.
Carlos evitó las batallas campales, dependientes de una nobleza indisciplinada y que en tiempos de su padre habían demostrado su ineficacia para combatir a los ingleses. Entregó el mando del ejército a una serie de jefes experimentados y fieles: Bertrand du Guesclin, su primo Olivier de Mauny y Guillaume Boitel. El ejército quedó encuadrado en grupos de cien hombres que se denominaron routes y que se sometieron a capitanes que únicamente respondían ante el rey. Los soldados además recibían sus pagas regularmente y contaban con castillos remozados para defenderse de las incursiones inglesas. El ejército emprendió una guerra de escaramuzas, hostigamiento y asedios que permitió la recuperación paulatina del territorio en poder del enemigo. Por su parte, Carlos tuvo buen cuidado de granjearse el favor de las tierras recuperadas mediante la concesión de amplios privilegios y el uso frecuente del ennoblecimiento; la nobleza francesa había menguado a cauda de la peste y las pérdidas sufridas en Crécy y Poitiers. Gran parte de la reconquista se debió, sin embargo, al cambio de bando de las ciudades aquitanas, atraídas por las promesas de una fiscalidad menos onerosa que la inglesa. La diplomacia y no las victorias militares fueron las que permitieron también la recuperación de Ponthieu y Abbeville, en el norte.
Las escasas fuerzas del duque de Anjou se hicieron con Rouergue, Quercy, el Agenais y el Perigord en 1369. El año siguiente se concluyó la conquista del Agenais y los franceses se apoderaron también del casi todo el Lemosinado y de Bazas. Du Guesclin batió a la retaguardia del Robert Knolles en la batalla de Pontvallain en diciembre de 1370, choque de escasa entidad, pero primera derrota inglesa en campo abierto. Para entonces los franceses habían recobrado la Aquitania oriental sin sufrir por ello gran desgaste militar. No hubo combates importantes en 1371, que Carlos V aprovechó para pactar con Carlos II de Navarra, para entonces ya neutralizado, la suerte de algunas plazas normandas.

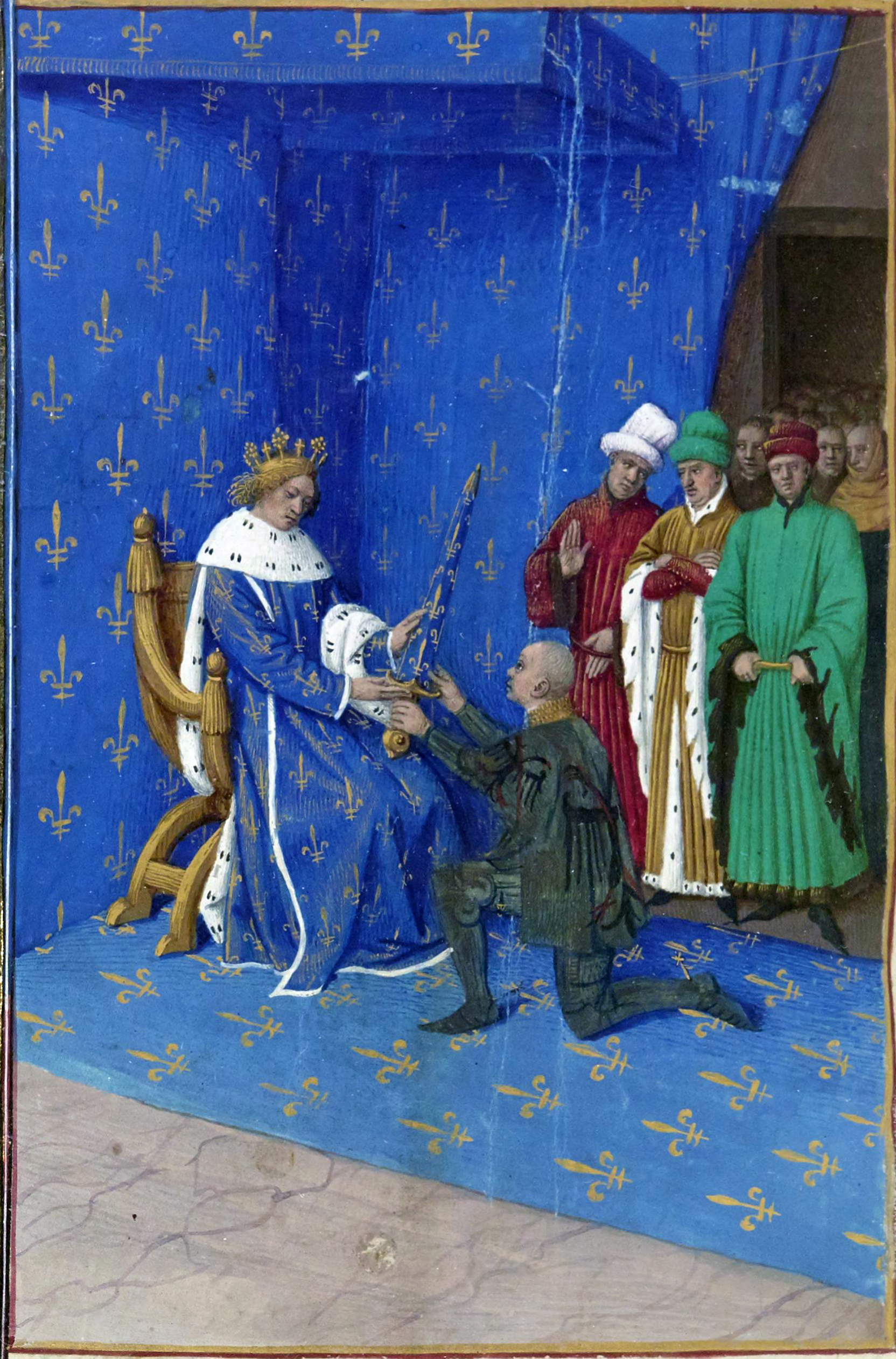
Carlos V nombra condestable a Bertrand du Guesclin en una miniatura de las Grandes crónicas de Francia.

A las operaciones militares se sumó la diplomacia internacional: la liga de Carlos con Enrique de Trastámara le permitió contar con la flota castellana, que aniquiló a la inglesa en la batalla de La Rochela del 22 de junio de 1372. La derrota dejó a Guyena sin el ejército que traía la escuadra, pero también sin el dinero, necesario para sufragar las operaciones militares. La falta de apoyo logístico hizo que las plazas fuertes cedidas a Inglaterra en Brétigny cayesen progresivamente en manos francesas: La Rochela el 8 de septiembre de 1372, Poitiers ese mismo año y Bergerac en 1377. En 1372 Carlos ya recobró el Poitou, Saintonge y el Angumois. Eduardo III trató de contraatacar reactivando la guerra en Bretaña en julio y enviando tropas al duque Juan IV, pero en el verano de 1373 Du Guesclin invadió el territorio y lo ocupó casi completamente, salvo algunas cuatro plazas, entre ellas Brest. Los franceses se adueñaron de La Réole a comienzos de 1374, posición desde la que amenazaban Burdeos. Para entonces, la Guyena había quedado reducida a las cuatro diócesis de Burdeos, Dax, Aire y Bayona.
Los ingleses mantuvieron sus estrategia de las cabalgadas, muy queridas por el Parlamento inglés por financiarse solas, pero muy perjudiciales para la imagen del reino entre la población afectada por el pillaje de los ejércitos; sirvieron para poco más que atizar el odio a los ingleses y reforzar la fidelidad a Carlos V. La del Juan de Gante, duque de Lancaster e hijo menor de Eduardo III, por el Artois y Normandía a finales de 1369 resultó un fracaso. Le siguió al año siguiente de la Knolles, que avanzó desde Calais hacia París antes de retirarse hacia Bretaña hostigado por Du Guesclin, recién nombrado condestable, que aniquiló su retaguardia en Pontvallain, cerca de Le Mans. La más ambiciosa fue la del duque de Lancaster del verano de 1373, con la que este pretendió subyugar al rey francés atravesando su reino de punta a punta para luego penetrar en Castilla y hacerse coronar rey. La campaña, bien planeada, partió de Calais en junio y a final de año logró alcanzar la Guyena, pero resultó un chasco: Du Guesclin evitó enfrentarse directamente con el duque, se limitó a hostigarlo, encastillarse en las fortalezas y entorpecer la marcha del enemigo arrasando las tierras que debía atravesar. El duque alcanzó Burdeos en 1374 al frente de un ejército diezmado y agotado. Carlos V prefirió soportar los saqueos ingleses que ceder terreno, pese a los estragos que causaban a la población. El rey ordenó a los campesinos que se refugiasen en las ciudades con sus reservas ante cada incursión enemiga, dejando los campos yermos. Esto hacía que el avance inglés complicase el abastecimiento del ejército por tierras abandonadas; además, los franceses acosaban al enemigo con emboscadas, diezmando sus huestes y obligándolos finalmente a abandonar la campaña. Esta estrategia desbarató, en efecto, incursiones de grandes capitanes ingleses como Juan de Gante, el Príncipe Negro, Robert Knolles o el propio Eduardo III.
El cansancio de los dos bandos llevó a la firma de una tregua, la de Brujas, que debía durar de julio de 1375 a junio de 1377. Los franceses habían recobrado entre 1369 y 1375 casi todos los territorios cedidos en Brétigny e incluso las posesiones inglesas anteriores a la contienda, salvo Calais, Cherburgo, Brest, Burdeos, Bayona y algunos castillos del Macizo Central.
Las negociaciones que siguieron a la firma de la Tregua de Brujas entre 1375 y 1377 fracasaron ante la imposibilidad de que los dos bandos se pusiesen de acuerdo sobre Aquitania, que los ingleses querían obtener en soberanía plena, pretensión que rechazaron los franceses. Así, los combates se reanudaron en el verano de 1377, muertos ya el año anterior tanto Eduardo III (junio de 1377) como su hijo el Príncipe Negro (junio de 1376). La Corona inglesa pasó a un niño de diez años, Ricardo II, por lo que el gobierno quedó en manos de uno de sus tíos, el duque de Lancaster. Los ingleses siguieron emprendiendo cabalgadas, a las que los franceses respondieron con incursiones contra la costa inglesa, que hicieron temer incluso una invasión, que Carlos V en efecto ordenó preparar a Juan de Vienne, nuevo almirante de la reconstituida flota. Hubo incluso un intento frustrado castellano de tomar Bayona, que repelió el nuevo lugarteniente inglés de Gascuña, el barón de Neville. Este repelió las nuevas ofensivas franceses y reconquistó incluso algunas plazas perdidas en los años anteriores.
Carlos V confiscó Bretaña a Juan IV en 1378 por haberse coligado con los ingleses, a los que había ayudado ya en la cabalgada de 1370 y con los que había participado en la del duque de Lancaster de 1373; fue una medida imprudente: el duque contaba con fuertes apoyos entre los barones bretones y entre la población en general y obligó a las tropas francesas de Du Guesclin a retirarse de la parte occidental del ducado. Juan IV firmó entonces el segundo Tratado de Guérande (abril de 1381), en virtud del cual los franceses renunciaban a apoderarse de la Bretaña a cambio del sometimiento vasallático teórico del duque al rey francés. Además compró Brest a los ingleses en 1397. Si en Bretaña la guerra había favorecido a los ingleses, los intentos de estos de atizar a Carlos II de Navarra contra el monarca francés resultaron contraproducentes: Castilla y Francia reaccionaron vigorosamente; en Normandía le arrebataron todas sus posesiones a excepción de Cherburgo —vendido a Inglaterra por el rey navarro— y en la propia Navarra importantes plazas quedaron en poder de Castilla como aval del cumplimiento del Tratado de Briones.
La visita del emperador Carlos IV, tío de Carlos V de Francia, a su sobrino en 1378, remachó la victoria de este. La primera fase de la guerra terminaba con la victoria del hábil Carlos, que había contado con la colaboración de militares veteranos como Bertrand du Guesclin, sobre un Eduardo III cada vez más anciano. La recaudación de fondos para pagar el rescate del rey Juan también había servido, paradójicamente, para mejorar el estado de las finanzas reales francesas. La recaudación de un rescate real era el único caso en el que la Corona podía cobrar un impuesto sin contar con el beneplácito de los Estados Generales; Carlos había utilizado la coyuntura para imponer un sistema centralizado de recaudación que mantuvo incluso tras dejar de pagar el rescate de su padre, y que dedicó a sufragar los gastos militares. La guerra sirvió así para crear un sistema de recaudación real independiente de la aquiescencia de la nobleza y los Estados Generales y con él de un ejército sometido directamente a la Corona, dos características del Estado moderno. Las necesidades bélicas hicieron que surgiese en Francia un cuerpo de funcionarios reales especializados en finanzas. Carlos V dejó un reino casi unificado y una Corona consolidada, más autónoma respecto de la nobleza y mejor financiada. Sin embargo, ya en los últimos años se notaba el agotamiento de los recursos, exhaustos por las operaciones militares y crecía la hostilidad del pueblo por la abrumadora fiscalidad que debía soportar para costear la guerra. El reinado de Carlos fue añorado luego como un período de buen gobierno, pero en su época el rey fue poco querido por el pueblo, esquilmado a tributos. Unos de sus últimos actos (16 de septiembre de 1380) para calmar los ánimos fue abolir el impuesto sobre los hogares, lo que redujo los ingresos de su sucesor.

### Extensión del conflicto a la península ibérica

#### Guerra civil castellana: la nueva dinastía Trastámara, francófila
La contienda anglo-francesa tuvo importantes repercusiones en la península ibérica. Carlos V de Francia intervino decisivamente para sustituir a un rey castellano en principio anglófilo como Pedro I por su hermano bastardo Enrique de Trastámara, representante de los intereses de la nobleza. Para ello reunió a finales de 1356 un gran ejército en el sur de Francia, nutrido de los abundantes veteranos que habían quedado sin empleo y cuyo mando tomaron conjuntamente Du Guesclin y el de Trastámara. El ejército penetró en Castilla, se atrajo el apoyo de casi toda la nobleza y se hizo con el reino ante la nula oposición de Pedro, que huyó a refugiarse con el Príncipe Negro en la Guyena. El Príncipe Negro acordó ayudar a recuperar el trono a Pedro a cambio de una gran compensación monetaria y territorial (el señorío de Vizcaya); el 3 de abril batió a los francófilos de Trastámara en Nájera. Pedro recuperó el trono, pero no pudo pagar lo prometido y los ingleses se retiraron. Carlos V aprovechó la coyuntura, rescató a Du Guesclin —apresado en Nájera— y renovó su ayuda a Enrique de Trastámara, refugiado en Francia. Este volvió a Castilla y firmó una alianza con el rey francés en Toledo en noviembre de 1368. La guerra castellana concluyó en marzo de 1369 con la muerte de Pedro: la victoria de Enrique supuso que Carlos V pudiese contar desde entonces con un nuevo e importante aliado, si bien este nuevo apoyo se plasmó tras ciertos años, necesarios para que Enrique afianzase su posición en Castilla.

#### Guerra de sucesión portuguesa: la nueva dinastía de Avis, anglófila
La crisis sucesoria surgida en Portugal también quedó influida por la dilatada contienda anglo-francesa. Inglaterra trató de usarla para debilitar a la poderosa liga franco-castellana. Fernando I de Portugal falleció en octubre de 1383 y su viuda, con escasos apoyos, fue incapaz de controlar la situación, lo que permitió a Juan I de Castilla, hijo de Enrique II y esposo de Beatriz, hija del difunto rey Fernando, entrometerse en los asuntos portugueses, pese a que los acuerdos matrimoniales vetaban la unión de los dos reinos.
Los grandes nobles portugueses tomaron partido por el rey castellano, pero la burguesía de las ciudades, el campesinado rico y el proletariado de las ciudades se opusieron a él. Este partido contrario a Juan I lo acaudilló un bastardo de Pedro I, Juan de Avis. El soberano castellano se apoderó de gran parte del reino y cercó Lisboa, que sufrió el hambre, pero que no pudo tomar porque el ejército castellano hubo de retirarse, diezmado por la peste. El de Avis reunió a las Cortes portuguesas en abril de 1385, que en principio se dividieron entre tres candidatos, pero tras descartar paradójicamente a dos por bastardía, hicieron coronar al de Avis el 11 del mes, pese a ser bastardo él también. De inmediato, el nuevo rey se coligó con Inglaterra y animó al duque de Lancaster a intentar hacerse con la corona de Castilla. Dedicó la primavera a expulsar a las guarniciones castellanas que su rival había dejado al retirarse acuciado por la peste. En el verano se dieron varios choques que concluyeron con la victoria definitiva de Juan de Avis en Aljubarrota, una nueva batalla al estilo de Crecy en la que las arremetidas de la caballería castellana fueron desbaratadas en parte por los arqueros ingleses. La batalla supuso el afianzamiento de la nueva dinastía de Avis, anglófila, en Portugal.

### Cisma de Occidente
La sede papal al comienzo del conflicto se hallaba en Aviñón y los papas de la época eran franceses. Esto favorecía a la diplomacia francesa. Sin embargo, Gregorio XI volvió a instalarse en Roma en 1377 para poner fin a las desavenencias con Florencia, con la mediación de Catalina de Siena. El papa posterior, Urbano VI, italiano y antiguo obispo de Bari, fue especialmente hostil a los cardenales franceses que, por su parte, lo acusaron de haber sido elegido merced a la presión de la población romana y escogieron un antipapa Clemente VII, francés, que se instaló en Aviñón. La división eclesiástica frustró la posibilidad de acudir al papado como mediador en la guerra, como lo había sido hasta entonces, habiendo obtenido en ocasiones el aplazamiento de los combates o la firma de treguas. El papado pasó de ser un elemento favorable a la paz a un atizador de la guerra: cada pontífice esperaba utilizar la victoria de sus partidarios para imponerse sobre su contrincante.

Mapa del Gran Cisma de Occidente:
Zonas que reconocían al autoridad del papa de Roma
Zonas que reconocían al autoridad del papa de Aviñón
Zonas que cambiaron de posición de uno a otro pontífice

Los beligerantes de la guerra de los Cien Años buscaron el apoyo papal: Inglaterra y el Sacro Imperio Romano Germánico reconocieron la autoridad de Urbano VI, mientras que Francia y su aliadas Castilla y Escocia prefirieron a Clemente VII. Los diversos contrincantes utilizaron la disputa eclesiástica contra sus enemigos, tildados indefectiblemente de cismáticos por reconocer al papa contrario. De hecho, Carlos V había optado por Clemente VII por ser francés e Inglaterra a Urbano VI por no serlo.
En más de un siglo de guerra, hambruna y peste, la Iglesia no pareció capaz de calmar en ocasiones la angustia de los feligreses. El terror al infierno hacía que los ricos pagasen cientos o miles de misas para tratar se asegurarse la salvación del alma. Ricos y pobres participaban en procesiones de penitentes, en representaciones teatrales de la pasión en los atrios de las iglesias; la coronación de la Virgen, figura protectora en tanto que madre de Jesús, fue un motivo artísticos muy frecuente. Creció además el número de fieles y de reformadores eclesiásticos que exigían acceso directo a la fuente de la salvación, a la lectura de la Biblia en lengua vernácula en una época en la que únicamente los eclesiásticos podían leer o comentar las Escrituras. En estas reclamaciones se halla el origen de la Reforma protestante posterior, señal del fin de la Edad Media y del reforzamiento de la clase burguesa.
La división de Iglesia en el Gran Cisma de Occidente facilitó la crítica. Pudieron divulgarse teorías como la de John Wyclif, en un momento en el que los eclesiásticos partidarios de un pontífice o el otro se vituperaban mutuamente, desacreditándose. La situación facilitó el posterior surgimiento de la Reforma protestante, de la que Wyclif fue un precursor.
El concilio de Constanza de 1415 puso fin al cisma mediante la abdicación de los dos papas rivales y la elección de uno nuevo (Martín V). La Iglesia tuvo que recurrir al conciliarismo para resolver la crisis: los concilios (reuniones de todos los obispos) ostentaban mayor poder que el propio papa y hubieron de reunirse periódicamente. El papado resultó debilitado, lo que le permitió a Carlos VII de Francia proclamarse en 1438 jefe natural de la Iglesia en Francia, con el apoyo del episcopado francés, con lo que dio lugar al galicanismo.

### Regencias y guerra civil (1380-1429)

#### El gobierno de los duques. tíos de Carlos VI (1380-1388)

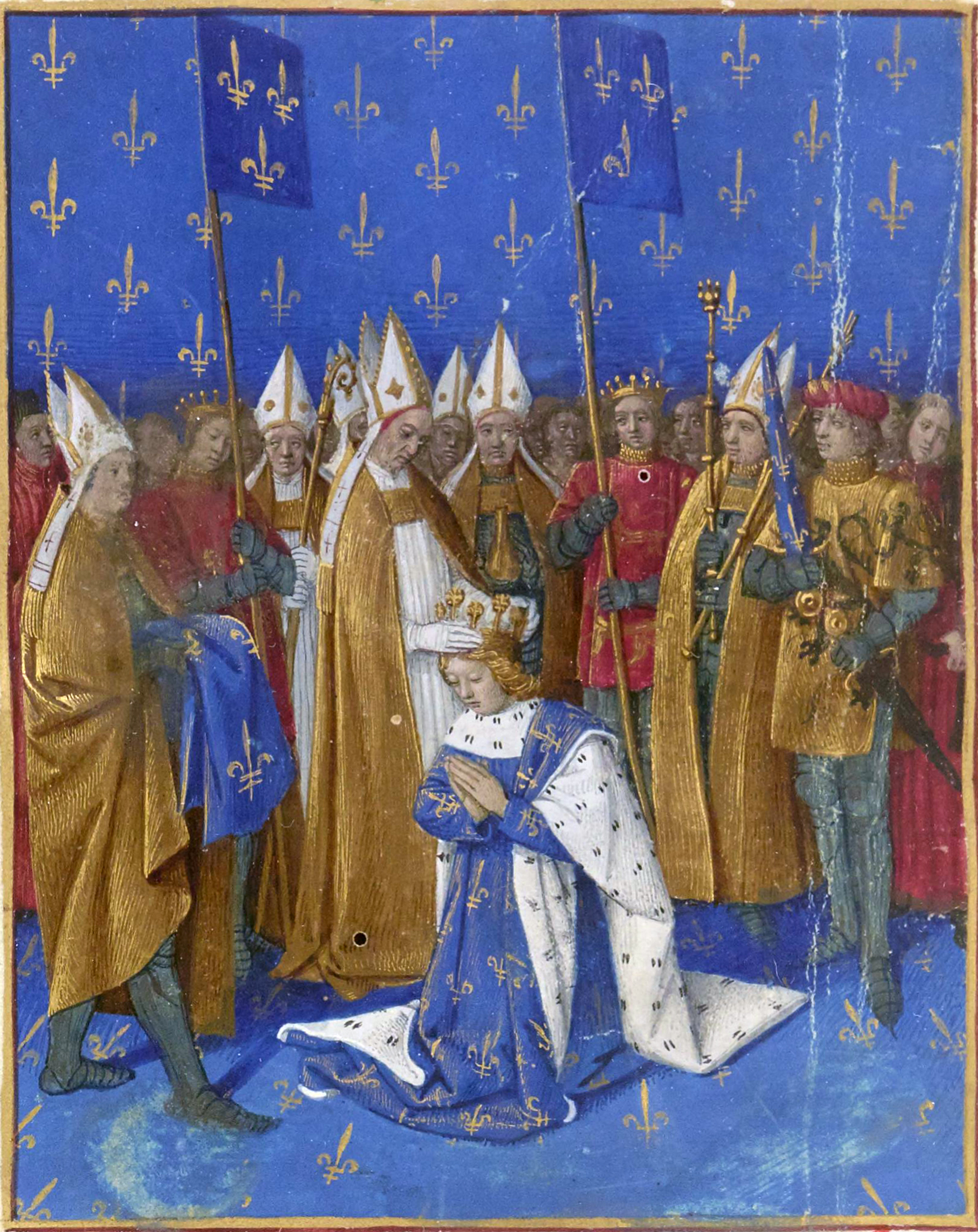
La coronación de Carlos VI de Francia, en las Grandes crónicas de Francia.

Carlos, que siempre había sido enfermizo, preparó la sucesión. En 1374 fijó el paso a la mayoría de edad para los reyes de Francia en los trece años y dispuso la creación de una gran junta que ostentaría el grueso del poder durante la minoría del nuevo rey, disposición que no se cumplió. Ordenó además remozar los castillos del reino, por entonces ya vulnerables a la artillería, tanto en las zonas fronterizas como en las expuestas a desembarcos ingleses (Normandía en particular). Su reinado acabó en paz, pero con una gran presión fiscal, que se había impuesto con carácter provisional, pero se había mantenido, lo que originó el creciente disgusto tanto en las ciudades como en el campo.

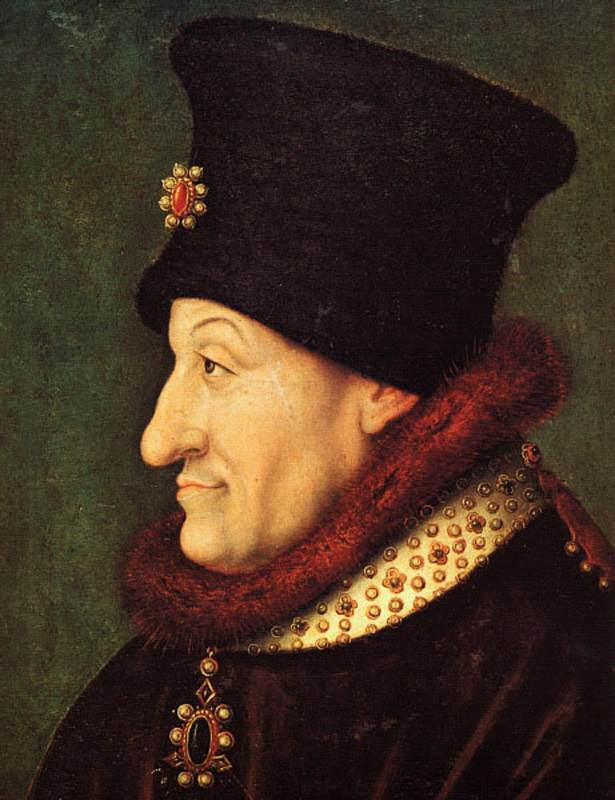
Felipe II de Borgoña, apodado el Atrevido, en un cuadro anónimo del siglo.

Carlos V falleció finalmente en septiembre de 1380, con cuarenta y dos años de edad. Su hijo y tocayo heredó el trono con tan solo doce años; al ser menor de edad, sus tíos lo tutelaron. Estos formaron un consejo de regencia que sustituyó al consejo real, impidiendo al mismo tiempo la creación de la gran junta prevista por Carlos V. Los regentes fueron deshaciéndose progresivamente de los consejeros del rey difunto, si bien no todos perdieron sus puestos y otros que lo hicieron los recuperaron luego. Los tíos del rey, hermanos de su difunto padre, Luis de Anjou, Juan de Berry y Felipe de Borgoña, acapararon el poder junto con su primo, Luis II duque de Borbón, pese a lo que había dispuesto Carlos V. El reinado anterior se había caracterizado por la afirmación del poder real frente a la nobleza. De hecho, ya ha sido desangrado por los efectos de las batallas de Crécy y Poitiers o la gran plaga y sus reminiscencias regulares, pero también se enfrenta a una caída significativa en sus ingresos de la tierra, el campo ha sido despoblado por la peste y devastado de forma duradera por el saqueos resultantes de la estrategia de tierras desiertas y la acción de las compañías mercenarias: los campesinos huyeron y sus tierras fueron a menudo en barbecho, abandonadas (fueron graves en particular, las viñas destruidas, que conducen a dificultades duraderas en la producción de vino, y que era esencial en una época en que el agua rara vez era segura). Obviamente con el regreso del orden, las cosas mejoraron, las tierras se recolonizaron, pero muchos señores cedian sus tierras en alquiler o aparcería, lo cual era menos rentable, pero otorgaba ingresos más regulares y les permitía estar presentes en la corte para beneficiarse de la generosidad de su señor supremo. La hacienda real había acumulado fondos a merced de que los impuestos se habían vuelto permanentes, lo que permitía la Corona comprar la fidelidad de los señores feudales. Los tíos del nuevo rey aprovecharon esta circunstancia para emplear en provecho propio el dinero de la Corona, manteniendo a costa del erario real grandes grupos de partidarios y verdaderos principados. El duque de Anjou acabó partiendo a conquistar el reino de Nápoles que reivindicaba para sí desde 1382, pero sufragó la expedición a costa del erario. Al duque de Berry se lo apartó nombrándolo lugarteniente del rey en el Languedoc, donde se dedicó a esquilmar el territorio como ya había hecho antes su predecesor en el cargo, su hermano el duque de Anjou. La marcha de los hermanos dejó a Felipe el Atrevido como figura preponderante del consejo, junto con su primo el duque de Borbón.

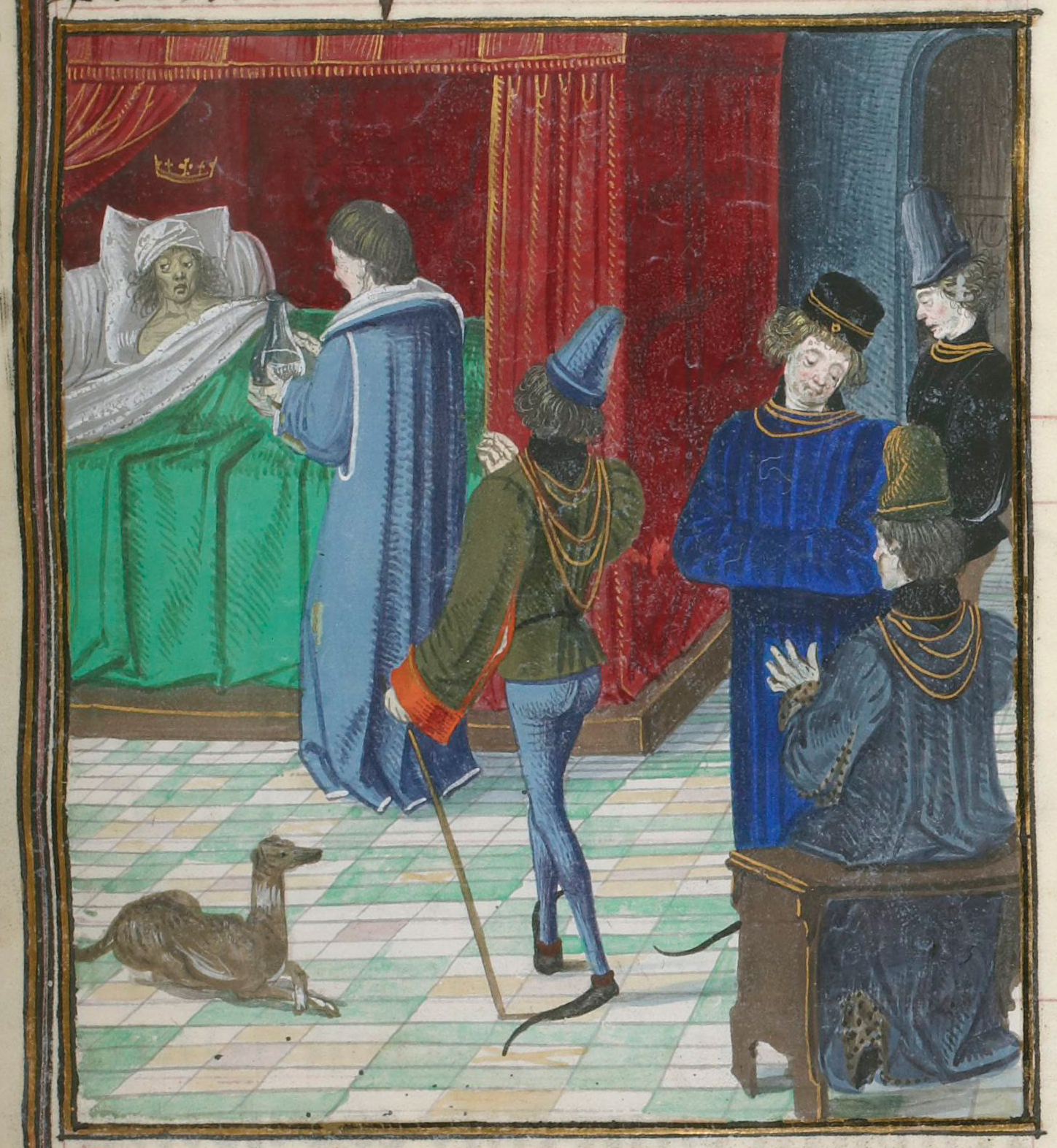
Carlos VI en cama, en una miniatura de finales del siglo.

En cuanto a la guerra anglo-francesa, los primeros años de la década de 1380 se caracterizaron por el mantenimiento de la superioridad franco-castellana y las rebeliones en los dos reinos enfrentados. La flota castellana incendió Gravesend en 1380 y la imposición de un nuevo tributo para mejorar las defensas del reino, reunir fondos para una incursión en Francia y pagar la boda del rey desencadenó la rebelión de los campesinos del sureste, apoyados por parte de la población londinense, que pusieron en un brete al Gobierno inglés. También hubo en Francia varias rebeliones, fundamentalmente antifiscales, en diversos puntos del reino: en Ruan, París y en Flandes. En este, Felipe de Artevelde, hijo del asesinado Jacobo, se alzó en la primavera de 1381 y solicitó apoyo inglés. La actitud anglófila del conde, Luis de Male, no había bastado para impedir la nueva revuelta de Gante y que esta solicitase la ayuda inglesa, obligando al duque a pedir la de su yerno, el duque de Borgoña, que hizo que el consejo real francés decidiese enviar una expedición para sofocar el alzamiento. Los franceses batieron a los rebeldes en Roosebeke el 27 de noviembre de 1382, pero en mayo de 1383 los rebeldes recibieron refuerzos ingleses (una supuesta cruzada acaudillada por el obispo de Norwich con el beneplácito del papa romano), a los que los franceses contuvieron en agosto, tras haberse apoderado de Dunquerque y haber sitiado en vano Ypres.
Los tíos del rey decidieron a la vuelta de la expedición flamenca amedrentar al reino y acabar con las protestas antifiscales, con las que habían tenido que mostrarse conciliadores antes de la expedición para conseguir los fondos necesarios para pagarla. Impusieron grandes multas a algunas ciudades como París, Ruan, Orleans, Laon o Reims, y al Languedoc y restablecieron las tases sobre las mercancías y el impuesto a los hogares. Los impuestos volvieron a ser permanentes y muy onerosos.
En Bretaña se firmó el segundo tratado de Guérande, que aseguró la sumisión a la Corona francesa del duque, pero permitió a Inglaterra conservar la posesión de Brest.
El duque de Lancaster trató de hacerse con la corona de Castilla tras el descalabro castellano en Aljubarrota en agosto de 1385 que, sin embargo, no había socavado la posición de Juan I de Castilla. El duque desembarcó en Galicia en julio de 1386, confiando en atraer a los partidarios del difundo Pedro I, aunque no logró grandes apoyos. Pactó la invasión de Castilla con Juan I de Portugal, que se llevó a cabo de forma descoordinada. La ofensiva del duque de Lancaster se frenó ante Valencia de Don Juan y Benavente y los dos bandos negociaron la evacuación inglesa a cambio del pago de la expedición y de una pensión para el duque; la paz quedó sellada por el matrimonio de la hija del duque y nieta de Pedro I, Catalina, y del infante Enrique, nieto a su vez de su enemigo y hermano Enrique II. El gran gasto que supuso para el erario inglés la expedición del duque no bastó para que Castilla dejara de estar coligada con Francia y reconociese la autoridad del papa de Aviñón.
Felipe II de Borgoña, tío del rey francés, reunió un ejército franco-borgoñón y una flota de mil doscientos barcos durante el verano y el otoño de 1386 cerca de la villa zelandesa de la La Esclusa para invadir Inglaterra, pero la empresa fracasó. Sin embargo, Juan de Berry, hermano de Felipe, acudió tarde a propósito a la reunión del ejército, lo que retrasó los preparativos hasta el otoño, cuando ya resultó imposible abordar la invasión y se hubieron de desbandar tanto la flota como el ejército. Hubo otra expedición militar francesa en la zona, principalmente en beneficio del duque de Borgoña: la de castigo al duque de Güeldres en el otoño de 1388, que había desafiado a Carlos VI y se había hecho vasallo de Ricardo II.

#### Mayoría de edad de Carlos y gobierno de los consejeros de su padre (1388-1392)
Carlos VI se hizo con el poder en Reims a la vuelta de la fácil expedición, el 3 de noviembre. El agro y las ciudades soportaban cada vez peor los impuestos concedidos provisionalmente para costear los gastos bélicos; el desvío de los fondos para sufragar fiestas fastuosas tampoco facilitó la aceptación de una tributación se había hecho permanente. Carlos VI, que por entonces contaba ya veinte años, decidió en 1388 tomar las riendas del gobierno y acabar con la regencia de sus tíos, desacreditada y considerada despilfarradora. Sus tíos fueron apartados del poder en una conjura dirigida por el ambicioso hermano del rey, Luis, duque de Turena (luego de Orleans), que se rodeó de los antiguos consejeros de su difunto padre, exasperados por el saqueo al erario de los duques y sus favoritos. El débil rey dejó el Gobierno en manos de los hombres de su padre, que trataron de recuperar el sistema administrativo de Carlos V. Su programa no era reformista, sino simplemente corrector de los abusos de los años de poder de los tíos del rey. Los dos grupos, el de los consejeros de Carlos V y el de los duques, crearon dos partidos cortesanos: el reformista formado por los consejeros de Carlos V, generalmente de extracción burguesa, y los duques parientes del rey, además de la reina Isabel de Baviera.
Las operaciones militares dieron paso a nuevas negociaciones anglo francesas, que condujeron a la firma de una nueva tregua bastante general (18 de junio de 1389), que suscribieron Inglaterra, Francia, Castilla, Escocia y el duque de Borgoña, y que dio paso a un largo periodo de apaciguamiento. La tregua, de tres años, la más larga de los últimos veinte años, debía servir para acordar la paz definitiva.
Se mantuvo la paz durante esta etapa puesto que Inglaterra estaba sumida en una guerra civil. El cese del comercio de la sal, el vino y la lana, los onerosos impuestos necesarios para sufragar los gastos del ejército y el desprestigio de la nobleza por las derrotas que había sufrido en Francia acabaron por desatar una revuelta campesina. Los lolardos coordinaban a los revoltosos, que los atrajeron con sus prédicas de igualitarismo. Los insurrectos se apoderaron de Londres, pero luego fueron vencidos por Ricardo II.

#### Locura de Carlos VI y vuelta de sus tíos
El reinado parecía que iba a ser tan positivo como el de Carlos V, pero el rey, muy querido, sufrió una crisis de demencia (5 de agosto de 1392) cuando participaba en una expedición de castigo contra el duque de Bretaña, acusado de amparar al instigador de un atentado contra un destacado funcionario real. Alguien le había indicado que estaba rodeado de traidores que deseaban matarlo, y acometió espada en mano a sus palafreneros hasta que lograron dominarlo. El accidente del Bal des Ardents, ocurrido algunos meses después, acabó por desquiciar al monarca.
Carlos VI empezó a sufrir períodos de locura a partir de 1392, entre los que se intercalaban otros de normalidad. Las crisis se fueron acentuando con la edad, volviéndose más violentas y largas, con lapsos de lucidez cada vez más breves. La falta de dirección del rey en los asuntos públicos permitió que sus tíos retomasen el poder en un nuevo consejo de regencia que presidió la reina Isabel de Baviera; los principales consejeros de Carlos V fueron despedidos nuevamente, si bien otros siguieron en sus puestos, aunque sometidos a la supremacía de los tíos del rey. La reina era mala política, por lo que el poder lo ostentaba en la práctica el duque de Borgoña, si bien tuvo que contar cada vez más con el pujante Luis de Orleans, hermano menor del rey, opuesto a la influencia del duque en la corte y que había sido la principal figura política durante los cuatro años de preponderancia de los consejeros de Carlos V. Los Anjou estaban centrados en hacerse con Nápoles, el duque de Borbón era ya anciano y solamente deseaba redondear sus posesiones mediante herencias y compras y el duque de Berry estaba más interesado en sus actividades de mecenas que en el poder. Así, fueron los duques de Orleans y Borgoña los que quedaron disputándose el poder, cada vez en posiciones más enfrentadas, aunque la rivalidad no desembocó en lucha abierta mientras vivió Felipe el Atrevido.
La debilidad del rey permitió a diversos duques de la familia real embarcarse en una serie de aventuras militares a costa de la Hacienda real, de escaso fruto: la fracasada incursión en Berbería del duque de Borbón (1390), el descalabro contra los turcos del de Borgoña (1396) o la campaña italiana del de Anjou, que permitió dominar pasajeramente Génova (1401-1409). El caos administrativo, la corrupción y el saqueo del erario crecieron también en esta época en la que la Hacienda real tuvo que satisfacer las ambiciones de los distintos notables que trataban de dominar la política del reino.

#### Armañac y borgoñones (1392-1429)

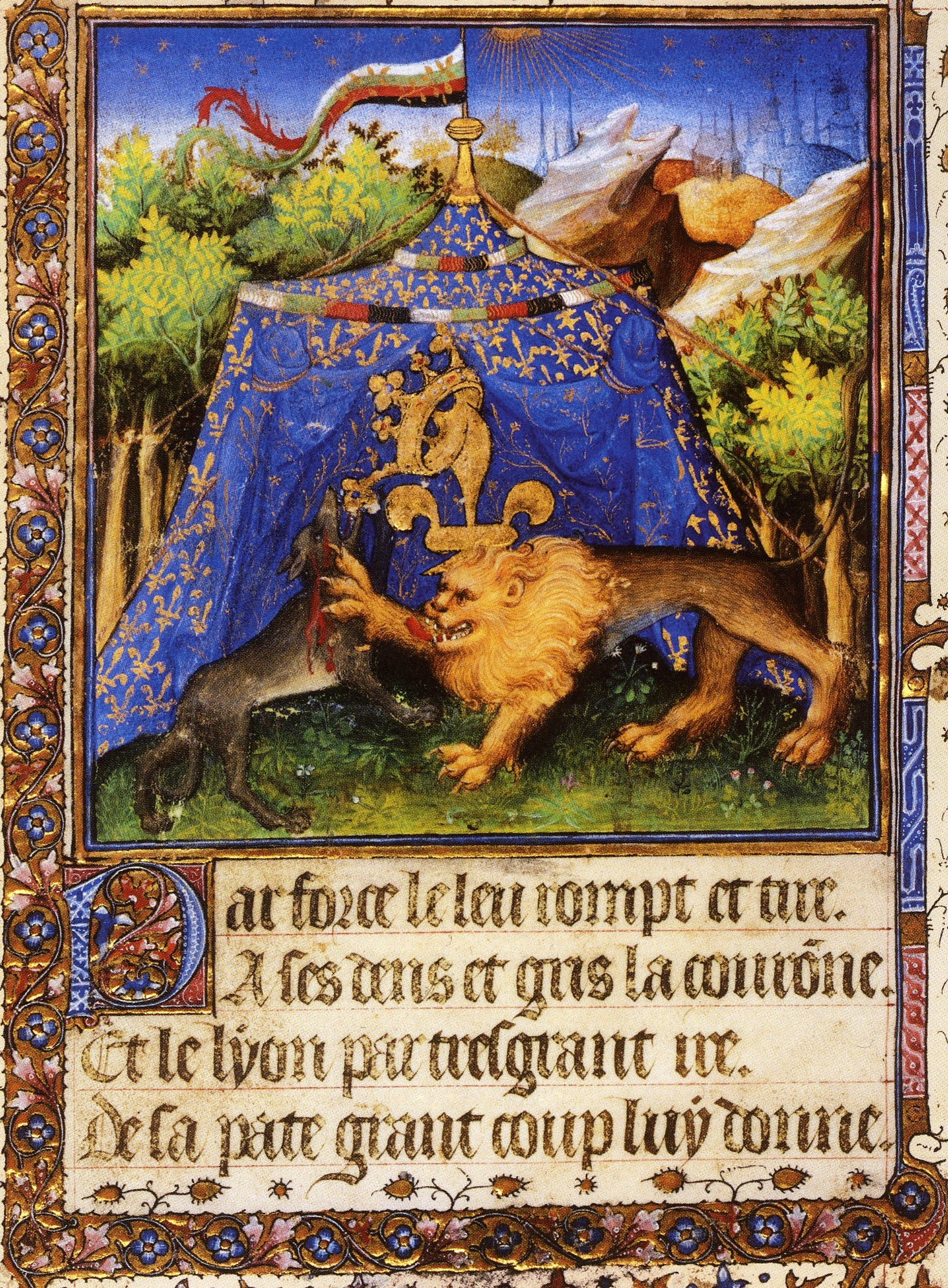
Un lobo, que representa a Luis I de Orleans, intenta agarrar con las fauces una corona al tiempo que un león, símbolo de las armas de Flandes de Juan de Borgoña le da un zarpazo en una miniatura de inspiración borgoñona del siglo. Tras los animales se alza una tienda de campaña con las flores de lis que representa el reino de Francia.

La reanudación del conflicto se debió a distintos factores:
Tanto en Francia como en Inglaterra había varios partidos que se disputaban el poder. En Inglaterra, el cambio de dinastía se debió a las derrotas sufridas en Francia: Enrique IV de Lancaster obtuvo el trono tras un largo conflicto.
En Francia, la locura de Carlos VI hizo que se formase un consejo de regencia presidido por la reina, aunque el poder estaba compartido en realidad por los grandes del reino: Luis de Orleans, jefe del partido armañac,, Felipe el Atrevido, duque de Borgoña y el duque de Berry, que en realidad actuaba fundamentalmente como mediador de los dos anteriores. La rivalidad se fue a agudizando a partir de 1404, cuando falleció Felipe el Atrevido y heredó sus vastos territorios su sobrino Juan sin Miedo, que pronto se enemistó con el duque de Orleans. A este se le acusaba, con cierta justicia, de estar arruinando las finanzas del reino. Luis de Orleans fue ganando influencia con la reina, contraria al intento del duque de Borgoña de dominar la corte, y sus adversarios borgoñones llegaron a acusarlo de ser su amante y el padre del delfín. La reina y Orleans trataron de alejar al delfín Luis de París en 1405, pero fueron alcanzados por sus contrincantes en Juvisy y obligados a volver a la capital. La tensión se agudizó notablemente a partir de ese momento y los dos bandos empezaron a acumular tropas. Juan sin Miedo hizo asesinar en noviembre de 1407 a su rival el duque de Orleans cuando este salía de visitar a la reina, lo que hizo que se desatase la guerra civil. En principio, sin embargo, los partidarios del duque de Orleans no se atrevieron a tratar a castigar al magnicida, pues esto suponía desencadenar la guerra. Los titubeos de los Armañac y el deseo de reconciliación del rey en los pocos momentos en los que recobraba la lucidez le permitieron al duque de Borgoña regresar a la corte desde Lille, donde se había refugiado en un primer momento. El soberano impuso una falsa reconciliación el 9 de marzo de 1409.
Frente al duque de Borgoña se reunieron en el partido contrario importantes señores feudales: los duques de Berry, Borbón y Orleans, el condestable Carlos d'Albret y el suegro del fallecido duque de Orleans, el conde Bernardo VII de Armañac, que dio nombre al partido. Este, ambicioso mercenario, aportó a sus temibles tropas gasconas, tomó la jefatura del bando enemigo al del duque de Borgoña en 1410 y fue nombrado condestable del reino en 1416. La religión también separaba a los dos partidos franceses: ingleses y borgoñones reconocían la autoridad del papa de Roma, mientras que los armañac tomaron partido por el de Aviñón.

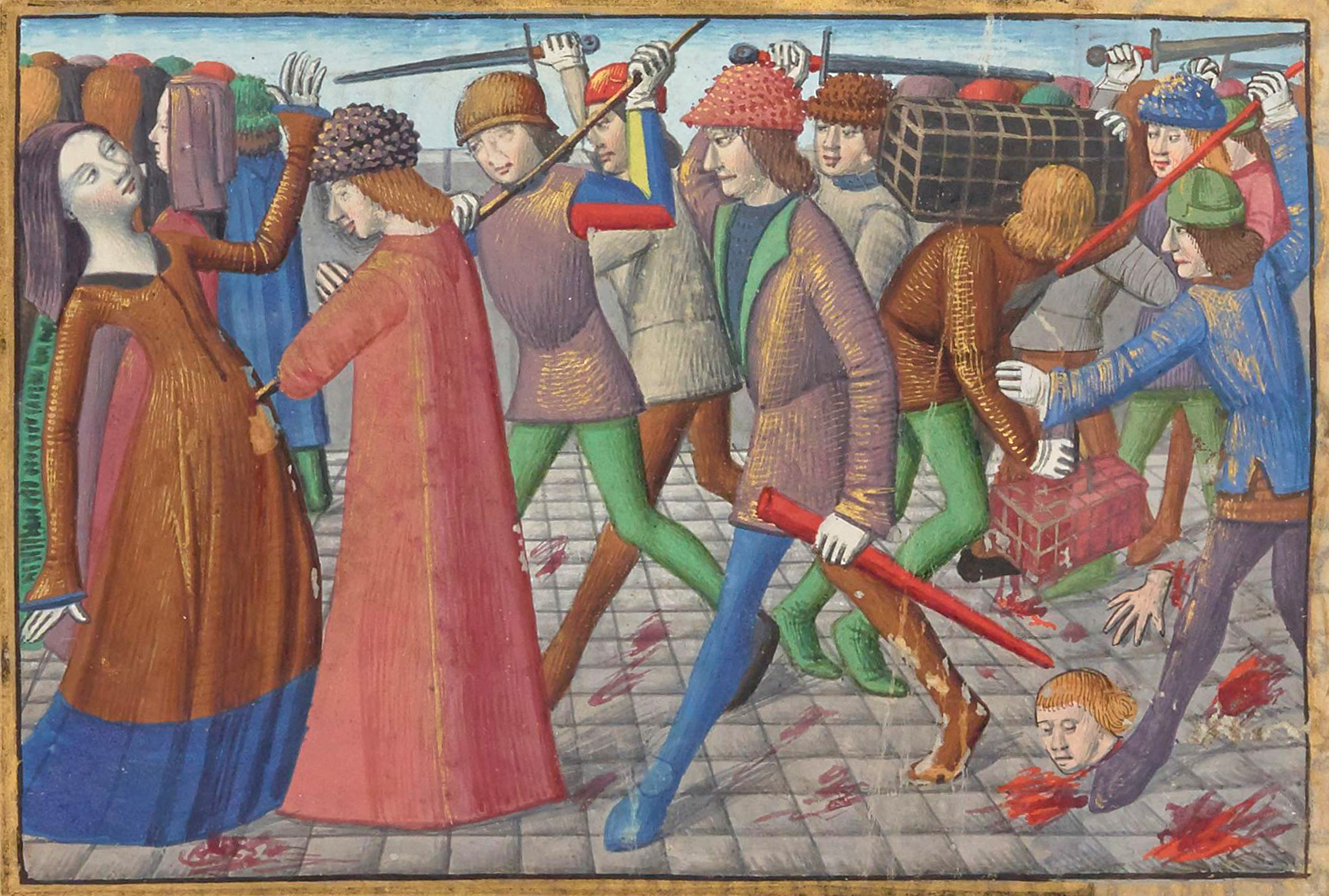
La revuelta de los cabochianos en una miniatura la obra de Marcial de Auvernia, La vigilias de la muerte de Carlos VII.

Los dos partidos representaban en realidad dos sistemas económicos, sociales y religiosos rivales: Francia, con su agricultura floreciente y su sistema feudal y religioso fuerte, e Inglaterra, fundamentalmente ganadera y proveedora de la lana que se tejía en Flandes, con un artesanado y una burguesía pujantes. Los armañac defendían el modelo francés; Juan sin Miedo, por el contrario, abogaba por el inglés: prometía mantener impuesto bajos y que los Estados Generales controlasen el Gobierno. Gozó del apoyo de los artesanos y los universitarios parisinos. El duque se erigió en paladín de las reformas y en perseguidor de la corrupción y de las malversaciones, granjeándose con ello el favor de la población parisina. Justificó el asesinato del duque de Orleans presentándolo con habilidad como un tiranicidio. Fue colocando a sus partidarios en los puestos clave de la administración y expulsó a los duques del consejo real. Llamó en su favor a Enrique IV para frenar a la amplia oposición de los príncipes, que habían cercado París; la llegada a Calais de un pequeño contingente inglés de dos mil hombres, el primero que llegaba a Francia en veintiocho años, bastó para acabar con el asedio, aunque los ingleses no penetraron en territorio francés y se retiraron pronto.
Sus adversarios también solicitaron el auxilio inglés y en mayo de 1412 pactaron la cesión de casi todas las conquistas de Carlos V a cambio de que se les enviase un ejército de cuatro mil soldados que debía servirlos durante tres meses. La ocupación borgoñona del Berry y la amenaza del Borbonesado hizo que los contrincantes del duque de Borgoña se aviniesen a escenificar una nueva y pasajera reconciliación en agosto, lo que limitó el alcance de la campaña inglesa a una incursión por Anjou y Poitou. El duque de Borgoña salió fortalecido del enfrentamiento y la posterior reconciliación y reunió a los Estados de Languedoil el 30 de enero de 1413, que debía servir para rematar la depuración de la Administración y obtener subsidios. Los príncipes, humillados, se ausentaron de París y se refugiaron en sus infantados y las sesiones quedaron dominadas por los partidarios del duque de Borgoña.
Juan se hizo con el poder en la capital y con la persona del rey en 1413. La ciudad quedó en manos de los cabochianos (cabochiens), seguidores del carnicero Simon Caboche, que se sublevaron al frente de la burguesía y desataron una matanza de armañac el 27 de abril. Promulgaron la ordenanza cabochiana el 27 de mayo, que seguía la estela de la gran ordenanza de 1357 y trataba de sanear drásticamente las finanzas, acabar con los abusos, fomentar el ahorro y mejorar la administración. Sus exacciones con la alta burguesía parisina les hicieron perder apoyos, y parte de la población reclamó el auxilio de los armañac, a los que les abrieron las puertas el 1 de septiembre. Juan sin Miedo hubo de abandonar la ciudad y estrechó lazos con los ingleses, cuya ayuda también buscaba el partido rival. En París, el terror de los armañac sustituyó al de los cabochianos. Las bandas del conde de Armañac, futuro condestable tras la muerte en la batalla de Azincourt de Carlos de Albret, señoreaban la capital.
El duque de Borgoña se había refugiado en septiembre de 1413 en Flandes. Despachó un ejército para tratar de recobrar París en febrero de 1414, que no lo logró. Sus rivales marcharon a continuación hasta Arrás, con la intención de despojarlo de sus posesiones. Para evitarlo, Juan entabló negociaciones con los ingleses, que fracasaron ante las pretensiones de estas, excesivas en opinión del duque.

#### Cambio de dinastía en Inglaterra: los Lancaster (1397-1413)
Eduardo III había dejado el trono a un menor, Ricardo II, en cuyo nombre gobernó al principio uno de sus numerosos tíos —Eduardo III había tenido doce hijos—, Juan de Gante, duque de Lancaster, que se encargó de firmar varias treguas. Ricardo era un ferviente admirador de la corte francesa y desposó a un hija de Carlos VI cuando quedó viudo de su primera esposa en 1394. La actitud conciliatoria de Ricardo se plasmó en intentos de transformar la tregua en paz definitiva, que fracasaron por la gran diferencia de posiciones, y en una serie de gestos francófilos: la evacuación de las plazas bretonas en 1391, la de Brest en 1397 o la devolución de Cherburgo a Carlos III de Navarra en 1393 —que este intercambio al rey francés por el ducado de Nemours en 1404—. Pese al fracaso de las primeras negociaciones, Ricardo insistió y obtuvo una entrevista con Carlos VI en Ardres (septiembre de 1396), que tampoco sirvió para poner fin a la guerra; en todo caso, en marzo se había acordado extender la tregua hasta 1423 y Ricardo desposó por poderes a Isabel de Valois, hija de Carlos VI. La política francófila de Ricardo no contaba apenas con partidarios destacados en Inglaterra, únicamente de su anciano tío, Juan de Gante, que falleció en 1399.
Los pacientes preparativos de Ricardo, que había ido nombrado obispos afines, atrayéndose al funcionariado y reclutado fuerzas leales en Cheshire y la generosa dote de su esposa le permitieron finalmente en 1397 deshacerse de la tutela de los barones en julio. Los cabecilla de este partido fueron asesinados o desterrados y Ricardo restableció temporalmente el absolutismo regio. Las simpatías francesas del rey y el imprudente intento de reintegrar las tierras de Lancaster a la Corona cuando falleció su tío el duque hicieron que la nobleza se alzase contra él, acaudillada por el heredero de Juan de Gante, Enrique. Este, expulsado por Ricardo, llegó a Francia en 1398, organizó a los descontentos y aprovechó la marcha del rey a campear a Irlanda en la primavera de 1399 para volver a Gran Bretaña y despojarle del poder. Ricardo fue destronado y luego asesinado a los pocos meses, mientras Enrique se sentaba en el trono inglés como Enrique IV. La rebelión había sido un intento de la nobleza por limitar el poder regio, como en el caso coetáneo de los Trastámara castellanos, pero Enrique pronto afirmó su posición frente a las poderosas familias nobles que trataron de limitar su poder (Percy, Mortimer o Arundel). El nuevo rey pasó el resto de su reinado, hasta su muerte en marzo de 1413, asentando su poder y desbaratando diversas ofensivas tanto internas, de nobles descontentos, como de galeses y escoceses y no acometió grandes ofensivas contra Francia, pese a haberse presentado frente a Ricardo como el campeón de los derechos ingleses en el reino vecino. Escocia quedó neutralizada por la muerte de Roberto II, el apresamiento de su heredero por los ingleses en 1406 y las continuas disensiones internas del pequeño reino. Gales, por el contrario, requirió constantes expediciones entre 1400 y 1409 para quedar sometido a la nueva dinastía. Desde 1411, los dos bandos franceses que se enfrentaban en la guerra civil trataron de granjearse su apoyo militar. Los armañac permitieron una primera incursión inglesa que cruzó de Cherburgo a Burdeos en 1412 y suscitó una pasajera reconciliación de los bandos ante la alarma que suscitó.
Enrique V, hijo de Enrique IV, comprendió la necesidad de unir a la nobleza contra un enemigo común, y de atacar Francia. Reivindicó para justificarlo la herencia de Guillermo el Conquistador y de los Plantagenêt: Normandía y Aquitania, la mitad de Francia. Trató con los dos bandos enfrentados en Francia. Los armañac le propusieron entregarle Aquitania y la mano de Catalina, hija del rey francés que hubiese llevado consigo una rica dote, pero se negaron a cederle Normandía. El duque de Borgoña, por su parte, también accedió a ceder amplios territorios, pero no colmó las ambiciones inglesas, por lo que tampoco fructificaron sus tratos con el soberano inglés.

#### Reanudación de la guerra: las campañas de Enrique V (1415-1422)
Enrique se proclamó rey de Francia en 1415 por ser nieto de Eduardo III y descendiente directo de Felipe el Hermoso, mientras que los Valois descendían de un hermano menor de este; desembarcó en Chef-de-Caux el 13 de agosto, cerca de la futura ciudad de El Havre al frente de un ejército de trece mil soldados. Terminaba así una fase de treinta y cinco años de paz relativa. Por una vez, el monarca inglés no deseaba limitarse a realizar una cabalgada por Normandía, sino a adueñarse de la región. Tomó Harfleur tras cinco semanas de asedio, a cuyos habitantes expulsó para instalar en la ciudad colonos ingleses. Sin embargo, la disentería comenzó a hacer estragos entre la tropa y el rey hubo de abandonar la conquista. Decidió regresar a Inglaterra desde Calais.

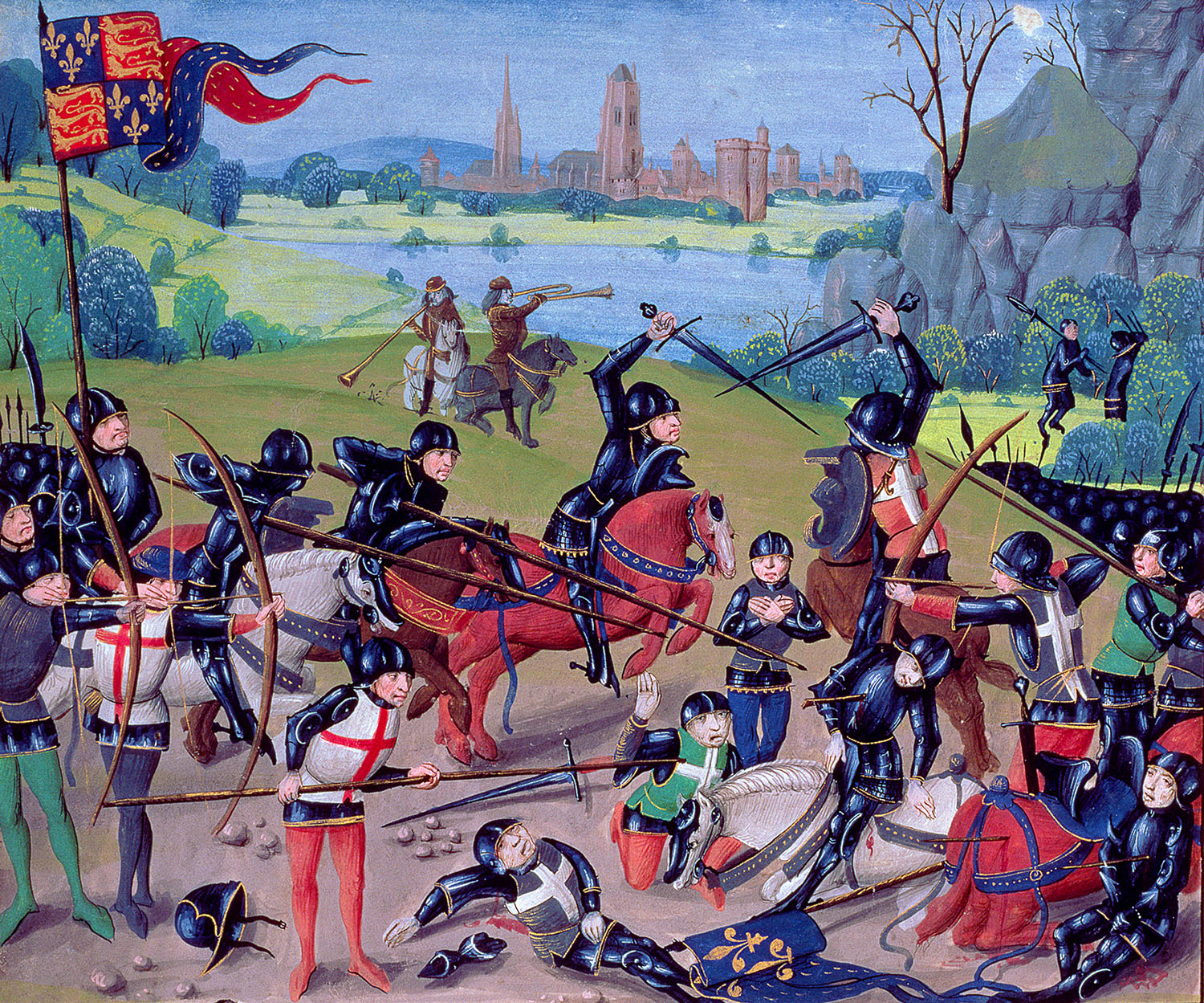
La batalla de Azincourt, en una miniatura de la Crónica de San Alban.

Armañac y borgoñones aparcaron sus diferencias con cierta dificultad para hacer frente a la invasión inglesa. Pactaron la Paz de Arrás entre septiembre de 1414 y febrero de 1415, que anuló el destierro del duque de Borgoña; la situación entre los dos bandos franceses siguió siendo tensa pese a todo. El ejército francés alcanzó a Enrique V cuando este cruzaba Picardía camino de Calais. Sin embargo, los armañac se opusieron a que el duque de Borgoña tomase el mando general del ejército y este se retiró con sus hombres, lo que redujo el ejército a unos veinte mil soldados. El resultado fue una nueva repetición de Crecy: la pobreza táctica francesa y la mediocridad del mando permitieron que los ingleses volviesen a acabar con buena parte de la nobleza francesa en la batalla de Azincourt del 25 de octubre de 1415. La victoria inglesa permitió que el ejército victorioso pudiese embarcarse sin percances rumbo a Inglaterra el 16 de noviembre, agravó las disensiones entre las fracciones francesas y allanó el camino a nuevas campañas de Enrique V en Francia. Los armañac trataron infructuosamente de recuperar Harfleur con el concurso de la flota castellana en agosto de 1416. La defensa del reino quedaba completamente en sus manos tras el acuerdo que Enrique V logró con el duque de Borgoña, que prometió hacerse vasallo del rey inglés cuando este consiguiese hacerse con Francia.
El rey inglés recaudó fondos para emprender la conquista mediante asedio de los castillos franceses fortificados en tiempos de Carlos V. Volvió a Normandía dos años después de la victoria de Azincourt con un ejército de entre diez y doce mil soldados y poderosa artillería. El objetivo era el mismo que en 1415: la conquista del ducado normando. Caen fue tomada tras denodada resistencia el 20 de septiembre y su población expulsada, como en su día lo había sido la de Calais. Argentan y Alenzón cayeron al mes siguiente. La guerra civil francesa facilitó las conquistas de Enrique V de Inglaterra: se hizo con todas los castillos y ciudades normandas en menos de dos años. Ruan se había rendido por hambre el 19 de febrero de 1419. Únicamente Mont-Saint-Michel resistía al monarca inglés en la primavera de 1419.
Armañac y borgoñones estaban enfrascados en una guerra civil que les impidió esta vez hacer frente a la nueva expedición inglesa; el rey para entonces estaba incapacitado y el delfín Carlos —luego Carlos VII— era demasiado joven para actuar por su cuenta. París y el rey estuvieron en manos de los primeros desde 1413 hasta 1418; Isabel de Baviera huyó de su destierro en Tours el 8 de noviembre de 1417 y recibió el amparo de Juan sin Miedo en Troyes. Los atropellos de los armañac siguieron a los de los borgoñones, por lo que la capital volvió a entregarse a estos el 29 de mayo de 1418 con la complicidad de la reina; la política borgoñona de bajos impuestos en las ciudades que dominaban les había vuelto a atraer a la población parisina, tras haberles otorgado el control de otras en Picardía y Champaña. El nuevo cambio de dueño desató otra matanza: los armañac fueron pasados por las armas en una nueva carnicería en junio. El delfín huyó de la ciudad y trató de recuperarla a los pocos días, peros sus mercenarios, aunque entraron en ella, se desperdigaron en busca de botín y fueron finalmente vencidos; Carlos se retiró a su infantado del Berry, dejando los territorios del norte del reino en manos de los borgoñones. El delfín Carlos, a quien su padre había nombrado lugarteniente del reino en junio de 1417, se proclamó regente en diciembre. Se hizo con la jefatura del partido armañac y se instaló en Bourges. En realidad era el condestable de Armañac quien ostentaba el poder en esta fracción.

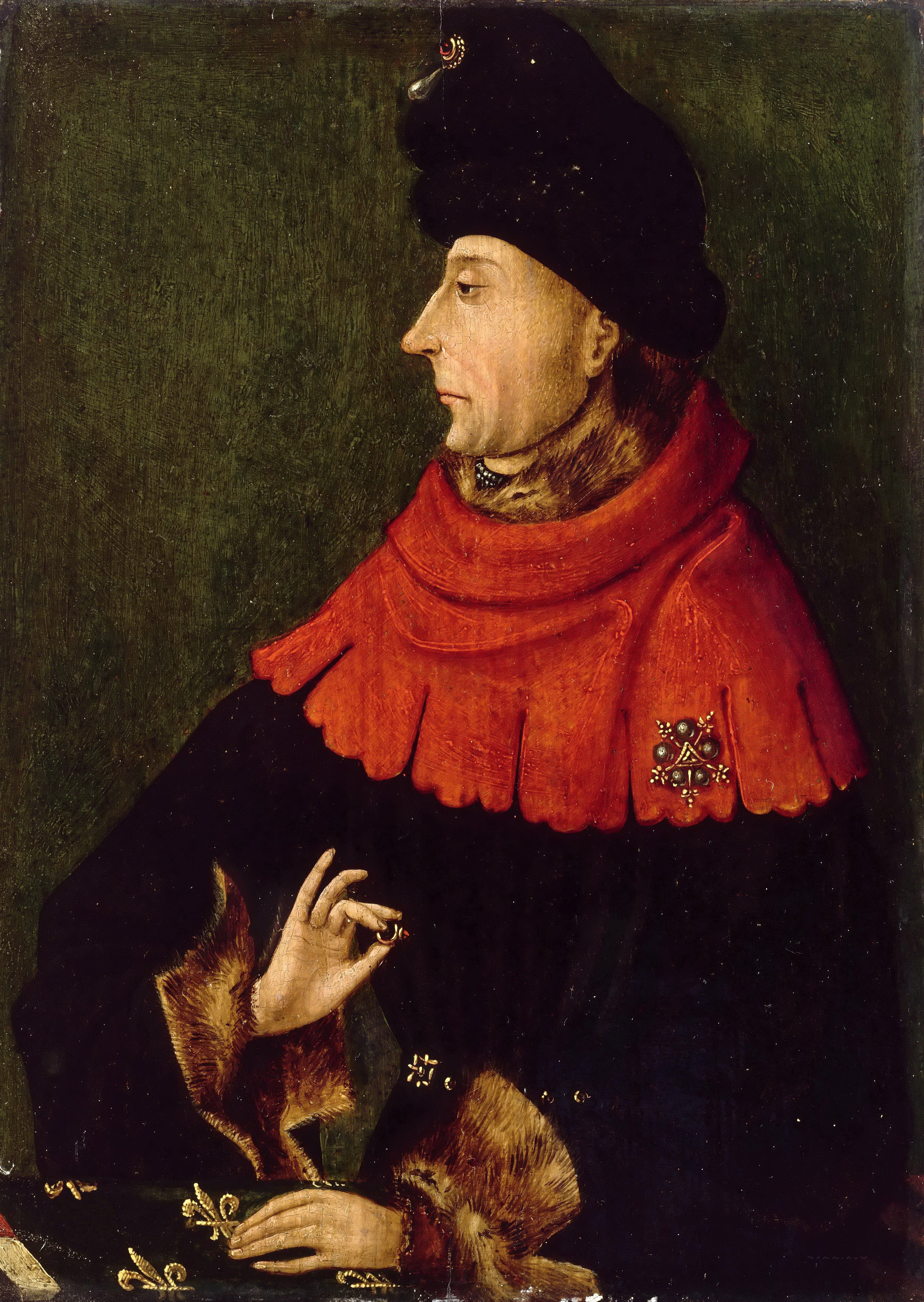
Retrato de Juan sin Miedo, duque de Borgoña, jefe del partido borgoñón, fue asesinado cuando se entrevistaba con su contrincante el delfín, lo que desencadenó la liga entre borgoñones e ingleses.

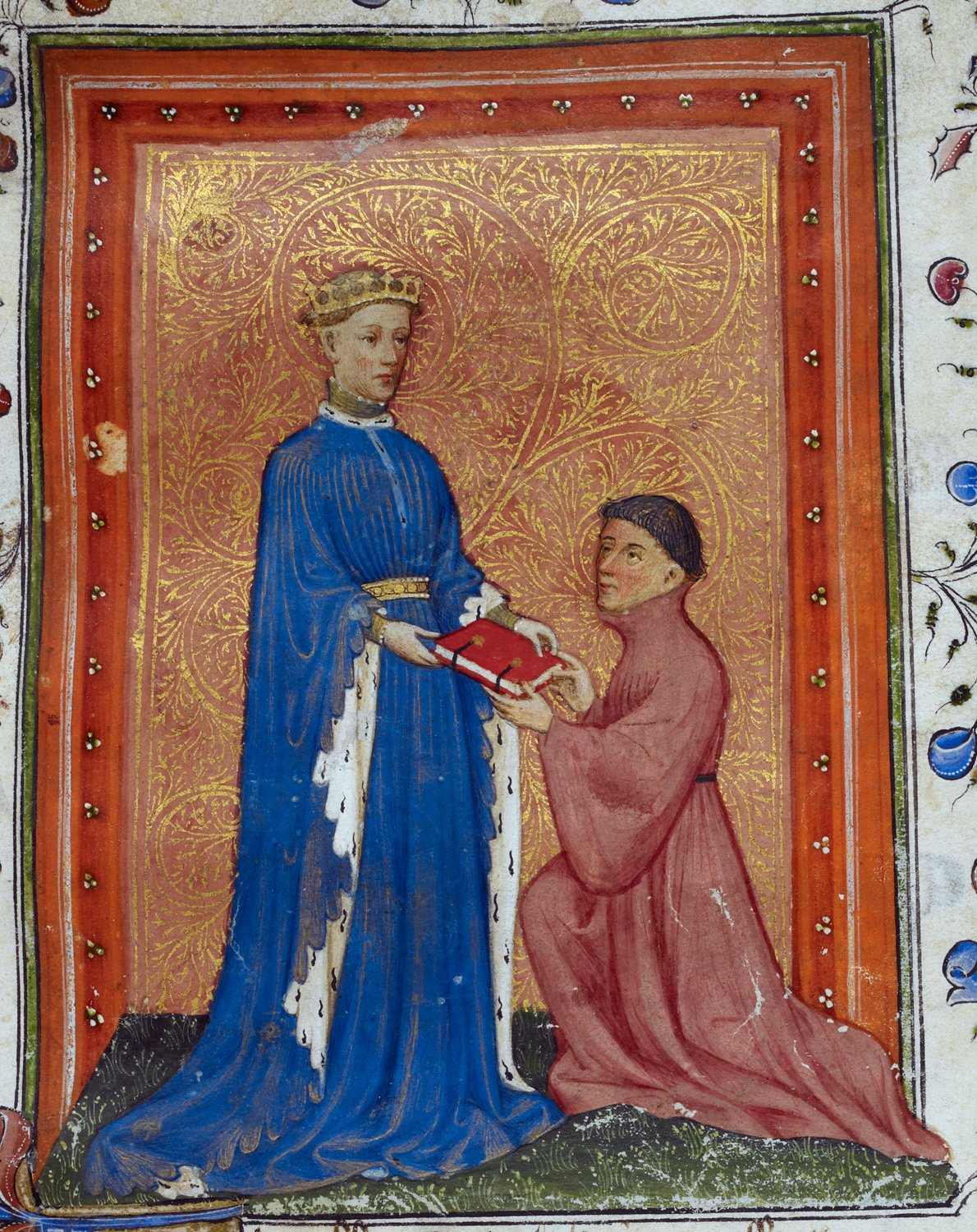
Enrique V de Inglaterra (de pie), en sus tiempos como príncipe de Gales, en una miniatura de 1411-1413.

Los ingleses estaban ya en situación de apoderarse de París en 1419, lo que impelió a armañac y borgoñones a tratar de unir fuerzas finalmente; el duque de Borgoña y el delfín se reunieron en el puente de Montereau el 10 de septiembre, tras diversas y poco fructíferas negociaciones en los meses anteriores. El duque fue asesinado durante la entrevista por partidarios del delfín; este rehusaba pactar con sus contrincantes. Se acusó al delfín de ser el instigador del magnicidio, que resultó catastrófico para su partido: Felipe el Bueno, hijo del asesinado, se coligó abiertamente con Inglaterra en diciembre e impuso a Carlos VI la firma del Tratado de Troyes del 21 de mayo de 1420, para entonces ya completamente demente. El tratado lo habían impulsado los grupos de poder parisinos (burguesía, Universidad, consejeros de la Corona) ante la imposibilidad de hacer frente a la ofensiva inglesa. Disponía que Carlos VI conservase la corona hasta su muerte, que su hija Catalina desposase al rey inglés y que este heredase Francia, que quedaría separada de Inglaterra y con sus leyes propias, pero con un soberano común. El delfín fue desheredado y su propia madre lo declaró hijo ilegítimo. Enrique desposó a Catalina el 2 de junio. El rey inglés fue además regente desde 1421. Los Armañac denunciaron el tratado y argumentaron en su favor el antecedente de la sucesión de Carlos IV y la ley sálica para intentar vetar la sucesión a cualquier hijo que tuviese Catalina. Francia quedó dividida en tres: los territorios al sur del Loira salvo la Guyena eran fieles al delfín, el noroeste estaba en poder de los ingleses y el resto, en el de los borgoñones.

Situación de Francia en 1429:

Carlos se encontró con la necesidad de reconstruir la Administración Pública y pagar tropas tras haber perdido el control del norte del reino. Optó por cambiar la ley de la moneda para obtener fondos rápidamente, ya que los ingresos habituales de la Corona se recaudaban únicamente una vez al año o incluso cada tres, carecía de crédito para solicitar nuevos empréstitos y al Valois le urgía obtener fondos. La devolución monetaria se debió también a la continua mengua de los ingresos reales, que llevaban reduciéndose desde la década de 1390, en parte debido a la crisis política francesa. Esta reducción se sumó a la pérdida de los ingresos de Normandía y de las tierras de realengo en la Isla de Francia y los territorios aledaños.

#### Las tres Francias
Enrique V y Carlos VI murieron en 1422. Carlos VI, fallecido el 22 de octubre, había mantenido las simpatías populares hasta la muerte, pese a los treinta años de locura. Enrique VI, hijo de Enrique V, quedó como rey tanto de Inglaterra como de Francia, pero era aún menor de edad —apenas tenía ocho meses cuando falleció su padre el 31 de agosto—, lo que retrasó el conflicto con sus enemigos franceses. Dos hermanos del difunto rey se repartieron el poder: el duque de Gloucester quedó como protector de Inglaterra, mientras que en Francia el regente era teóricamente el duque de Borgoña, pero en la práctica lo era el de Bedford, jefe militar encargado de las zonas ocupadas, excelente administrador, y que en abril de 1423 estrechó lazos con Borgoña y Bretaña. Para entonces la situación financiera inglesa era mucho peor que en años anteriores, lo que complicaba emprender nuevas campañas militares para someter los territorios franceses que habían rechazado lo estipulado en Troyes. Enrique había exigido esfuerzos excesivos a Inglaterra para sus campañas francesas, que se mantuvieron con creciente dificultad. Además, la contribución menguó notablemente tras la obtención por Enrique de la Corona francesa: Inglaterra consideraba que, a partir de entonces, la carga de someter a las provincias rebeldes competía a los súbditos franceses. Las escasas tropas inglesas que pasaron a Francia tras el fallecimiento de Enrique V tuvieron que pagarse con dinero francés.
Enrique —y luego su hermano el duque de Bedford— podía contar con la tradicional lealtad de la Guyena, el dominio férreo de Normandía pese a las partidas de campesinos opuestos a la autoridad inglesa y un control bastante más débil de la zona parisina, Maine, Champaña y Picardía. La escasez de tropas y la necesidad de continuar las operaciones militares para someter por completo el reino impedían dominar estrechamente las provincias supuestamente sometidas y obligaban a concentrar el grueso de los hombres disponibles en algunas guarniciones y en el ejército que trataba de dominar Maine y Anjou. Borgoña, por su parte fue distanciándose lentamente de Inglaterra, tratando con el Carlos y frustrando las operaciones militares de su supuesto aliado. Los ingleses no podían confiar completamente en la fidelidad de las guarniciones leales al duque de Borgoña, que actuaban por su cuenta, ni en las tierras que admitían su autoridad, en las que ejercían una influencia vaga y débil. El control inglés era especialmente endeble en el campo, donde subsistieron territorios y grupos fieles al delfín Carlos, si bien su fuerza y situación cambió con el tiempo. En conjunto, los ingleses nunca llegaron a señorear firmemente el norte de Francia.
Los partidarios del delfín lo reconocieron como rey rival (Carlos VII). Carlos contaba con el apoyo de importantes familias nobles, como los Orleans, Borbón, Anjou, Foix y Comminges. Tenía la ventaja de dominar un territorio compacto, sin zonas fieles al adversario y sin bandas enemigas, al contrario de lo que sucedía en el norte del reino. Un territorio en conjunto más amplio y más rico que el administrado por los Lancaster. Además de gozar del apoyo de la mayoría de las grandes familias nobles del país, tuvo asimismo la del funcionariado purgado por el duque de Borgoña, que le permitió organizar una Administración Pública paralela a la angloborgoñona. Se coligó con Escocia, que le aportó arqueros que permitieron equilibrar la situación militar ante la ausencia del duque de Borgoña, dedicado a aumentar sus posesiones en el Henao y Holanda. También mantuvo la alianza con Castilla y la simpatía de Saboya. Su principal debilidad era la falta de un equipo de colaboradores eficaz, las continuas intrigas de su corte y su propia indolencia. La mala administración perjudicó además la gestión de los ingresos, probablemente dilapidados por los cortesanos durante los primeros años de reinado y que llevó a nuevas devaluaciones monetarias para obtener fondos. La desorganización del «reino de Bourges» se plasmó también en las caóticas operaciones militares, dependientes fundamentalmente de las bandas armañac, indisciplinadas y propensas al saqueo, y de mercenarios, más eficaces pero también rapaces.

#### Fortalecimiento de Borgoña: el fiel de la balanza
El duque Felipe III de Borgoña se dedicó a consolidar los amplios territorios heredados. Influía en Brabante desde 1406 y sometió luego a su autoridad otros territorios próximos: Namur (1421), Henao y Holanda (1428). Además, estrechó lazos con Inglaterra y Bretaña mediante matrimonios, como ya habían hecho sus antepasados con Austria (1378), Baviera (1385), Saboya (1386) y Luxemburgo (1393). Borgoña, potencia creciente, había favorecido en Troyes la opción de la doble monarquía anglo-francesa con rey común, pero con el tiempo fueron aflorando las diferencias de intereses con Inglaterra.
El duque de Bedford cedió Champaña y Brie a Felipe en 1430 para tratar de mantener la liga con él, aunque para entonces estas regiones contaban con importantes plazas en poder del enemigo. El comienzo del cambio de bando de Felipe se dio con la firma de una tregua de seis años que se firmó en 1431 merced a la mediación papal.

#### Los combates de la década de 1420
Los enfrentamientos de la época, una serie de cabalgadas y batallas entre las que se contaron las de Baugé, Cravant, La Brossinière y, Verneuil o el sitio de Montargis, que no cambiaron la situación. El comienzo de la década de 1420 se caracterizó por el avance anglo-borgoñón por Maine. Los coligados vencieron en Cravant en julio de 1423 a un ejército del delfín que intentó penetrar en Champaña, pero perdieron semanas después en La Brossinière. El duque de Borgoña logró con apuros fijar el frente oriental en el Loira. La modesta victoria de La Brossinière animó a los partidarios de Carlos VII a tratar de arrebatar Normandía al enemigo, pero fueron vencidos contundentemente en Verneuil el 17 de agosto de 1424. La población había hecho un gran esfuerzo inútil para reunir el dinero para pagar a los mercenarios escoceses del condestable Buchan y los lombardos, que fueron aniquilados en una nueva repetición de Poitiers o Azincourt. Paradójicamente, la población recibió como una liberación el exterminio de los mercenarios, pese a suponer una grave derrota para los Valois. El duque de Bedford no pudo sacar provecho de esta victoria porque sus aliados comenzaron a abandonarlo. El duque de Bretaña se reconcilió temporalmente con Carlos VII y su hermano Arturo de Richemont fue nombrado condestable, cargo en el que desempeñó un destacado papel en los años siguientes. Cayó en desgracia en 1427, cuando hubo de refugiarse en Bretaña.
Carlos VII se encontraba más débil que nunca en 1428: el enemigo había ocupado finalmente las tierras entre el Sena y el Loira y se aprestaba a acometer a Carlos en el núcleo de los territorios que le eran fieles, el Berry, y para ello preparó el cruce del Loira. Los ingleses reanudaron la ofensiva en 1428 asediando Orleans desde el 12 de octubre, tras lentos preparativos estivales. La plaza tenía importancia estratégica en cuanto llave del Loira y se consideraba un símbolo de legitimidad de Carlos. En realidad nunca quedó completamente aislada, sino simplemente cercada por una serie de bastidas que entorpecían el acceso a ella, aunque habría terminado por capitular si no hubiese sido socorrida. Los primeros intentos de auxiliarla fracasaron estrepitosamente. Orleans se avino a rendirse al duque de Borgoña en febrero de 1429, pero los ingleses se negaron a no apoderarse de ella como había dispuesto el Tratado de Troyes, lo que disgustó a los borgoñones, que se retiraron del asedio. En ese momento, cuando la ciudad estaba a punto de capitular, se dio la intervención de Juana de Arco.

### Pérdida paulatina de los territorios ingleses en Francia

#### Juana de Arco

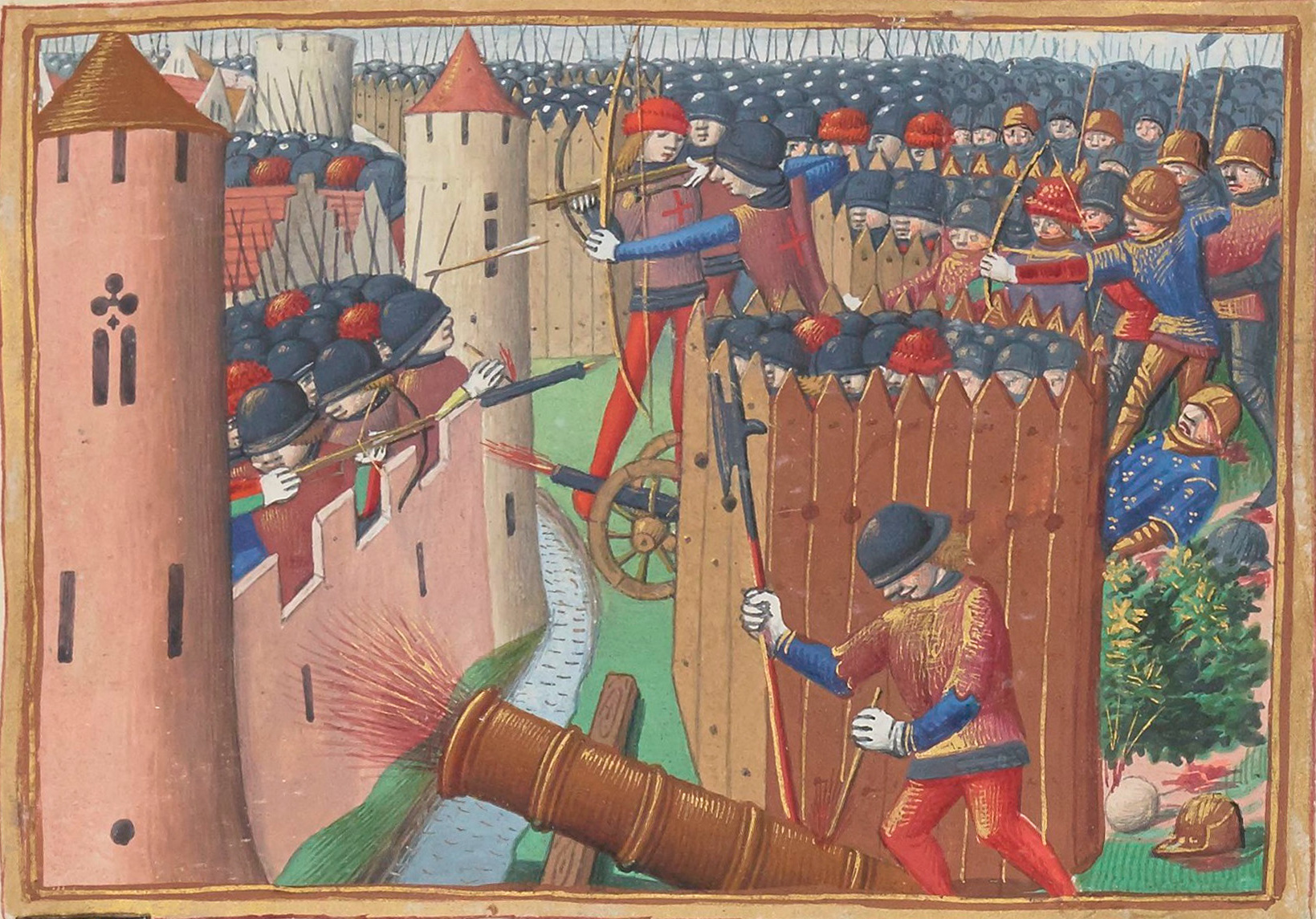
El sitio de Orleans en una miniatura de las Vigilias del rey Carlos VII de Marcial de Auvernia.

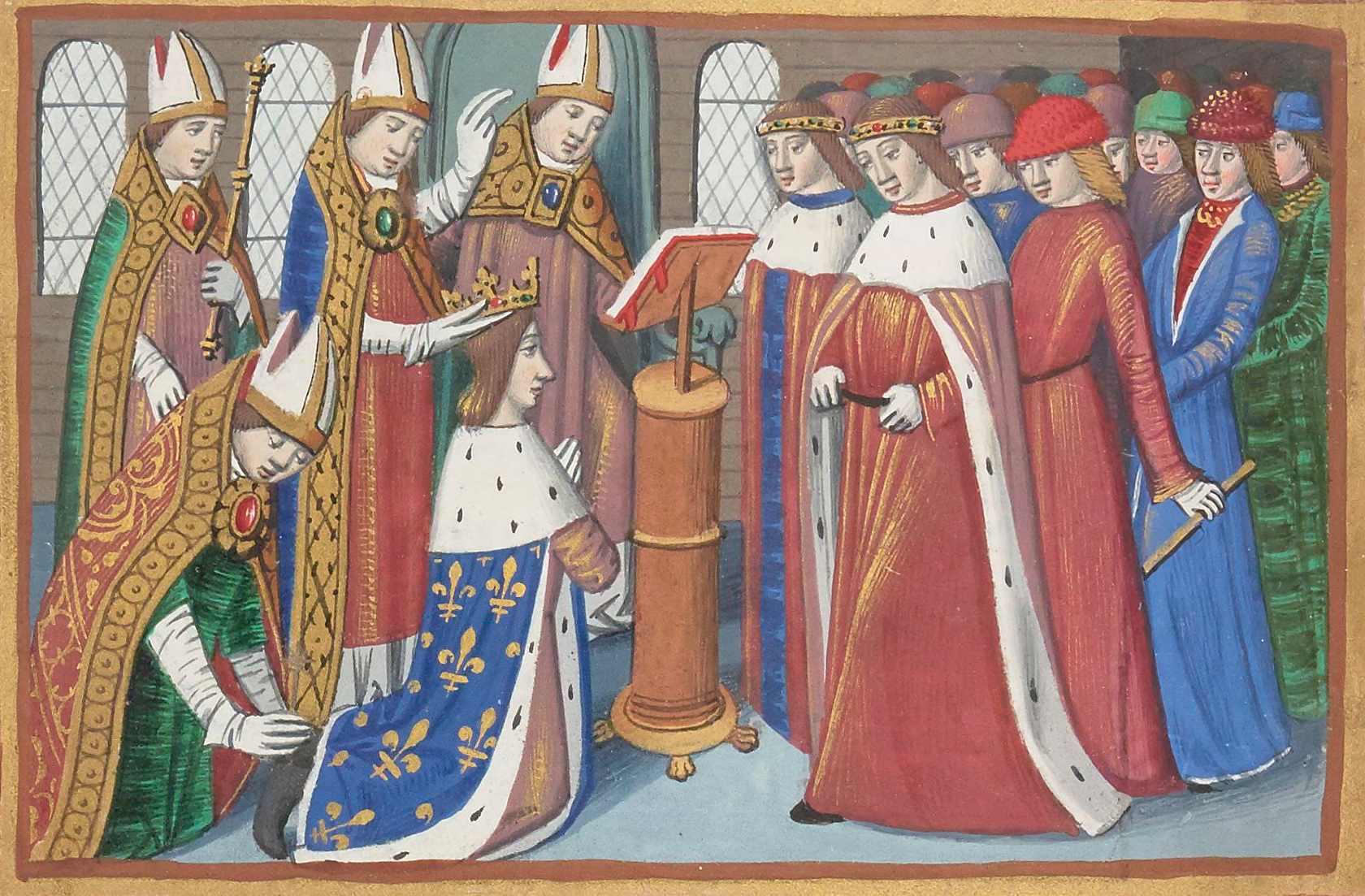
Coronación de Carlos VII en Reims.

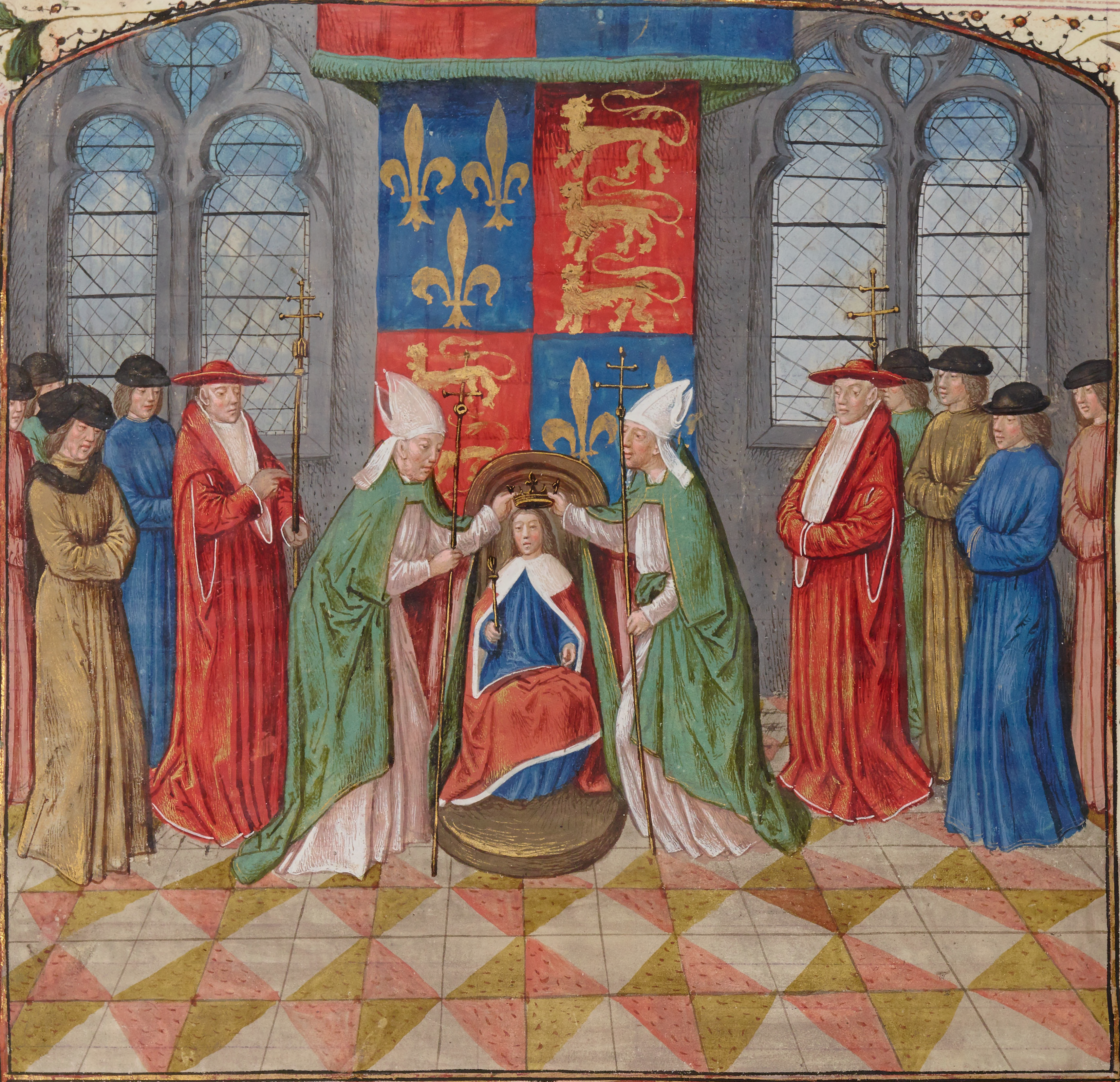
Coronación de Enrique VI como rey de Francia en la catedral de Nuestra Señora de París.

Carlos VII aceptó enviar a Juana de Arco, joven campesina de Lorena sin experiencia militar, a socorrer Orleans, cercada laxamente por los ingleses. El invierno, las dificultades de abastecimiento y las enfermedades habían debilitado para entonces a los cuatro mil sitiadores. Juana logró penetrar en la ciudad el 29 de abril de 1429, acompañando a la gran caravana de abastecimiento que se había preparado para avituallar la plaza. El 4 de mayo los franceses tomaron una de las bastillas que rodeaba la ciudad y en los días siguientes se apoderaron de otras dos. Los ingleses abandonaron el cerco el 8 de mayo, tras intentar en vano librar una batalla campal con el enemigo. La liberación de la ciudad era el primer triunfo en mucho tiempo de los partidarios de Carlos VII, aunque tuvo más trascendencia psicológica que militar. A continuación, cayeron en manos de los partidarios de Carlos las demás posiciones inglesas junto al Loira.

Principales batallas y operaciones en Francia entre 1415 y 1453.

Juana deseaba encaminarse a continuación a Reims, pese a la dificultad aparente de la operación dado que la ciudad se encontraba en plena zona borgoñona. En realidad, algunas de las ciudades se entregaron sin resistir al ejército de Carlos. Carlos VII podría haber sido coronado en Orleans como ya lo había sido en el pasado Luis VI, pero el serlo en Reims reforzaría notablemente su prestigio y legitimidad. La victoria francesa en la batalla de Patay (18 de junio de 1429) en las que las tropas del delfín las mandó el nuevo condestable Arturo de Richemont pese a que Carlos atribuyó la victoria a Juana, permitió la coronación. El acto, pese a lo austero —solamente asistieron tres obispos, ninguno de los pares del reino y los símbolos regios no se pudieron usar por estar en París—, reforzó el prestigio de Carlos frente a su contrincante. Las conquistas de sus partidarios continuaron a lo largo del verano (Laon, Senlis, Soissons y, finalmente, Saint-Denis), pero se frenaron en el otoño, con el fracaso ante París el 8 de septiembre, aún firmemente borgoñona y temerosa de nuevas matanzas si era tomada por Carlos VII. El prestigio de Juana, pese a los últimos reveses, originó envidias entre los colaboradores del rey, que la despacharon con escasos medios a campear en una expedición de resultado ambiguo (derrota ante La Charité-sur-Loire, pero victoria en Louviers y Château-Gaillard). Juana perdió influencia a partir de la coronación de Carlos, que dejó de apoyarla. La falta de fondos y la llegada del invierno hizo que Carlos VII ordenase un repliegue hacia el Loira y el licenciamiento de la mitad de las tropas. La fracción cortesana partidaria de la diplomacia lo convenció de entablar conversaciones con el duque de Borgoña. La corte preveía para 1430 afianzar lo conquistado y no adquirir nuevos territorios, por lo que Juana marchó en campaña con algunos de sus seguidores, sin respaldo real. La hacienda real había quedado agotada por la expedición de la coronación y no contaba con dinero para reunir un ejército ese año, por lo que únicamente las bandas de mercenarios que robaban a la población operaron en 1430. Juana fue apresada el 23 de mayo cuando trataba de socorrer Compiègne, que se había pasado a Carlos VII, por Juan de Luxemburgo, que la vendió a los ingleses. Carlos VII no hizo intento alguno por libertarla, pues su proceso lo libraba de una molesta partidaria de la guerra al ultranza. Para los ingleses, el juicio de la prisionera era una forma de desacreditarla e, indirectamente, a Carlos VII. La juzgó, de manera impecable para la época, un tribunal eclesiástico presidido por el obispo de Beauvais, Pierre Cauchon, partidario del partido borgoñón. Condenada por herética y relapsa al haber confesado sus errores y luego haber renegado del arrepentimiento pasajero, fue quemada en Ruan el 30 de mayo de 1431. La muerte de Juana no acabó con el proyecto de expulsar a los ingleses de Francia, que dirigieron entre otros algunos de sus estrechos colaboradores de su corta carrera militar, pero este se alargó durante más de veinte años y necesitó tanto de operaciones militares como de maniobras diplomáticas para poder concluirse.

#### Empeoramiento de la posición inglesa
La maniobra de coronación descolocó a Enrique VI, que había sido coronado rey de Inglaterra en Westminster en 1429, pero aún no de Francia; hubo de serlo en la catedral de Nuestra Señora de París el 17 de diciembre de 1431, en una ceremonia deslucida por la ausencia de gran parte de los obispos franceses. Las continuas incursiones enemigas en la comarca parisina hicieron que Enrique abandonase la ciudad pasada la Navidad. Ni el ajusticiamiento de Juana de Arco ni la coronación en París mejoraron sustancialmente la situación inglesa, cada vez más débil por la pérdida paulatina del apoyo de la burguesía y del pueblo llano en general, aunque la Administración y la Universidad siguió fiel a Enrique; el descontento se plasmó en el aumento del número de levantamientos.
La situación política y militar de Inglaterra comenzó a empeorar a partir de 1431. Nunca había logrado ocupar firmemente los territorios obtenidos en el Tratado de Troyes: Picardía y Champaña lo estaban solamente en parte y en la Isla de Francia había partidarios de Carlos VII que conservaban algunas plazas fuertes y otros que se refugiaban en los bosques de Hurepoix. Los territorios entre el Saona y el Loira estaban divididos en cuanto al rey que reconocían como señor Los capitanes franceses Dunois, La Hire, Barbazan y el mercenario Rodrigo de Villandrando atacaron repetidamente tanto la Champaña como la Isla de Francia con sus bandas de saqueadores apodadas por la población «desolladores» (écorcheurs). Paradójicamente, la población no culpaba de sus desmanes a Carlos, en cuyo nombre talaban las provincias septentrionales, sino a los ingleses, incapaces de ponerles fin y asegurar el orden. Por añadidura, el odio que habían suscitado los ingleses entre parte de la población originó numerosos levantamientos, que hicieron que, por ejemplo, la situación en Normandía se hiciese cada vez más difícil para aquellos. Los franceses estuvieron a punto de apoderarse del castillo de Ruan en 1432. En 1434, Normandía se hallaba casi totalmente en rebelión tras el aumento de impuestos que aplicó la administración inglesa, pese a la cruenta represión que ordenó el duque de Bedford. Juan sin Miedo había prometido rebajas fiscales que los ingleses no pudieron cumplir. Incluso la fundación de la Universidad de Caen en 1432 supuso complicaciones: para los maestros de la de París, supuso la aparición de competencia y enemistó a estos con los ingleses. En París las simpatías por los ingleses también estaba menguando según crecían las dificultades y el acoso de las bandas de Carlos VII.
La Hire y Saintrailles aplastaron al ejército inglés del conde de Arundel en la batalla de Gerberoy.

#### Cambio de bando de Borgoña
La derrota y la presión de las ciudades flamencas y de París, que deseaban la paz por motivos económicos, hicieron que el duque de Borgoña se aviniese a tratar con el enemigo. Para Carlos, indolente y más propenso a la diplomacia que a la guerra, la conciliación con el duque era también aconsejable, la mejor manera de someter a su autoridad el norte del país, ya que tampoco contaba con recursos para imponerse por las armas. Los contactos entre ambos nunca habían cesado por completo y se intensificaron ya desde 1432. Las conversaciones comenzaron en Arrás en agosto de 1435, y a ella acudieron representantes del duque de Borgoña así como de los dos reyes enfrentados. La oferta de paz inglesa fue pronto descartada y a finales de mes el legado pontificio criticó su postura con dureza, al tiempo que admitía la legitimidad de Carlos VII. Los delegados ingleses se retiraron una semana después, en teoría para consultar con su señor, si bien la marcha fue definitiva y allanó las negociaciones entre Carlos VII y Felipe de Borgoña.
Carlos VII se disculpó en 1435 por el asesinato de su padre, lo que permitió la firma del Tratado de Arrás entre armañac y borgoñones. El tratado amplió los territorios del duque de Borgoña, que recibió los condados de Auxerre, de Mâcon, de Ponthieu y Boulogne, los señoríos de Péronne, Royes y Montdidier y como aval del cumplimiento del pacto ciudades de Picardía (Amiens, San Quintín, Corbie y Abbeville, entre otras). Felipe quedaba eximido de hacer homenaje a Carlos durante el resto del reinado de este y también de prestarle ayuda militar. El tratado acabó con el equilibrio entre los dos contendientes, dando clara ventaja al bando francés frente al inglés; solamente un gran señor francés reconocía ya la autoridad de Enrique: el duque de Bretaña. Todos los territorios dominados por el duque de Borgoña pasaron a someterse a la autoridad de Carlos. Estallaron casi al punto alzamientos la región de Caux y en el valle de Vire. Casi de inmediato, los franceses se hicieron con Dieppe, Montivilliers y Harfleur. La Isla de Francia pasó a manos de Carlos VII durante el invierno de 1435. París, agotado y cercado, abrió las puertas al condestable Arturo de Richemont el 13 de abril de 1436. Este proclamó el perdón general del rey. Mientras, este reordenaba el reino y se aprestaba a continuar la reconquista de territorios. Para entonces Enrique VI solamente conservaba en Francia parte de la Guyena, la mayor parte de Normandía y una sección de Maine. El acuerdo entre Carlos y el duque de Borgoña supuso casi la reunificación total del reino, pero para la población marcó el comienzo de otra época de atrocidades por parte de las tropas licenciadas, que se dedicaron a saquear el país, salvo las ciudades con defensas más recias, las únicas que pudieron evitar sus desmanes. Los jefes de estas bandas operaban casi con impunidad y en ocasiones incluso proclamaban actuar en nombre del rey.
La ventaja militar de Carlos quedó compensada en parte por la derrota borgoñona cuando las milicias flamencas trataron de arrebatar Calais a los ingleses en 1438. El grave revés y la posterior tala del territorio flamenco del duque obligaron a este a firmar una tregua con los ingleses.

#### Vanos intentos de firmar la paz, tregua de Tours (1439-1449) y reformas militares francesas

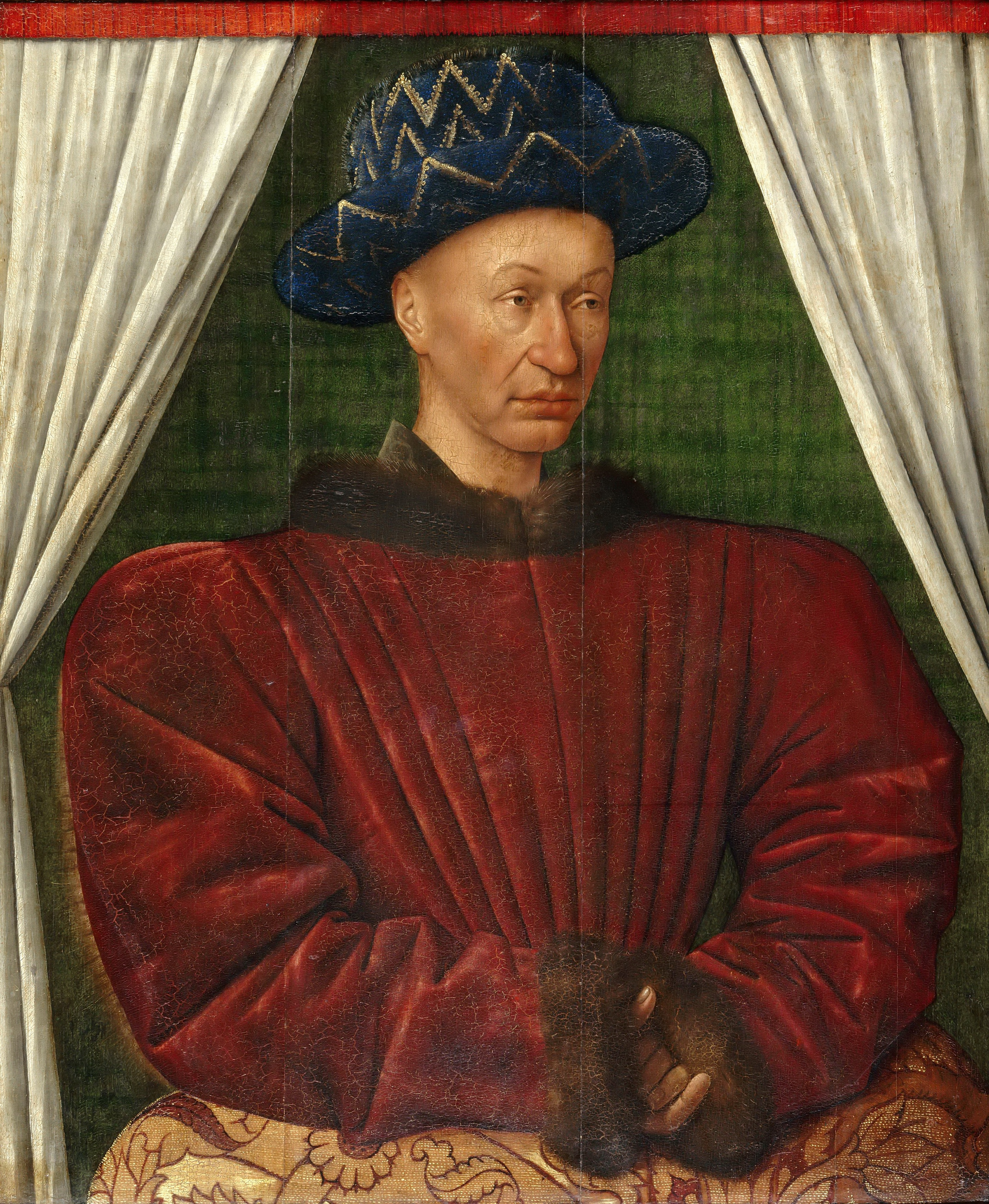
Carlos VII, retratado por Jean Fouquet.

La conferencia de paz de Gravelinas de 1439 fracasó por las mismas razones que la anterior de Arrás: las grandes diferencias entre las posiciones de los dos reyes rivales. Carlos VII hubo de aplastar al año siguiente una peligrosa conjura, la de la Praguerie, en la que participaron tanto el duque de Borgoña como destacados miembros de la nobleza (los duques de Anjou, Borbón, Bretaña y Alenzón, además del mismo delfín). La conspiración buscaba limitar el poder real, ya había tenido un precedente menor en 1337 y solicitó ayuda a los ingleses, lo que no impidió que fuese aplastada por el ejército del rey a lo largo de 1440 y 1441. La superioridad militar del rey respecto de los rebeldes y la falta de participación del duque de Borgoña hicieron fracasar la rebelión. La represión del levantamiento le permitió a Carlos VII expulsar definitivamente a los ingleses de la Isla de Francia, hacerse con Dax y Tartas y amenazar incluso Burdeos. Hubo una nueva alianza de príncipes entre finales de 1440 y 1442 que culminó en una reunión en Nevers y en la que sí participó el duque de Borgoña, que trató de hacerse con el papel principal en el reino; el rey y sus consejeros la desbarataron atrayéndose a algunos de los conjurados.
La última fase de la guerra fue larga y se caracterizó por el fin de la superioridad inglesa en las batallas campales; la supremacía de los arqueros y de la infantería dejó paso paulatinamente a la hegemonía de la artillería de campaña francesa, que organizó Jean Bureau, que permitía desorganizar las filas enemigas antes de acometerlas con la caballería pesada. Enrique VI, cuya madre era francesa, era poco propenso a la guerra y su consejo se dividió respecto a la conveniencia de continuar con el conflicto una vez que falleció el duque de Bedford. Los dos bandos firmaron una nueva tregua, la de Tours en 1444, que Carlos VII aprovechó para reorganizar el ejército. La tregua debía durar diez meses, pero se fue renovando sucesivamente hasta durar cinco años. Los Estados del Languedoil le permitieron en 1438 y 1443 recaudar los impuestos sin tener que reunirlos anualmente para aprobarlos, al igual que hicieron los del Languedoc en 1439; nació así el impuesto permanente. Esto le permitió al rey formar un ejército permanente y evitar la licencia de mercenarios, que acababan saqueando el reino. Se deshizo de veinte mil de estos enviándolos a las órdenes del delfín Luis a combatir a los cantones suizos alzados contra el duque de Austria. Muchos de ellos perecieron en los combates contra suizos y alsacianos. Otros fueron incluidos en el nuevo ejército en pequeños grupos y un tercer contingente fue licenciado y devuelto a sus lugares de origen —muchos de estos eran castellanos—.
En conjunto, Carlos VII solamente conservó a la mitad de los soldados, que organizó en nuevas unidades denominadas «lanzas». Estas constaban de un hombre de armas, dos arqueros de a caballo, un cuchillero armado con espada y daga larga, un paje y un lacayo, si bien estos dos últimos no solían combatir. Cien lanzas formaban una compañía y quince compañías, con unos nueve mil hombres, seis mil de ellos combatientes, un ejército (grande ordonnance). Primero se formaron tres compañías, permanentes y destinadas al comienzo a guarnición de ciudades, que debían sufragar sus gastos, lo que ahorraba estos dispendios al tesoro real. A estas unidades añadió mediante la ordenanza de 1448 (petite ordonnance) otras que se reunían en caso de movilización general: cada parroquia (formaba por cincuenta hogares) debía aportar al rey un arquero experto y equipado. Este quedaba exento del pago de la talla y recibió el nombre de «arquero libre» (del pago del impuesto). Los agentes reales escogían a estos arqueros, que llegaron a ser unos ocho mil, lo que permitió por fin al reino medirse con cierta igualdad a los arqueros del rey inglés. Esta nueva organización no excluyó, sin embargo, que el rey siguiese contratando mercenarios cuando lo consideró oportuno: Existió, por ejemplo, una guardia escocesa permanente. Por su parte, la artillería se organizó en parques, grupos de veinte piezas. Al comienzo, se utilizó en asedios, y luego se empleó también en campo abierto. En total, Carlos contaba con un ejército de quince mil soldados adiestrados, que se podía desplazar a caballo y, por tanto, raudamente.
Los arqueros ingleses, cuya formación era muy lenta, fueron menguando en número con las sucesivas batallas. A los que apresaba el enemigo les amputaba el dedo corazón para impedirles utilizar el arco. No solo decreció su número, sino también su eficacia, porque los caballos franceses ya marchaban al combate protegidos y la caballería tendía ya a evitar los asaltos frontales y a acometer a los arqueros por los flancos, como en la batalla de Patay, en la que muchos de estos perecieron.

#### Nuevos combates: conquista francesa de Normandía y Guyena
La excusa de Carlos para romper las treguas con Inglaterra fue la toma de Fougères el 24 de marzo de 1449 por François de Surienne, que se la arrebató al duque bretón coligado con el rey francés; la conquista se había hecho por encargo del duque de Somerset, lugarteniente de Enrique VI en Normandía. Mantuvo las negociaciones con Inglaterra durante unos meses, mientras se aprestaba a intervenir en Normandía y sus capitanes combatían ya, aunque oficialmente lo hiciesen al servicio del duque de Bretaña. Carlos atacó Normandía desde tres direcciones. La población consideraba ya a los ingleses como meros ocupantes, por lo que en una sola campaña, la de 1449-1450 bastó a los franceses para adueñarse del ducado. La campaña de conquista comenzó con una serie de asedios en los que destacó la importancia de la artillería: en algunas semanas los franceses se apoderaron de Lisieux, Argentan, Saint-Lô y Coutances. Los habitantes de Ruan abrieron las puertas de la ciudad a Carlos VII, que llegó a ella el 10 de noviembre. Somerset no pudo ni siquiera sostenerse en la ciudadela. La conquista de Honfleur supuso también recobrar el dominio del estuario del Sena. Los ingleses despacharon un pequeño ejército de socorro con gran esfuerzo dada la mala situación del erario, que desembarcó en Normandía pero fue debelado en la batalla de Formigny el 15 de abril de 1450, choque en el que la artillería desbarató las filas inglesas; los arqueros cargaron para tratar de acallar dos culebrinas, pero fueron barridos por la caballería bretona del condestable de Richemont, cuya intervención resultó decisiva para asegurar la victoria francesa. Esta victoria facilitó la expugnación de las plazas todavía en manos inglesas y Cherburgo cayó en poder de los franceses cuatro meses después, el 12 de agosto, lo que puso fin a la presencia inglesa en el ducado.
La pérdida de Normandía desató una crisis en Inglaterra, donde estalló una rebelión que impidió reforzar las defensas de la Guyena, en siguiente objetivo del enemigo. La revuelta se debió a la conjunción de las derrotas en Francia, la aplastante tributación y los desmanes de los soldados que habían vuelto del continente. Los rebeldes llegaron a adueñarse de Londres, pero fueron vencidos por un ejército real el 5 de julio. La Guyena, gran exportadora de vino a Inglaterra, no era profrancesa. El ejército de Carlos VII se adueñó pese a ello de la región entre octubre de 1450 y agosto de 1451 ante la falta de socorros desde Gran Bretaña. La conducta de los administradores Valois y la vieja lealtad al rey inglés desataron un levantamiento proinglés, atizada por la oposición de los naturales a la onerosa fiscalidad impuesta por Carlos VII. Una expedición inglesa al mando del anciano Talbot recobró Burdeos en octubre de 1452. La población de la zona se alzó en su favor y expulsó a las guarniciones francesas. Carlos VII se dispuso a batir a los ingleses en campo abierto: el choque se produjo el 7 de julio de 1453 en Castillon, después de que el ejército francés se hubo separado en varios grupos. Los ingleses asaltaron las defensas francesas, pero fueron destrozados por la descarga de la artillería enemiga, compuesta por trescientas piezas cargadas de metralla que disparó desde el flanco. La descarga hizo una carnicería entre las filas inglesas; los supervivientes hubieron de enfrentarse a la carga de la caballería bretona, que remató la matanza, en la que perecieron unos cuatro mil ingleses. La victoria francesa resultó decisiva y puso fin al intento de reconquista inglés, si bien las últimas operaciones duraron varios meses más.
El cerco de Burdeos comenzó tras el choque de Castillon e incluyó el bloqueo naval. La población de la zona estaba decidida a resistir al ejército francés, pero no contó con el auxilio de Inglaterra, por lo que a finales de septiembre se entablaron negociaciones para capitular. La ciudad se rindió finalmente el 19 de octubre. Según lo pactado, Burdeos perdía sus privilegios: el derecho a acuñar moneda, el de aprobar impuestos, su Parlamento, etc. Se le impuso además una multa y se desterró a los burgueses más destacados del partido anglófilo. Muchos señores gascones fueron entregados a Carlos VII o hubieron de partir al destierro, como fue el caso de Pierre de Montferrand, señor de Langoiran. Inglaterra solamente conservó en el continente Calais, que Felipe el Bueno había insistido que conservase para no afectar a la importación de lana inglesa que resultaba indispensable a la economía de Flandes. La dilatada contienda no acabó con la firma de paz alguna, pero la guerra civil que padeció Inglaterra durante treinta años impidió que se diesen más combates con Francia en el continente y por ello estos acontecimientos de la Guyena se suelen considerar el fin de la guerra.

### Tensión posbélica (1453-1477)

#### Choques menores

Francia tras la larga contienda:
Tierras de realengo francesas
Tierras del duque de Borgoña
Posesiones inglesas

No hubo firma de tregua tras la batalla de Castillon. No hubo más batallas campales entre los dos reinos, pero existía la posibilidad de que el conflicto se reanudase en cualquier momento. Los dos países se limitaron, sin embargo, a una serie de incursiones: los franceses atacaron Sandwich (1457) y la isla de Wight y los ingleses, la isla de Ré.

#### Crisis dinástica en Inglaterra
Las dificultades de la monarquía inglesa por la disputa del poder empezaron nada más sofocarse la revuelta de Cade en 1450 y fueron consecuencia de la usurpación de Enrique IV en 1399. La nueva dinastía no había sufrido grandes embates mientras habían durado las victorias militares en Francia, pero las derrotas la pusieron en entredicho.
Enrique VI fue cayendo en la locura a partir de 1453, como le había sucedido a su abuelo Carlos VI. Esto reavivó la cuestión del poder en Inglaterra (Enrique VI pertenecía la casa de Lancaster que le había arrebatado el poder a la de York en 1399). El consejo real lo dominaba la reina Margarita de Anjou, que abogaba por conciliarse con Francia. Esta posición era contraria a la que defendía la mayor parte de la nobleza inglesa; el duque Ricardo de York, muy querido por la burguesía y el pueblo londinense, la hizo responsable de la derrota ante los franceses y exigió para sí la regencia; fue el jefe del partido belicista. Las dos fracciones se disputaron la corona a partir de 1455 en la denominada guerra de las Dos Rosas. Ricardo venció en la primera batalla de Saint Albans, lo que le permitió gobernar Inglaterra durante los cuatro años siguientes, con el rey Enrique VI en semicautividad. Los Lancaster habían quedado debilitados, pero prepararon la revancha acaudillados por la reina Margarita, que conservaba el título real. La oportunidad surgió cuando Enrique VI recobró inopinadamente la razón. El rey fue informado de las actividades de Ricardo, que fue expulsado de la corte en 1459. Los yorkistas sufrieron varias derrotas y los lancasterianos liberaron al rey en 1461. Ricardo Neville, conde de Warwick, dio un paso decisivo: tras la victoria de Towton de marzo de 1461, llevó al Eduardo de York a Londres para proclamarlo rey el 28 de junio de 1461 con el nombre de Eduardo IV. Inglaterra tuvo entonces dos reyes: Enrique VI, sostenido por los Lancaster, y Eduardo IV, apoyado por Warwick y los York.

#### Nueva liga angloborgoñona
Los duques de Borgoña había reunido vastas posesiones durante la segunda parte de la guerra, desde los tiempos de Felipe el Atrevido, que abarcaba tanto la Borgoña propiamente dicha como el Franco Condado, la Picardía, el Artois, Henao, Brabante, Holanda y Luxemburgo, entre otras tierras. El Tratado de Arrás de 1435 hizo independiente a la Borgoña de Felipe III el Bueno. Su hijo, Carlos el Temerario, le sucedió en 1467; ambicioso, esperaba comunicar sus tierras mediante la anexión de parte de Alsacia y Lorena y hacerse coronar rey, alcanzando así el título de su rival, el monarca francés.
Margarita huyó a Escocia y luego a Francia, donde firmó una tregua con Carlos. Eduardo IV se enemistó con Warwick, para entonces gran amigo del rey francés Luis XI, al adoptar una política demasiado favorable a los borgoñones del duque Carlos y hostil a la paz con Carlos VII. Sin embargo, Warwick, apodado el «entronizador de reyes», había sido el principal artífice del advenimiento de Eduardo al trono inglés. El rey lo apartó en 1464 y luego hizo lo mismo con la familia Neville. Warwick hubo de refugiarse en Francia en 1470 y se reconcilió con los Lancaster por mediación de Carlos VII. Luis XI mantuvo inmovilizados a los yorkistas mediante una serie de maniobras de distracción: reunió una flota en Normandía en 1468, que parecía estar aprestándose para desembarcar en Inglaterra, aunque en realidad no se había concentrado ejército alguno para la supuesta ofensiva. Los Lancaster sí que reunieron tropas mercenarias, con contribuciones monetarias del soberano francés que, no obstante, negociaba el fin de la larga contienda simultáneamente con Eduardo IV; el ejército de los Lancaster desembarcó en Inglaterra en septiembre de 1470. Enrique VI recobró la libertad y el trono, pero Eduardo IV contraatacó con la ayuda de Carlos el Temerario: venció a Warwick en la batalla de Barnet del 14 de abril de 1471 y a los propios Lancaster en la de Tewkesbury el 4 de mayo, en la que pereció el hijo de su rival Enrique VI; Eduardo recuperó el poder e hizo matar a Enrique VI. La victoria de los York reforzó la liga entre Inglaterra y Borgoña y lo más que Carlos VII pudo hacer para evitar una ofensiva fue pactar una tregua con Inglaterra en septiembre de 1471 y otra en marzo de 1473. Mientras, Eduardo IV firmó un tratado con Carlos el Temerario en 1474 y el Parlamento aprobó los subsidios necesarios para que el rey emprendiese una nueva campaña en Francia.
En el continente, Luis XI libraba una guerra indirecta contra Carlos el Temerario, intentando en todo momento evitar los choques directos contra el duque al tiempo que atizaba a los suizos y el Sacro Imperio contra él. Carlos necesitaba adueñarse de territorios imperiales para unir sus dominios y su expansionismo y poderío preocupaban a los suizos. Luis y los suizos se opusieron firmemente a que el candidato borgoñón obtuviese la mitra arzobispal de Colonia. El rey francés financió luego, 1474, la revuelta de ciudades alsacianas que apoyaron los cantones suizos, cuyo temible ejército pagó en parte el soberano francés. Eduardo IV desembarcó en Calais en julio de 1475, por petición del duque Carlos y se encaminó hacia Reims a la cabeza de entre veinte y treinta mil soldados para hacerse coronar rey de Francia. El duque de Borgoña se unió tardíamente y con escasas fuerzas a su cuñado, el soberano inglés. Los aliados no recibieron ayuda alguna de los príncipes franceses, por lo que aceptaron negociar con Carlos VII.

#### Tratado de Picquigny
Los dos reyes se encontraron a finales de agosto en Picquigny, en el Somme. Luis XI le ofreció trescientos carros de vino a Eduardo. El ejército de este se embriagó con el vino y el rey inglés accedió a retirarse a cambio de un pago inmediato de setenta y cinco mil escudos y una pensión vitalicia de otros sesenta mil. Otros cincuenta mil servirían de rescate por Margarita de Anjou. Estos ingresos permitían al soberano inglés prescindir del Parlamento y al francés, neutralizar la liga de Eduardo con el duque de Borgoña. El pacto incluía una tregua de siete años. Quizá Luis XI prometiese al soberano inglés dejar de entrometerse en los asuntos ingleses y que Eduardo IV deseaba evitar un choque que podría habido terminar en derrota y poner en peligro su corona en un momento en el que además su aliado el duque de Borgoña se hallaba en dificultades con los suizos (tuvo que abandonar el asedio de Neuss ante la llegada de un ejército de socorro imperial) y no hubiese podido auxiliarlo si lo hubiese necesitado. El Tratado de Picquigny marcó el final de la guerra de los Cien Años, si bien la tensión continuó y los reyes franceses hubieron de evitar la reanudación de las hostilidades con continuas entregas de dinero. El rey inglés postergó indefinidamente su reivindicación del trono francés. Además, la maniobra alcohólica de Luis XI desacreditó a los ingleses, que habían preferido emborracharse a combatir y que llevó a la ruptura de la alianza anglo-borgoñona. Carlos el Temerario, vencido por los suizos, pereció en la batalla de Nancy de 1477; su cadáver fue devorado por las fieras salvajes. Calais siguió siendo inglés hasta la conquista francesa en 1558.

## Consecuencias

### Consecuencias demográficas

Difusión de la peste negra en Europa.

Los combates causaron pocos muertos. Hubo pocas batallas en la larga contienda, en ellas pocas veces participaron más de diez mil hombres y la costumbre de hacer cautivos para cobrar rescate por liberarlos reducía el número de víctimas de los combates. Algunas batallas, como la de Poitiers o la de Azincourt, sí que mermaron las filas de la nobleza francesa, por la decisión inglesa de diezmar la caballería enemiga y no dar cuartel. Algunos estudiosos calculan que la caballería francesa perdió un 40 % de sus miembros tan solo en la batalla de Poitiers (1356) y un 70 % en la de Azincourt. Esto conllevó un considerable debilitamiento de la baja nobleza; en Beauce, por ejemplo, en 1500 apenas el 19 % de los nobles ostentaban un título anterior al siglo XIV.
La segunda gran catástrofe que mermó la población de la época fue la peste negra de 1349, mucho más mortífera que la guerra, que resurgió en varias ocasiones: entre principios del siglo XIV y mediados del XV, Europa Occidental perdió el 30 % de la población. La enfermedad había desaparecido de la región desde 767. La expansión de la pandemia siguió las rutas comerciales: la enfermedad llegó a Marsella, se extendió luego por el valle del Ródano y por el Languedoc en febrero de 1348. Alcanzó Tolosa en abril y Burdeos en mayo; de allí pasó a Inglaterra. Al brote letal de 1349 le siguieron otros muchos. Estos rebrotes de la enfermedad aquejaron a poblaciones debilitadas por las cabalgadas, el arrasamiento de las tierras para defenderse de estas, y los saqueos de las compañías de soldados licenciados, muy perjudiciales para el agro; la combinación dejó tierras abandonadas, hambrunas (1345-1348, 1351, 1361, 1368, 1373-1375) y aumento de la mortalidad. Si en el territorio de la Francia moderna había en 1310-1320 unos veintiún millones de habitantes, en 1430 se calcula que apenas contaba con ocho o diez millones: había perdido en torno al 60 % de la población y vuelto a cifras del año mil. La guerra estorbó y ralentizó la recuperación de la población, notable en algunas ciudades, pero no en otras. Tolosa, por ejemplo, pasó de tener unos treinta mil habitantes en 1335 a tan solo ocho mil un siglo después.
Por su parte, Inglaterra había pasado de tener unos cuatro millones de habitantes al comienzo del conflicto a no contar con más de dos millones cien mil aproximadamente hacia 1400. Algunas regiones, como las otrora ricas tierras entre el Sena y el canal de La Mancha, quedaron casi despobladas. Los campos ingleses se despoblaron en parte y se aceleró la transición a una sociedad más mercantil con gran poder de las ciudades, en contraste con Francia, cuya población siguió siendo en un 90 % rural. Las medidas para intentar frenar la extensión de la enfermedad como la cuarentena de los navíos que atracaban en Marsella en 1383 o la prohibición en Lille de enterrar a los infectados en las iglesias de la ciudad, resultaron en general completamente ineficaces. La reacción de la población ante la enfermedad fue muy variada, desde los que se entregaron a un disfrute desesperado hasta lo que buscaron chivos expiatorios (escogidos por su religión, su origen o su enfermedad), pasando por los que interpretaron la peste como un castigo divino, lo que acrecentó el fervor religioso.

### Consecuencias económicas
La reducción de la población por la guerra y las epidemias de peste y el mantenimiento de la masa monetaria causaron un aumento de los precios. Esto hizo más competitivos a los productos del Oriente Próximo, cuyo comercio creció, surgiendo un déficit comercial de Europa respecto de esa región. El fomento del comercio a larga distancia favoreció la mejora de la navegación, pero redujo la cantidad disponible de metales preciosos, lo que a su vez animó a reducir la ley de las monedas. Esta reducción supuso una devaluación de la moneda, que se sumó a la inseguridad de las rutas comerciales creada por la contienda. Así, la economía cambió en algunos aspectos:
- Los avances técnicos que mejoraron la navegación, que ya habían comenzado en el siglo XIII, se extendieron durante la guerra. Los barcos ganaron maniobrabilidad merced al timón de codaste, crecieron en tamaño, mejoraron el uso de la brújula gracias a los estudios de Pierre de Maricourt sobre el magnetismo (1269),[653] que permitieron aplicar correcciones debidas a la declinación magnética y comenzaron a emplear la ballestilla para calcular la latitud.[652] Estas mejoras permitieron la navegación transoceánica.[654] La escasez de metales preciosos y el crecimiento del comercio con Oriente favorecieron el surgimiento de rutas comerciales que unían Europa con Asia y la búsqueda de nuevas fuentes de metales preciosos.[652]
- La inseguridad de los caminos perjudicó gravemente a la economía de Flandes y a la de Francia: los flamencos abandonaron las ferias de Champaña, que fueron perdiendo importancia en favor de París. El comercio textil pasó a realizarse fundamentalmente por mar, rodeando la península ibérica, lo que benefició a los mercaderes italianos. Las rutas terrestres entre Italia y los Países Bajos pasaban entonces por Suiza y Alemania.[655] El papel comercial de Francia, potencia continental, menguó.[283][655]

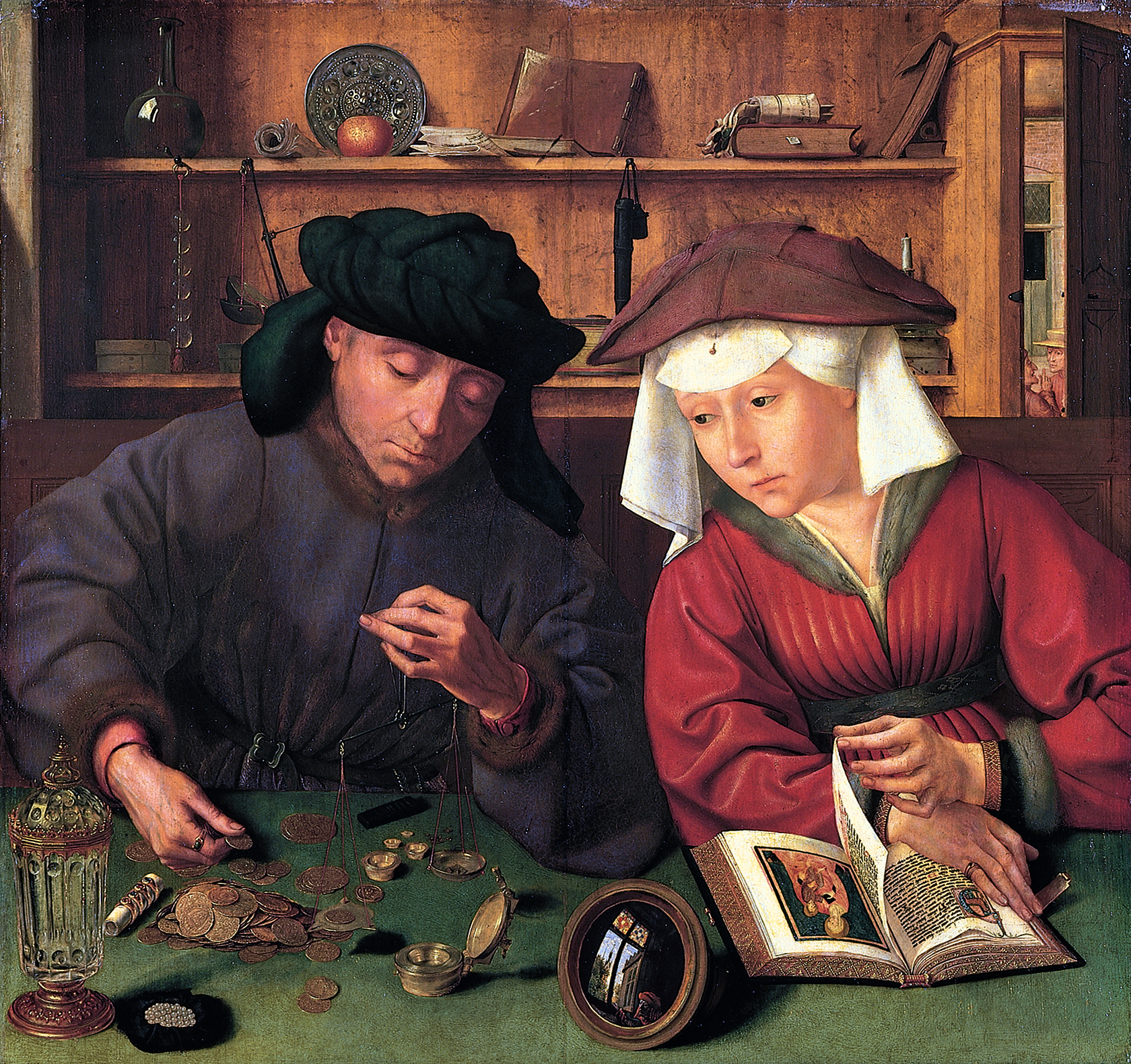
El cambista y su mujer, obra de Quentin Massys (1514).

- El cese del tráfico a través del canal de La Mancha, que ocurrió varias veces durante el conflicto, afectó intensamente a la industria textil flamenca, que al comienzo de la guerra importaba lana inglesa. Inglaterra compensó la pérdida de los vínculos con Flandes creando lentamente su propia industria de tejidos de lana, de gran calidad, que impulsó a la competencia neerlandesa a pasarse a la producción de paños de menor calidad para seguir produciendo.[656] La Corona fomentó la transformación reduciendo la tributación de los tejidos respecto a la de la lana, concediendo generosos privilegios a los pañeros extranjeros que se establecían en el reino (1337) y prohibiendo tanto la exportación de lana a Flandes como la importación de paño.[657] Esta situación hizo que muchos tejedores flamencos itinerantes acabasen por asentarse en Inglaterra. Incluso antes de la gran peste de 1349, Flandes ya había sufrido una crisis demográfica que comportó una abundante emigración.[658] Los pañeros flamencos comenzaron a importar lana de Castilla (lo que luego facilitó la integración económica en el imperio de los Habsburgo cuando ya los lazos con Francia se habían debilitado por la decadencia de las ferias de Champaña) y a emplear otras materias primas como el lino.[659]
- La competencia inglesa redujo los beneficios de los pañeros flamencos, lo que determinó la diversificación de la economía de la región, con el reforzamiento, por ejemplo, de la actividad bancaria.[283]
- Creció el sector financiero, que empezó a usar letras de cambio para asegurar los fondos, que ya no necesitaban transportarse con el correspondiente riesgo. Se extendió además el servicio postal.[660]
- Los comerciantes se asociaron en compañías y sociedades para mutualizar los riesgos y crearon filiales independientes, que reducían la extensión de las bancarrotas.[661]

La consecuencia de la guerra y de la peste afectó de forma diferente a las diferentes regiones francesas y al campo y las ciudades. Bretaña, el sur y las regiones sometidas a los duques de Borgoña fueron menos perjudicadas y se recuperaron antes de los estragos bélicos, al contrario que el núcleo del reino (el Loira medio, Normandía, Champaña o la Isla de Francia), que aún a finales del siglo XV seguían en un estado de postración. El agro también sufrió bastante más que las ciudades. Algunas comarcas quedados casi desiertas por la acción de los combates, el pillaje y las enfermedades. Los intentos de reactivación, generales en todo el reino, se vieron estorbados por la onerosa fiscalidad regia, que afectó particularmente a los jornaleros pobres.
La contienda afectó menos a Inglaterra. El fin del conflicto comportó el de la aplastante fiscalidad y las obligaciones militares para la población trabajadora y favoreció la aceleración del crecimiento económico, perceptibles desde hacía décadas. La situación general del campesinado mejoró y casi desapareció la servidumbre. La pujanza de la nueva industria textil fomentó también comercio, todavía fundamentalmente en manos extranjeras, pero cada vez con más participación de mercaderes ingleses. Las tensiones políticas no perjudicaron sustancialmente al crecimiento económico del reino durante la segunda mitad del siglo XV.

### Homenajes y refugiados
A Eduardo III no le parecía lógico pagar a Felipe un homenaje por tierras que habían pertenecido a sus antepasados desde hacía siglos y que él mismo tenía el derecho de su parte para ser soberano de Francia. Se veía como un rey derrocado en Francia al que se obligaba además a pagar tributo al usurpador por el uso de sus propios territorios. La situación no podía durar.
Encontró por fin el modo de dañar a Felipe: uno de los parientes del rey francés, Roberto de Artois, se había rebelado, y Eduardo lo acogió como a un hermano en su corte inglesa. La reacción de Felipe VI fue inmediata: en un golpe de mano rápido y perfecto, invadió y se anexionó la región de Gascuña, propiedad de Eduardo. Eduardo respondió reclamando, por enésima vez, su derecho a ocupar el trono de París.

### La guerra interminable
Una vez iniciadas las hostilidades (ya en toda regla, no como simples escaramuzas), la suerte de ambos bandos fue fluctuante y pendular. Al principio, los ingleses de Eduardo efectuaron unas muy importantes operaciones terrestres en 1339 y 1340, y obtuvieron además una gran victoria naval en La Esclusa. Eduardo utilizaba una táctica copiada de sus enemigos (la cabalgada). Atacaba la campiña desprotegida en sitios donde las tropas francesas eran débiles o estaban ausentes, y se adueñaba de ella. Mataban salvaje y cruelmente de manera indiscriminada a hombres y mujeres, adultos y niños, religiosos y seglares, violaban a mujeres y niñas, incendiaban, saqueaban y robaban las posesiones de los campesinos. Al ser estos parte de una sociedad de tipo feudal, se sobreentendía que era responsabilidad y obligación de Felipe de Francia protegerlos contra estos salvajes ejércitos extranjeros. De este modo, además de hacerse con tierras, suministros y prisioneros, Eduardo socavaba la autoridad de Felipe ante los ojos de su pueblo campesino.
En 1346 los franceses entablaron batalla con Eduardo en Crecy y en 1356 con su hijo el Príncipe Negro en Poitiers. Ambos combates concluyeron con resonantes victorias inglesas, en la segunda de las cuales los ingleses se garantizaron una mejor posición de fuerza en las negociaciones posteriores al sorprender y capturar al rey Juan II de Francia (que había sucedido a su padre Felipe en 1350), y a un gran número de nobles y caballeros. Prisionero el monarca, los franceses se vieron obligados a ceder y firmar el Tratado de Brétigny (1360), que devolvía a Eduardo III todas sus posesiones originales salvo Normandía.

### El contraataque
Tras la victoria inglesa en la batalla de la Esclusa Francia decidió aplicar las mismas tácticas navales. Comenzaron entonces, a partir de 1360, a hacer rápidas y devastadoras incursiones contra la costa meridional de Inglaterra, que culminaron en el saqueo e incendio de Winchelsea. Pronto se aficionaron a este tipo de operaciones, y los ataques anfibios se convertirían en la pesadilla de las guarniciones y población civil inglesas costeras por lo menos hasta 1401. Descubrieron además que Eduardo comenzaba a hacer regresar sus tropas para defender sus islas, por lo que los campesinos franceses empezaban a ver disminuir las espantosas chevauchées británicas. Así, los pocos ingleses que aún recorrían la campiña francesa se vieron obligados a retroceder progresivamente en medio de las tierras secas y arrasadas que los franceses dejaban a sus espaldas. Muchos murieron de hambre y enfermedades (principalmente disentería y escorbuto), y nunca se volvieron lo suficientemente fuertes como para plantar cara a los defensores de Francia.
A pesar de la victoria en su propio país, Francia pagó muy cara la expulsión del invasor en esta etapa de la guerra. Mandaba las acciones el delfín Carlos (más tarde coronado como Carlos V). Su condestable, el ambicioso e inteligente Bertrand du Guesclin, le aconsejó no enfrentarse, sino recurrir a una política de hostigamiento de las columnas inglesas en retroceso, dejando ante ellas solamente tierra arrasada. Esta prefiguración de la táctica de Von Clausewitz implicó, entonces, que los campesinos y civiles franceses vieran sus tierras, antes quemadas por los invasores, nuevamente arrasadas y destruidas, esta vez por sus propios protectores, con el afán de salvarlas.
La guerra alcanza su mayor extensión en esta época, al rebasar por primera vez los límites de Francia. Así, en 1367, los ingleses del Príncipe Negro auxilian a Pedro I de Castilla en la batalla de Nájera, mientras que su hermanastro Enrique recibe la ayuda de caballeros franceses dirigidos por el propio Bertrand Du Guesclin. La victoria final de Enrique en la guerra civil castellana brindará a Francia un poderoso aliado en el plano naval (cuya hegemonía había correspondido hasta entonces a Inglaterra de forma indiscutida) que destruye la escuadra inglesa en La Rochela y saquea o incendia numerosos puertos ingleses (Rye, Rotingdean, Lewes, Folkestone, Plymouth, Portsmouth, Wight, Hastings) entre 1377 y 1380, año en que las flotas combinadas del almirante castellano Fernando Sánchez de Tovar y su homólogo francés Jean de Vienne llegan incluso a amenazar Londres. Los intentos ingleses de revertir la situación ayudando a los portugueses contra Castilla en las guerras fernandinas fallaron. De forma paralela, Du Guesclin protagoniza varias incursiones en Bretaña, cuyo duque se había aliado con Inglaterra.

### La suerte cambia de bando
Inglaterra quiso, entre 1360 y 1375, retomar la iniciativa de una guerra que la estaba devorando, pero la suerte había cambiado de bando y favorecía ahora a los franceses. Los estrategas ingleses sir Robert Knolles, en 1360, y Juan de Gante en 1363 formaron cuerpos expedicionarios que atacaron el continente, pero fueron masacrados por los defensores franceses.
El rey Eduardo había muerto, y su sucesor, Ricardo II de Inglaterra, volvió a sufrir la maldición que había perseguido a todos los reyes niños: tensiones políticas, convulsión social, una fiera lucha por la sucesión o al menos la regencia, todo ello envuelto en el espantoso caos de una guerra internacional que amenazaba con extenderse a Europa entera. Depuesto Ricardo por iniciativa de su primo Enrique de Lancaster en 1399, los vientos de guerra rotaron ciento ochenta grados una vez más. Hacía una generación entera que Inglaterra solo sufría derrotas frente a Francia, pero de pronto los desembarcos en las islas comenzaron a ser rechazados y los ingleses invadieron Francia con moderado éxito en tres oportunidades: en 1405, 1410 y 1412. Enrique de Lancaster fue coronado como Enrique IV de Inglaterra luego del derrocamiento de Ricardo II, y su hijo, Enrique V, sería el encargado de llevar la guerra nuevamente al corazón de Francia.

### Enrique V

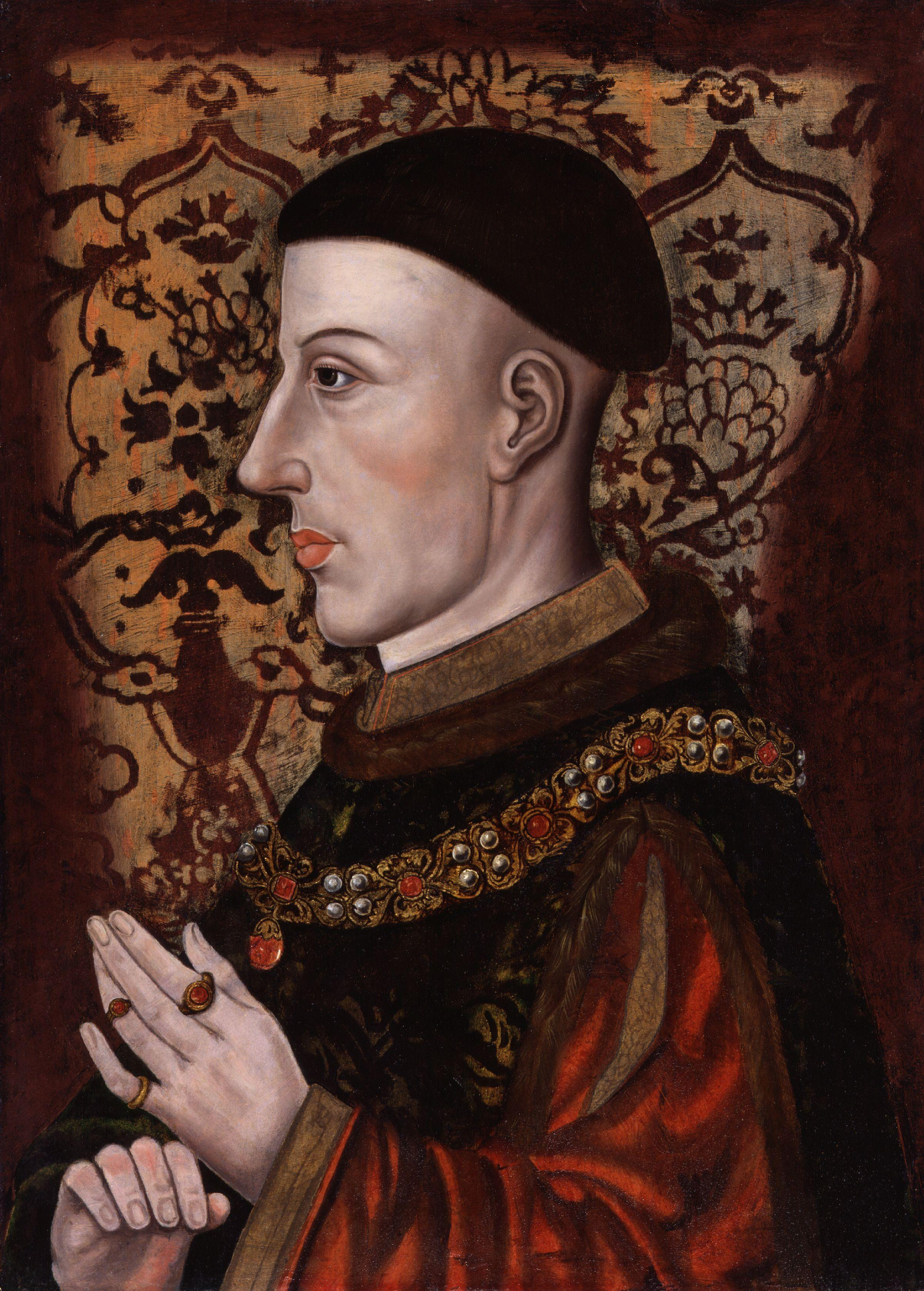
Enrique V de Inglaterra.

Nombrado caballero dos veces, Enrique se mostró desde muy joven como un jefe confiable, decidido, experto en táctica y organización logística y muy frío y racional.
Si se considera que los estrategas franceses estaban mandados por un rey inestable, Carlos VI, de escasa personalidad, enfermo, desorganizado y propenso a frecuentes ataques de demencia, es fácil comprender las ventajas de que gozaron las tropas de Enrique.
Los nobles franceses se habían dividido en dos facciones que disputaban entre sí y acorralaban a Carlos: los partidarios de la Casa de Armagnac contra los de la Casa de Borgoña. Las virtudes de Enrique como general y gobernante así como esta división interna de los franceses llevarían a estos últimos al desastre de 1415.
A la edad de doce años (en 1399), el futuro Enrique V fue nombrado caballero por primera vez en un campo de batalla irlandés por Ricardo II, que lo había tomado como rehén para garantizar el buen comportamiento del padre de Enrique. El solo hecho de que un rey rival de su familia, que sería asesinado por su padre, lo armase caballero en un campo de batalla y con solo doce años, demuestra a las claras el coraje y la bravura que el joven Enrique demostró desde muy niño.
Más tarde, muerto Ricardo y un día antes de la coronación de Enrique IV, el nuevo monarca llamó a su hijo, que al día siguiente se convertiría en príncipe de Gales, y lo nombró caballero por segunda vez. Este brillante joven conduciría la guerra en Francia.

### Enrique contra Escocia y Gales
Ya en vida de su padre, Enrique debió hacerse cargo de difíciles operaciones militares. En 1400 prestó servicio contra los escoceses y algunos meses después se le ordenó reducir la rebelión de Owain Glyndwr, un noble galés que se atribuía el derecho a ser Príncipe de Gales.
Fue estudiando a los enemigos galeses (en 1402) y Enrique aprendió a utilizar las tácticas guerrilleras que tan rendidos servicios le prestarían más tarde. Estaba, además, bajo la supervisión de sus dos maestros de estrategia, genios militares ambos: Harry Hotspur y Thomas Percy, conde de Worcester, parientes entre sí. Durante ese mismo año y el siguiente Enrique se vería forzado a enfrentarse a los dos en combate, y se demostraría capaz de vencerlos. En 1403 los dos maestros traicionaron al Joven Enrique y a su real padre y se aliaron con Glyndwr. En una épica marcha forzada, Enrique consiguió evitar que Hotspur y Percy unieran sus tropas con las del galés y los derrotó en Shrewsbury. El príncipe en persona mandó el ala izquierda de su ataque en aquella oportunidad. Shrewsbury fue su verdadero bautismo de fuego (donde murió su mentor Hotspur) y también su bautismo de sangre, ya que Enrique recibió una flecha en pleno rostro. Sin embargo, siguió luchando hasta el fin del combate con el astil sobresaliéndole de la cara.
La guerra contra Gales duró todavía cinco años más, pero el joven no participaría en ninguna otra batalla. Los combates campales no eran comunes en esos tiempos, y las guerras se desarrollaban principalmente sobre la base de sitios de ciudades, asedios de castillos y saqueos de zonas productivas habitadas solo por la población civil.

### Enrique V, coronado
Enrique IV falleció en 1414, dejando el trono a su muy capaz primogénito. Así llegó al trono un Enrique V con veintiséis años, veterano de dos campañas internas, herido en acción, experto en táctica, alumno de los mejores maestros e inteligente en grado extremo. El nuevo rey comprendió de inmediato que, derrotados los enemigos Escocia y Gales, tenía que volver su atención hacia Francia de inmediato, o Inglaterra sería aplastada. Rodeándose de hombres adictos y capaces, se dispuso entonces a hacer la guerra en territorio del rey francés.
Apenas coronado, Enrique intentó, pese a todo, evitar la guerra con Carlos VI. Le ofreció casarse con la hija de aquel y tratar de resolver el problema de las posesiones inglesas en Francia sin derramamiento de sangre. Mientras negociaban, ambos monarcas armaban grandes ejércitos en previsión de una traición o rotura de las conversaciones que condujera a un conflicto bélico. Las tentativas de paz se rompieron por fin en la primavera de 1415 y Enrique decidió ejecutar su plan: una invasión en toda regla del reino francés.
Su ejército estaba compuesto de 8000 caballeros, 2500 soldados de otras categorías, 200 artilleros especialistas, 1000 hombres de servicios y apoyo, y 10 000 caballos. Para cruzar el canal de la Mancha se necesitó una gran flota de 1500 buques (aunque algunos autores mencionan solo 300), que Enrique había mandado construir, confiscar o comprar. Los ingleses salieron de Southampton el 11 de julio y desembarcaron en el estuario del Sena dos días más tarde. Luego de poner sitio y conquistar Harfleur, Enrique marchó hacia Calais, partiendo de la primera ciudad el 8 de octubre, con su ejército debilitado por una grave epidemia de disentería.
Pero los franceses no estaban ociosos: el anciano mariscal francés duque de Berry, recibió la orden de interceptar a Enrique, mientras las tropas de Carlos VI se establecían en Saint-Denis y las del mariscal Boucicault se preparaban en Caudebec, 48 km al este de Harfleur. Por el otro lado, el condestable Carlos d´Albret vigilaba el estuario del Sena. Los ingleses, que deseaban cruzar el Somme, descubrieron con horror que estaban quedándose sin vituallas, por lo que Enrique decidió dirigirse hacia Pont St. Remy y hacer noche frente a Amiens.
El día 21 de octubre los ingleses se pusieron en marcha hacia la pequeña aldea de Agincourt, donde se enfrentaron con el grueso del ejército francés en la madrugada del 25 de octubre de 1415.

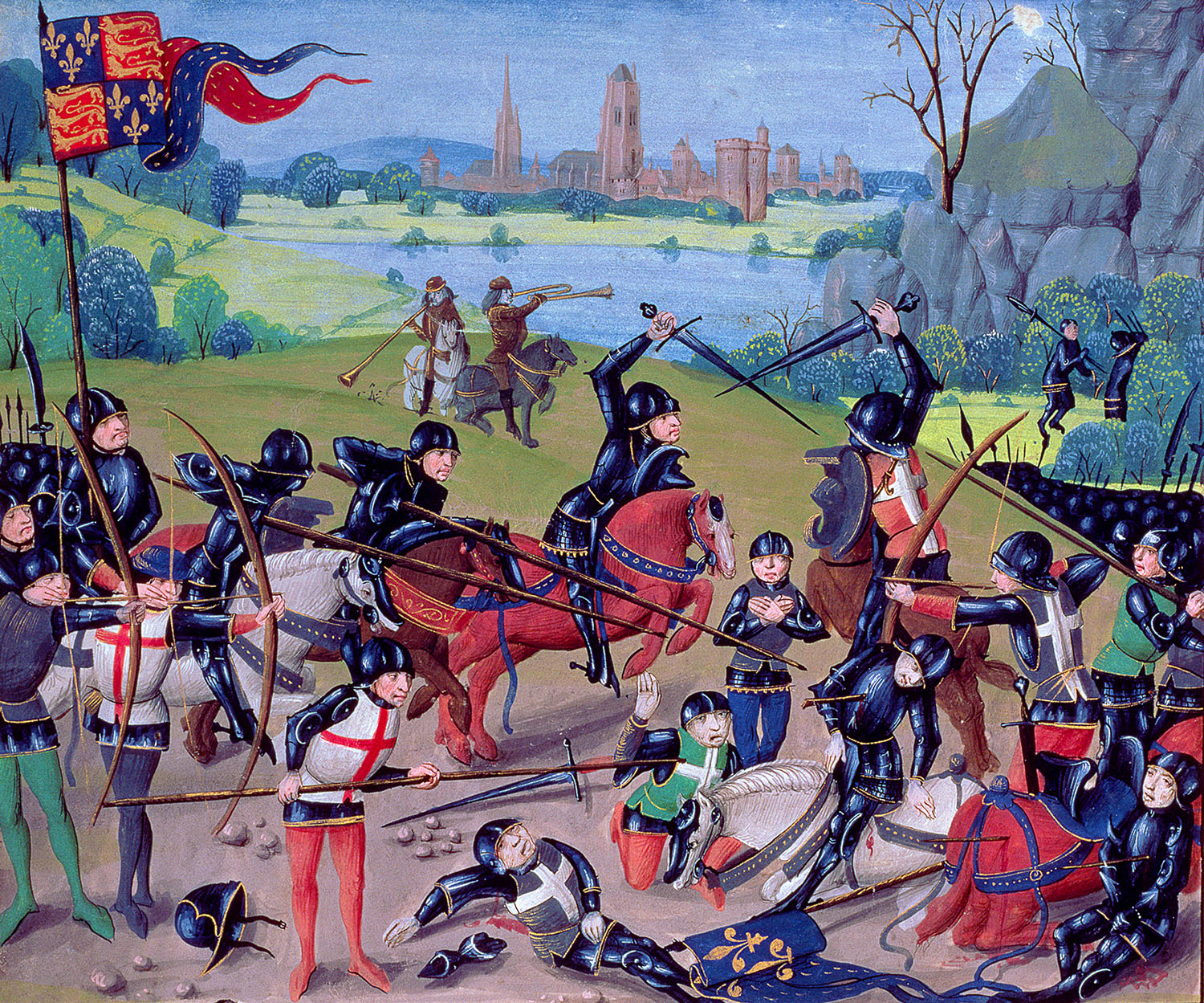
La batalla de Agincourt en una miniatura del.

La batalla, trascendental para la guerra de los Cien Años, se desarrolló en tres fases:
- Fase I
  - Los ingleses avanzan, atravesando la tierra de nadie de un kilómetro  que los separa de los franceses. Los arqueros ingleses lanzan una lluvia de flechas sobre las posiciones francesas.
  - Los ballesteros franceses responden al ataque. La caballería ataca por ambos flancos, pero muchos caballeros no llegan a tiempo de ocupar sus posiciones. Las monturas chocan contra las estacas que los arqueros ingleses han colocado para protegerse, arrojando al suelo a sus jinetes, que son masacrados.
- Fase II
  - Derrotada su caballería, la infantería de Carlos intenta asaltar el centro inglés.
  - Los arqueros ingleses reaccionan «canalizando» al enemigo hacia donde se encuentran las unidades más fuertes de la infantería propia; los franceses caen en la trampa.
  - En la melée de infantería, los arqueros ingleses matan a muchísimos franceses, disparándoles a corta distancia.
  - En medio del intenso combate, Enrique V recibe un golpe de maza en el casco, que abolla el acero y le arranca los adornos. De no haberlo llevado colocado, hubiese perdido la vida.
  - Los infantes y caballeros ingleses (ahora a pie) se mueven con mayor rapidez que los franceses, impedidos por sus pesadas armaduras. Los franceses se convierten en víctimas fáciles y son obligados a retroceder.
- Fase III
  - Luego de escasa media hora de combate, la victoria inglesa es total. Los de Enrique poseen ahora incontables prisioneros, y calculan anhelantes los suculentos rescates que recibirán.

A primera hora de la tarde, sin embargo, Enrique toma una decisión que ha sido cuestionada por todos los historiadores posteriores. Al recibir noticias de que su campamento había sido atacado, ordena la matanza de todos los prisioneros, que son atacados con hachas por sus guardianes y asesinados en escasos minutos.

### Un éxito inútil
La increíble victoria de Enrique contra un enemigo que lo duplicaba en número no pudo, sin embargo, ser aprovechada por el rey inglés. Enrique no poseía alimentos ni pertrechos para continuar la campaña inmediatamente, por lo que retrocedió hasta Calais para embarcarse hacia Inglaterra. Las tropas desembarcaron en Dover el 16 de noviembre. De haber podido continuar hasta París y autocoronarse rey, es probable que la guerra de los Cien Años hubiese terminado antes del fin del invierno. Sin embargo, continuaría por otros treinta y ocho años.
En 1420, el vencido Carlos VI se vio obligado a aceptar el Tratado de Troyes, que deshacía los términos del Tratado de París, casaba a Enrique V con la hija de Carlos y reconocía al monarca inglés como heredero al trono francés tras la muerte del rey.

## Últimas acciones de Enrique V
Desplazado de este modo de la línea sucesoria el delfín Carlos, hijo de Carlos VI, todos creyeron que Enrique V legaría ambos tronos a su hijo Enrique, que tenía a la sazón unos pocos meses. Pero por una ironía de la historia, Enrique V murió inesperadamente en 1422, antes que Carlos VI. Dos meses más tarde lo siguió a la tumba el rey de Francia. Los hechos se precipitaron entonces. Incumpliendo el Tratado de Troyes, Francia decidió coronar al delfín Carlos en lugar de al niño Enrique VI como estaba pactado.

### Otra vez, la guerra
La respuesta inglesa fue coronar al bebé como rey de Inglaterra y de Francia. Decidiendo eliminar al rey Carlos VII, al que la teoría inglesa consideraba un usurpador, invadieron nuevamente Francia y pusieron sitio a Orleans, última ciudad del reino que permanecía fiel al rey francés. Todo parecía indicar que Carlos VII tendría que ceder a las pretensiones del pequeño rey de Inglaterra.
Sin embargo, la historia de la guerra de los Cien Años daría aquí (1428) un inesperado giro, de la mano de una valiente muchacha campesina.

### Juana de Arco, la Doncella de Orleans

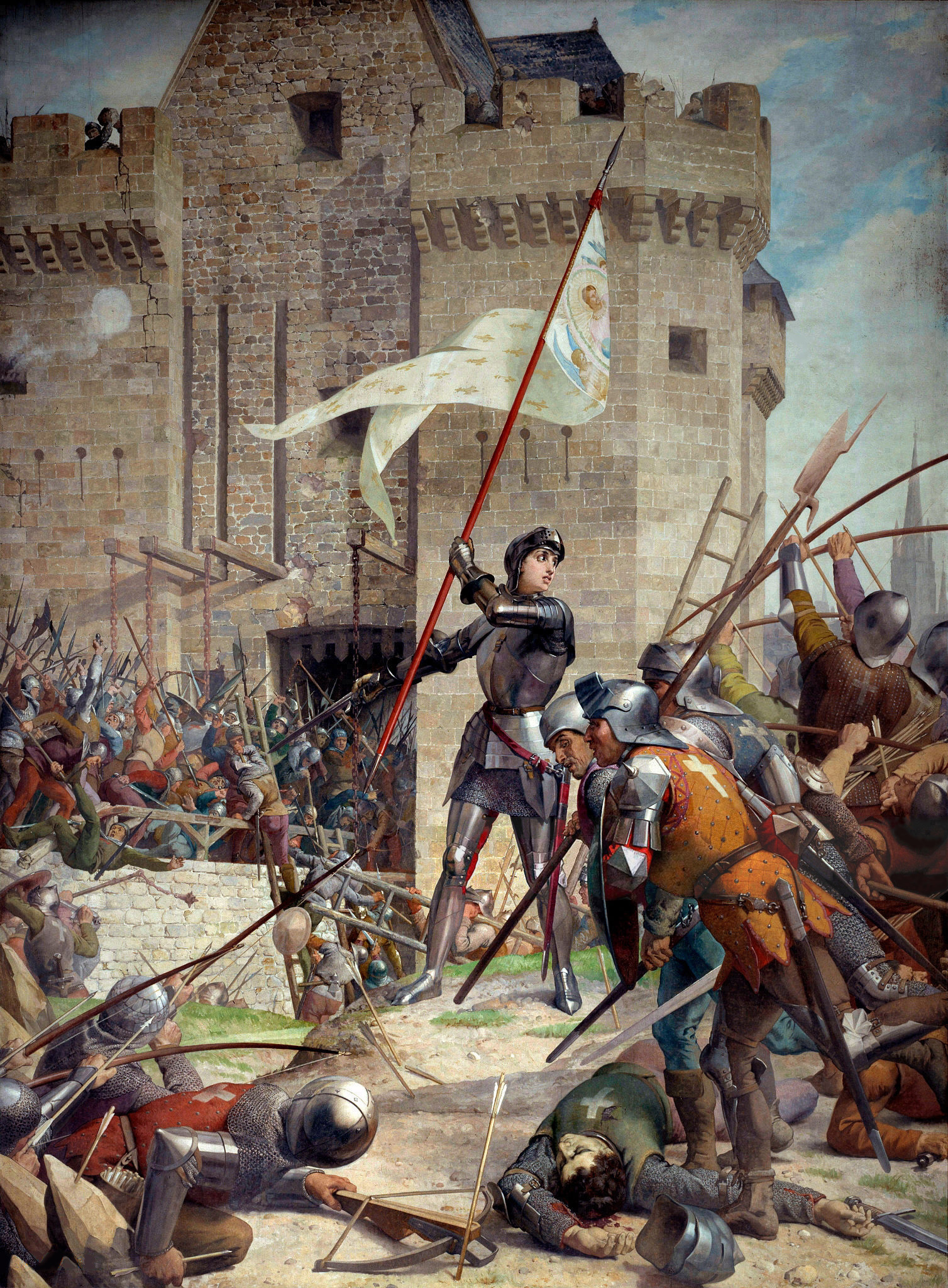
Juana de Arco liberando Orleans, óleo de Jules Lenepveu, Panteón de París.

Una joven iletrada nacida en Domrémy, llamada Juana de Arco, creía haber sido elegida por Dios para librar a su país de los ingleses. Con diecisiete años de edad, consiguió reunir un grupo de soldados y librar en 1429 a Orleans del asedio inglés.
La victoria de Juana motivó y concienció a soldados y campesinos franceses, les mostró un camino a
seguir y un líder a quien imitar. A este triunfo de la Doncella de Orleans (como se la conoció desde entonces) siguieron otros, como los de Troyes, Châlons y Reims, donde, en presencia de la joven, Carlos VII fue formalmente coronado.
A partir de este punto, la campaña militar de Juana comenzó a recorrer una espiral descendente: fue traicionada por su propio rey y finalmente, cayendo en desgracia, fue capturada en 1430 por las tropas de Juan II de Luxembugo-Ligny que servían al duque de Borgoña, Felipe.
Los jefes militares franceses, envidiosos del éxito de la joven, habían estado conspirando a sus espaldas. Temían el ascendiente que Juana estaba tomando sobre el rey Carlos y, sobre todo, les aterrorizaba el hecho de que la intervención divina (a través de Juana) estaba convirtiendo la guerra feudal que era la guerra de los Cien Años en una lucha nacional y popular.
Fue entregada a los ingleses, juzgada por la Inquisición bajo la acusación de hechicería, condenada a muerte y quemada en la hoguera en Ruan (1431). Su muerte la convirtió en un mártir en los ojos de los franceses.

### Francia se hace más fuerte
La situación se volvía complicada. Francia tenía ahora dos reyes. Coronado Carlos VII en Reims, los ingleses entronizaron en París a su propio rey, Enrique VI, apoyado solamente por Felipe de Borgoña. Esto cambió, cuando, con inteligencia, los franceses partidarios de Carlos, fortalecidos por el martirio de Juana, llegaron a un acuerdo con Felipe, el cual estaba intimidado por el martirio de Juana de Arco, remarcando aún más el aislamiento en que se encontraba Enrique. Este episodio sucedió en 1435 y se conoce como Tratado de Arras.
Inglaterra necesitaba imperiosamente a Borgoña como aliado militar. A falta de él, los carolinos atacaron y ocuparon París al año siguiente.
Como precaución en caso de que el conflicto se prolongara (medida clarividente, porque el fin de la guerra tardó aún veinte años en llegar), Carlos VII aprendió de los errores de su antecesor y, reestructurando profundamente al ejército francés, logró dotar a su corona de un ejército permanente por primera vez en la historia. Francia lograba así una fuerza militar profesional, entrenada, preparada siempre para entrar en acción y aguerrida, en vez del grupo desorganizado de entusiastas caballeros y campesinos feudales que se reunía de cualquier modo en los momentos más inesperados, y que había favorecido al éxito enemigo en tantas oportunidades.
Como es lógico, la reforma militar no tendría éxito si no se acompañaba de profundos cambios en la economía, la infraestructura, las finanzas y la propia sociedad. Habiendo reconstruido las finanzas del reino, Carlos mandó construir un impresionante conjunto de fortificaciones militares, canalizaciones hidráulicas, puertos seguros y una mejor y más consistente base de poder para sí mismo.

### Luchas internas en Francia

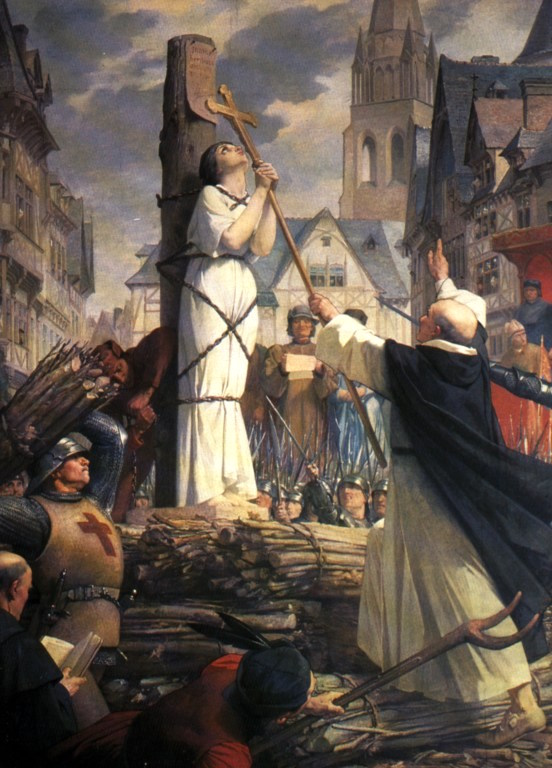
Juana de Arco en la hoguera antes de su ejecución.

Los ingleses no eran el único problema de Carlos VII: el hambre y las pestes venían persiguiendo a su dinastía desde el principio mismo. El comienzo del siglo XV había encontrado a toda Europa sumida en una profunda crisis económica cuyas causas permanecen ocultas incluso para los historiadores del siglo XXI. Esta crisis se había ensañado particularmente con Francia (campo de batalla de largas y furiosas guerras y reyertas) y afectaba en especial la producción agrícola y el comercio, que en el siglo XIII habían significado tanto para Europa.
Ahora, tras los centenarios saqueos e incendios provocados por los invasores, Francia pasaba hambre una vez más y, como parece lógico, la peste volvió a hacer su aparición.
Así, los nobles de la Casa de Anjou, viendo que el monarca pretendía proseguir la guerra hasta las últimas consecuencias, comenzaron a conspirar contra él y convencieron a su hijo Luis (el futuro Luis XI de Francia) de que se plegara a la conjura.
Carlos consiguió sortear el peligro que amenazaba aislarlo y dejarlo sin poder. Para acrecentarlo, estableció una ventajosa alianza con Suiza y con varios reinos de Alemania. A pesar del respiro que este apoyo le procuró, Carlos sin embargo era consciente de que continuaba gobernando un país inestable, muerto de hambre, que ya casi no producía cereales, cercado por la peste y con la siempre presente espada de Damocles representada por su poderoso vecino inglés que en cualquier momento podía decidir invadirlo y atacar de nuevo.

### Los problemas de Inglaterra
Su enemigo, sin embargo, no se encontraba en mejor forma: de la soberbia victoria en Agincourt habían pasado a la humillante derrota de París.
Enrique VI era aún menor de edad, y afrontaba problemas parecidos a los de Carlos: luchas, recelos y rivalidades entre los nobles y príncipes reales de su casa.
Buscando serenar la situación internacional, el joven rey solicitó y obtuvo la mano de Margarita de Anjou, sobrina de su rival Carlos VII, con la que se casó en 1444. Una vez casados, la posibilidad de una paz de compromiso basada en los lazos familiares se vislumbraba cercana.
Sin embargo, de las dos facciones en que se habían dividido los ingleses, una estaba en favor de la paz (encabezada por Juan de Beaufort, duque de Somerset). Pero la otra preconizaba la guerra y su prosecución hasta el exterminio. Sus jefes eran Humberto, duque de Gloucester y Ricardo, duque de York.
Para colmo de desgracias de los ingleses, Enrique VI comenzó a seguir los pasos de Carlos VI, el padre de su enemigo. Poco a poco comenzó a mostrar síntomas de locura, que pronto se convirtieron en una clara, permanente e incapacitante demencia.

### El fin de la guerra y la victoria de Francia

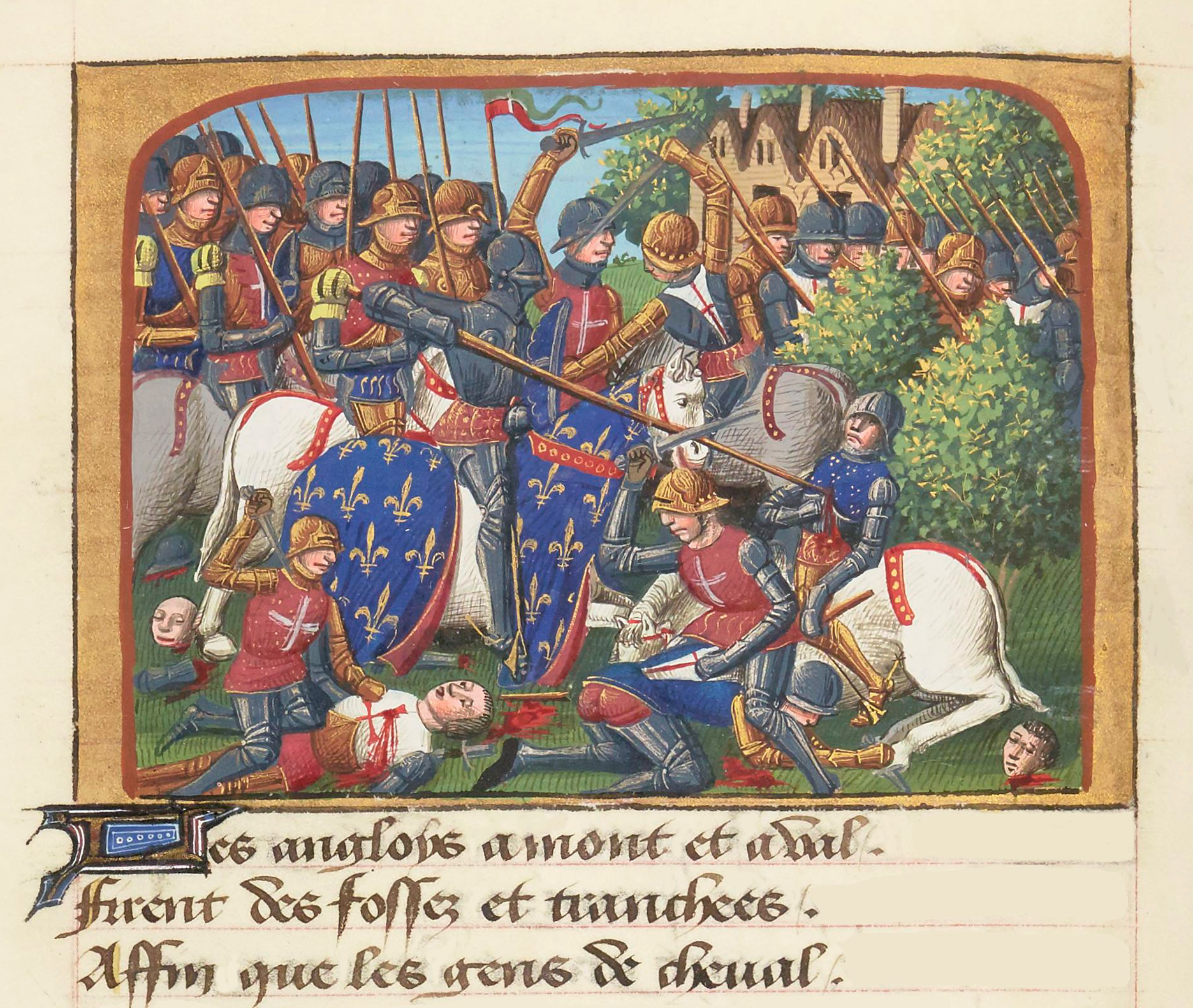
La batalla de Formigny por Martial d'Auvergne.

Las reformas y mejoras realizadas por Carlos VII rindieron sus frutos: lentamente la presión francesa comenzó a hacer retroceder al enemigo y fue poniendo sitio y reconquistando, paso a paso, todas las posesiones inglesas en tierra francesa.
Sin el apoyo borgoñón, los ingleses debieron entregar Normandía en 1450, después de la batalla de Formigny, y con la batalla de Castillon la preciada Aquitania en 1453. Ese año, que hoy se considera el del final de la guerra, la única posesión que se permitió conservar a los ingleses fue la ciudad costera de Calais.
Una vez desaparecidos los motivos del conflicto, la guerra terminó silenciosamente. Ni siquiera se firmó un tratado que certificara la paz añorada pero nunca alcanzada durante más de un siglo.

## Las consecuencias
Enfermo Enrique VI, Inglaterra quedó, tras el fin de la guerra de los Cien Años, en manos de Lancaster y York, enemigos declarados y absolutamente enfrentados ideológicamente (Gloucester estaba en prisión). Guiados por intereses personales, no se preocuparon por consolidar la flamante paz, sino que embarcaron a su país en una sangrienta guerra civil dinástica que se conocería como la guerra de las Dos Rosas.
En Francia, por su parte, la monarquía autoritaria fue consolidada por Luis XI, hijo de Carlos VII. Luego de grandes conquistas (Borgoña y Picardía, por ejemplo), la Casa de Valois se extinguió como lo había hecho antes la de los Capetos.
Estas caídas prefiguraban el fin de los estados feudales y el comienzo de la Europa Moderna que se harían realidad en el siglo siguiente.

## Principales batallas de la guerra de los Cien Años
- Batalla de Sluys (victoria inglesa).
- Batalla de Crecy (victoria inglesa decisiva).
- Sitio de Calais (victoria inglesa decisiva).
- Batalla de Calais (victoria inglesa).
- Batalla de Saintes (victoria inglesa).
- Batalla de Ardres (victoria francesa).
- Batalla de Poitiers (victoria inglesa decisiva).
- Batalla de Cocherel (1364) (victoria francesa).
- Batalla de Auray (combate correspondiente a la guerra de Sucesión Bretona; victoria inglesa).
- Batalla de Nájera (combate correspondiente a la primera guerra civil castellana; victoria anglocastellana).
- Batalla de Montiel (combate correspondiente a la segunda guerra civil castellana; victoria francocastellana).
- Batalla de La Rochelle (victoria francocastellana decisiva).
- Batalla de Aljubarrota (combate correspondiente a la crisis portuguesa de 1383-1385; victoria angloportuguesa).
- Batalla de Agincourt (victoria inglesa crucial).
- Batalla de los Arenques (victoria inglesa durante el sitio de Orleans).
- Sitio de Orleans (victoria francesa decisiva).
- Batalla de Jargeau (parte de la campaña del Loira; victoria francesa).
- Batalla de Beaugency (parte de la campaña del Loira; victoria francesa).
- Batalla de Patay (victoria francesa crucial).
- Batalla de Formigny (victoria francesa decisiva).
- Batalla de Castillon (última batalla de la guerra; victoria francesa final).

## Personas destacadas

### Anteriores a la guerra
- Carlos IV de Francia
- Eduardo I de Inglaterra
- Eduardo II de Inglaterra
- Enrique II de Inglaterra
- Enrique III de Inglaterra
- Felipe II de Francia
- Felipe IV de Francia (el Hermoso)
- Felipe V de Francia (el Largo)
- Felipe VI de Francia (Felipe de Valois)
- Guillermo el Conquistador
- Hugo Capeto
- Jacques de Molay
- Leonor de Aquitania
- Luis VI de Francia
- Luis VII de Francia
- Luis VIII de Francia
- Luis IX de Francia (San Luis)
- Luis X de Francia (el Hutín)
- Juana II de Navarra
- Felipe III de Navarra

### Contemporáneos de la guerra
- Arturo, conde de Richemont
- Bertrand du Guesclin
- Carlos V de Francia
- Carlos VI de Francia
- Carlos VII de Francia
- Carlos I de Albret
- Conde de Arundel
- Enrique II de Castilla
- Enrique IV de Inglaterra
- Enrique V de Inglaterra
- Enrique VI de Inglaterra
- Enrique VII de Inglaterra
- Enrique de Beaufort
- Felipe II de Nevers
- Gilles de Rais
- Humberto de Gloucester
- Juan II de Francia
- Juan de Gante
- Juana de Arco
- Mariscal Boucicault
- Juan I de Borgoña
- Pedro I de Castilla
- Eduardo de Woodstock, El Príncipe Negro
- Ricardo II de Inglaterra
- Ricardo de York
- Juan Cornwall
- Carlos II de Navarra

### Posteriores a la guerra
- Luis XI de Francia
- Margarita de Anjou
- Ricardo III de Inglaterra

## Otras guerras y campañas satélites de la guerra de los Cien Años
- Guerra de San Sardos
- Guerra de sucesión bretona
- Primera guerra civil de Castilla
- Guerras Fernandinas
- Crisis de 1383-1385 en Portugal
- Campaña del Loira

## Cronología
- 1337: Felipe VI confisca el ducado de Aquitania como represalia a la protección que Eduardo III dispensaba a Roberto de Artois, enemigo del rey francés. Eduardo reclama sus derechos al trono francés y se niega a rendir vasallaje ante Felipe.
- 1339: Eduardo III inicia las operaciones terrestres contra Francia.
- 1340: los ingleses vencen en la batalla naval de Sluys, lo que descarta la invasión francesa de Inglaterra, y lleva a que la guerra se desarrolle en territorio de Francia. Pero las deudas obligan a Eduardo III a pactar una tregua.
- 1346: Eduardo desembarca en Francia con un ejército, que el 26 de agosto consigue la victoria de Crécy, donde mueren o son hechos prisioneros muchos nobles franceses. El botín es inmenso.
- 1346: los ingleses vencen a los escoceses, aliados de los franceses. La paz entre Inglaterra y Escocia se establece en el Tratado de Berwick.
- 1347: los ingleses toman Calais, que permanecería en su poder hasta 1558.
- 1348: se suspenden los enfrentamientos debido a la peste negra.
- 1350: Juan II es coronado nuevo rey de Francia. El conde de Armañac, vasallo de Aquitania, proclama su lealtad a Juan.
- 1355: el hijo de Eduardo, del mismo nombre que su padre, conocido como el Príncipe Negro, desvasta Armañac. Avanza hasta el Mediterráneo y regresa arrasando todo a su paso.
- 1356: Juan II avanza hasta el Loira. En Poitiers obtiene una gran victoria ante los franceses, a pesar de que su ejército está agotado y en clara desventaja numérica. Juan II es hecho prisionero, junto con muchos nobles.
- 1358: Francia padece un levantamiento campesino y una revuelta en París.
- 1360: Eduardo III llega a París y se firma la Paz de Brétigny, por la cual se reduce el rescate por Juan, los ingleses pasan a dominar un territorio que comprende desde los Pirineos hasta el Loira y Eduardo renuncia a sus derechos sobre la Corona francesa. Sir Ricardo Knolles conduce una expedición que ataca la costa francesa pero es derrotado.
- 1363: Juan de Gante intenta triunfar donde fracasó Knolles. Al mando de una gran fuerza expedicionaria inglesa ataca nuevamente la Francia continental y sufre un resonante revés.
- 1369: el condestable de Francia, Bertrand du Guesclin, ataca Aquitania evitando una confrontación abierta.
- 1375: se firma en Brujas una tregua por dos años. Los ingleses conservaban únicamente Calais y una estrecha franja entre Bayona y Burdeos. Sin embargo, los combates continúan en forma esporádica.
- 1396: se firma otra tregua.
- 1399: el futuro Enrique V, de doce años, es armado caballero por el rey Ricardo II. Al poco tiempo, el soberano es asesinado por Enrique IV, padre del muchacho.
- 1400: el joven príncipe es enviado a luchar contra los irlandeses rebeldes.
- 1402: vence a los galeses.
- 1403: Hotspur y Percy, generales de Enrique IV, se rebelan contra él y el príncipe Enrique los derrota a ambos.
- 1405: Inglaterra invade Francia.
- 1407: nueva tregua.
- 1410: segunda invasión de Francia.
- 1412: tercer intento por invadir Francia. Las tres expediciones terminan con un muy moderado éxito.
- 1413: muere Enrique IV y su hijo es coronado con el nombre de Enrique V.
- 1415: Enrique V de Inglaterra reafirma sus derechos al trono francés, frente a la política pacifista de su padre, Enrique IV. Desembarca en Normandía con un gran ejército. Aliado con el duque de Borgoña, obtiene la victoria de Agincourt, frente a un ejército muy superior.
- 1417: los ingleses toman Caen, donde Enrique V ordena la muerte de todos los varones civiles.
- 1420: se firma el Tratado de Troyes, por el que Enrique V de Inglaterra se casa con Catalina de Valois, hija del rey de Francia. Enrique es reconocido además heredero al trono francés, siempre que Francia mantuviera su independencia.
- 1422: muere Enrique V antes que el rey francés Carlos VI, con lo que se desencadena la lucha por la sucesión al trono francés.
- 1428: una ignota campesina francesa, Juana de Arco, comienza a hacerse cargo de las operaciones militares.
- 1429: los ingleses ocupan París y el norte de Francia llegando hasta Orleáns. El 4 de mayo, Juana de Arco, a la cabeza de los caballeros franceses, levanta el asedio. Juana obtiene las victorias de Troyes, Chálons y Reims. Los franceses obtienen también la victoria de Patay y Carlos VII fue coronado rey de Francia en Reims.
- 1430: Juana es capturada por los borgoñones, aliados de Inglaterra, y entregada a los ingleses.
- 1431: Juana muere en la hoguera, en Rouen. Enrique VI de Inglaterra es coronado rey de Francia en París.
- 1435: Paz de Arrás.
- 1436: Borgoña se reconcilia con Francia. Los franceses toman París.
- 1444: se firma una tregua por cinco años. Enrique VI se casa con la sobrina de su rival.
- 1450: Carlos VII ataca Normandía y Gascuña y aniquila al ejército inglés en Fromigny. Los ingleses comienzan a perder sus territorios.
- 1453: Carlos VII toma Burdeos y Aquitania, recuperando toda Francia salvo Calais. Fin de la guerra de los Cien Años.

### Conflictos relacionados
- Batalla de Hastings
- Guerra de las Dos Rosas
- Guerra de los Dos Pedros